# Réseau de mobilité interurbaine
Le Réseau de mobilité interurbaine, abrégé en Rémi ou parfois écrit Rémi-Centre-Val de Loire, est un réseau de transport en commun qui est mis en place depuis le 1er septembre 2017 en région Centre-Val de Loire, en remplacement des réseaux départementaux d'autocars existants, puis en y intégrant le réseau TER Centre-Val de Loire.

## Histoire
Le réseau voit le jour le 1er septembre 2017, dans le cadre de la loi NOTRe, qui transfère des départements aux régions l'organisation des transports interurbains réguliers et scolaires.
Le 6 mai 2019, le réseau TER Centre-Val de Loire rejoint l'offre Rémi, qui devient l'offre intermodale de la région Centre-Val de Loire. La tarification est à cette occasion unifiée entre les services routiers (autocars) et ferroviaires (trains, que la région nomme désormais Rémi et Rémi Express),.

## Le réseau

### Présentation
La fusion des réseaux en termes d'offre et de décoration des véhicules s'effectue de façon progressive : en 2017, la seule nouveauté est la gratuité des transports scolaires. Les cars circulent en Loir-et-Cher, Indre-et-Loire, Indre, Cher, Eure-et-Loir et Loiret.
Les exploitants du réseau sont Transdev, Les Cars Fraizy, Darbier, Codiasse, RATP Dev, LDT, Cars Simplon, Anciennement Transarc/Europ voyages 18, Cars Saint Laurent, RGO (Autocars Hervé), ... .
Le réseau Rémi remplace les six réseaux suivants : Lignes 18, Transbeauce, L'Aile Bleue, Touraine Fil vert, Route41 et Ulys. Il reprend également l'offre ferroviaire de la région.

### Les différentes lignes
Les lignes d'autres régions desservant des communes de la région Centre-Val de Loire, comme la ligne 11 de Transdev Rambouillet opérée pour le compte d'Île-de-France Mobilités, ne sont pas reprises ici.

#### Rémi Autocars
Les liaisons routières TER Centre-Val de Loire sont intégrées au réseau Rémi.

##### Rémi 18
| Ligne | Caractéristiques | Caractéristiques                                 | Caractéristiques                                 | Caractéristiques                                 | Caractéristiques                                 | Caractéristiques                                 | Caractéristiques                                 | Caractéristiques                                 | Caractéristiques                                 |
| 100   | Argent-sur-Sauldre ⥋ Bourges | Argent-sur-Sauldre ⥋ Bourges                     | Argent-sur-Sauldre ⥋ Bourges                     | Argent-sur-Sauldre ⥋ Bourges                     | Argent-sur-Sauldre ⥋ Bourges                     | Argent-sur-Sauldre ⥋ Bourges                     | Argent-sur-Sauldre ⥋ Bourges                     | Argent-sur-Sauldre ⥋ Bourges                     | Argent-sur-Sauldre ⥋ Bourges                     |
| ----- | --- | ------------------------------------------------ | ------------------------------------------------ | ------------------------------------------------ | ------------------------------------------------ | ------------------------------------------------ | ------------------------------------------------ | ------------------------------------------------ | ------------------------------------------------ |
| 100   | Ouverture / Fermeture — / — | Longueur 55 km                                   | Durée 77 min                                     | Nb. d’arrêts —                                   | Matériel —                                       | Jours de fonctionnement L, Ma, Me, J, V, S       | Jour / Soir / Nuit / Fêtes O / — / N / N         | Voy. / an —                                      | Dépôt —                                          |
| 100   | Desserte : Bourges, Fussy, Saint-Georges-sur-Moulon, Saint-Martin-d'Auxigny, Saint-Palais, Mery-es-Bois, La Chapelle-d'Angillon, Quantilly, Aubigny-sur-Nère et Argent-sur-Sauldre.                          |                                                  |                                                  |                                                  |                                                  |                                                  |                                                  |                                                  |                                                  |
| 100   | Autre : |                                                  |                                                  |                                                  |                                                  |                                                  |                                                  |                                                  |                                                  |
| 100   | Dernière actualisation : — |                                                  |                                                  |                                                  |                                                  |                                                  |                                                  |                                                  |                                                  |
| 105   | Henrichemont ⥋ Bourges | Henrichemont ⥋ Bourges                           | Henrichemont ⥋ Bourges                           | Henrichemont ⥋ Bourges                           | Henrichemont ⥋ Bourges                           | Henrichemont ⥋ Bourges                           | Henrichemont ⥋ Bourges                           | Henrichemont ⥋ Bourges                           | Henrichemont ⥋ Bourges                           |
| 105   | Ouverture / Fermeture — / — | Longueur —                                       | Durée 56 min                                     | Nb. d’arrêts —                                   | Matériel —                                       | Jours de fonctionnement L, Ma, Me, J, V, S       | Jour / Soir / Nuit / Fêtes O / — / N / N         | Voy. / an —                                      | Dépôt —                                          |
| 105   | Desserte : Achères, Bourges, Henrichemont, Ivoy-le-Pré, Menetou Salon, Quantilly, Saint-Georges-sur-Moulon, Saint-Martin-d'Auxigny, Saint-Palais et Vignoux-sous-les-Aix.                                    |                                                  |                                                  |                                                  |                                                  |                                                  |                                                  |                                                  |                                                  |
| 105   | Autre : |                                                  |                                                  |                                                  |                                                  |                                                  |                                                  |                                                  |                                                  |
| 105   | Dernière actualisation : — |                                                  |                                                  |                                                  |                                                  |                                                  |                                                  |                                                  |                                                  |
| 110   | Cosne-Cours-sur-Loire ⥋ Bourges | Cosne-Cours-sur-Loire ⥋ Bourges                  | Cosne-Cours-sur-Loire ⥋ Bourges                  | Cosne-Cours-sur-Loire ⥋ Bourges                  | Cosne-Cours-sur-Loire ⥋ Bourges                  | Cosne-Cours-sur-Loire ⥋ Bourges                  | Cosne-Cours-sur-Loire ⥋ Bourges                  | Cosne-Cours-sur-Loire ⥋ Bourges                  | Cosne-Cours-sur-Loire ⥋ Bourges                  |
| 110   | Ouverture / Fermeture — / — | Longueur —                                       | Durée 100 min                                    | Nb. d’arrêts —                                   | Matériel Autocars                                | Jours de fonctionnement L, Ma, Me, J, V, S       | Jour / Soir / Nuit / Fêtes O / — / N / N         | Voy. / an —                                      | Dépôt —                                          |
| 110   | Desserte : Azy, Bourges, Bué, Cosne-Cours-sur-Loire, Étréchy, Les Aix d'Angillon, Ménétreol sous Sancerre, Montigny, Moulins sur Yèvres, Rians, St Germain du Puy, St Satur, St Solange, Sancerre, Veaugues. |                                                  |                                                  |                                                  |                                                  |                                                  |                                                  |                                                  |                                                  |
| 110   | Autre : |                                                  |                                                  |                                                  |                                                  |                                                  |                                                  |                                                  |                                                  |
| 110   | Dernière actualisation : — |                                                  |                                                  |                                                  |                                                  |                                                  |                                                  |                                                  |                                                  |
| 120   | La Charité-sur-Loire ⥋ Bourges | La Charité-sur-Loire ⥋ Bourges                   | La Charité-sur-Loire ⥋ Bourges                   | La Charité-sur-Loire ⥋ Bourges                   | La Charité-sur-Loire ⥋ Bourges                   | La Charité-sur-Loire ⥋ Bourges                   | La Charité-sur-Loire ⥋ Bourges                   | La Charité-sur-Loire ⥋ Bourges                   | La Charité-sur-Loire ⥋ Bourges                   |
| 120   | Ouverture / Fermeture — / — | Longueur —                                       | Durée 1 h 30 min                                 | Nb. d’arrêts —                                   | Matériel Autocars                                | Jours de fonctionnement L, Ma, Me, J, V, S       | Jour / Soir / Nuit / Fêtes O / — / N / N         | Voy. / an —                                      | Transporteur Europ Voyages 18                    |
| 120   | Desserte : Bourges, Brécy, Charentonnay, Couy, Herry, La Chapelle Montlinard, La Charité sur Loire, Nohant en Goût, St Germain du Puy, St Martin au Champ, Sancergues.                                       |                                                  |                                                  |                                                  |                                                  |                                                  |                                                  |                                                  |                                                  |
| 120   | Autre : |                                                  |                                                  |                                                  |                                                  |                                                  |                                                  |                                                  |                                                  |
| 120   | Dernière actualisation : — |                                                  |                                                  |                                                  |                                                  |                                                  |                                                  |                                                  |                                                  |
| 145   | Sancoins ⥋ Bourges | Sancoins ⥋ Bourges                               | Sancoins ⥋ Bourges                               | Sancoins ⥋ Bourges                               | Sancoins ⥋ Bourges                               | Sancoins ⥋ Bourges                               | Sancoins ⥋ Bourges                               | Sancoins ⥋ Bourges                               | Sancoins ⥋ Bourges                               |
| 145   | Ouverture / Fermeture — / — | Longueur —                                       | Durée 1 h 25 min                                 | Nb. d’arrêts —                                   | Matériel Autocars                                | Jours de fonctionnement L, Ma, Me, J, V, S       | Jour / Soir / Nuit / Fêtes O / — / N / N         | Voy. / an —                                      | Transporteur Autocars Bodeau                     |
| 145   | Desserte : Annoix, Blet, Bourges, Bussy, Chalivoy Milon, Dun sur Auron, St Denis de Palin, St Just, Sancoins.                                                                                                |                                                  |                                                  |                                                  |                                                  |                                                  |                                                  |                                                  |                                                  |
| 145   | Autre : |                                                  |                                                  |                                                  |                                                  |                                                  |                                                  |                                                  |                                                  |
| 145   | Dernière actualisation : — |                                                  |                                                  |                                                  |                                                  |                                                  |                                                  |                                                  |                                                  |
| 150   | Châteaumeillant ↔ Saint-Amand-Montrond ⥋ Bourges | Châteaumeillant ↔ Saint-Amand-Montrond ⥋ Bourges | Châteaumeillant ↔ Saint-Amand-Montrond ⥋ Bourges | Châteaumeillant ↔ Saint-Amand-Montrond ⥋ Bourges | Châteaumeillant ↔ Saint-Amand-Montrond ⥋ Bourges | Châteaumeillant ↔ Saint-Amand-Montrond ⥋ Bourges | Châteaumeillant ↔ Saint-Amand-Montrond ⥋ Bourges | Châteaumeillant ↔ Saint-Amand-Montrond ⥋ Bourges | Châteaumeillant ↔ Saint-Amand-Montrond ⥋ Bourges |
| 150   | Ouverture / Fermeture — / — | Longueur —                                       | Durée 1 h 50 min                                 | Nb. d’arrêts —                                   | Matériel Autocars                                | Jours de fonctionnement L, Ma, Me, J, V, S       | Jour / Soir / Nuit / Fêtes O / — / N / N         | Voy. / an —                                      | Transporteur Autocars Bodeau                     |
| 150   | Desserte : Bourges, Bouzais, Bruère Allichamps, Châteaumeillant, Le Châtelet, Levet, Lissay Lochy, Loye sur Arnon, St Amand Montrond.                                                                        |                                                  |                                                  |                                                  |                                                  |                                                  |                                                  |                                                  |                                                  |
| 150   | Autre : |                                                  |                                                  |                                                  |                                                  |                                                  |                                                  |                                                  |                                                  |
| 150   | Dernière actualisation : — |                                                  |                                                  |                                                  |                                                  |                                                  |                                                  |                                                  |                                                  |
| 160   | Lignières ⥋ Bourges | Lignières ⥋ Bourges                              | Lignières ⥋ Bourges                              | Lignières ⥋ Bourges                              | Lignières ⥋ Bourges                              | Lignières ⥋ Bourges                              | Lignières ⥋ Bourges                              | Lignières ⥋ Bourges                              | Lignières ⥋ Bourges                              |
| 160   | Ouverture / Fermeture — / — | Longueur —                                       | Durée 2 h 10 min                                 | Nb. d’arrêts —                                   | Matériel Autocars                                | Jours de fonctionnement L, Ma, Me, J, V, S       | Jour / Soir / Nuit / Fêtes O / — / N / N         | Voy. / an —                                      | Transporteur Autocars Bodeau                     |
| 160   | Desserte : Bourges, Châteaumeillant, Chezal Benoît, Civray, Culan, La Châtelet, Lignières, Lunery, Mareuil sur Arnon, Morthommiers, Primelles, St Caprais, St Florent sur Cher, Villeneuve sur Cher.         |                                                  |                                                  |                                                  |                                                  |                                                  |                                                  |                                                  |                                                  |
| 160   | Autre : |                                                  |                                                  |                                                  |                                                  |                                                  |                                                  |                                                  |                                                  |
| 160   | Dernière actualisation : — |                                                  |                                                  |                                                  |                                                  |                                                  |                                                  |                                                  |                                                  |
| 185   | Vierzon ⥋ Bourges | Vierzon ⥋ Bourges                                | Vierzon ⥋ Bourges                                | Vierzon ⥋ Bourges                                | Vierzon ⥋ Bourges                                | Vierzon ⥋ Bourges                                | Vierzon ⥋ Bourges                                | Vierzon ⥋ Bourges                                | Vierzon ⥋ Bourges                                |
| 185   | Ouverture / Fermeture — / — | Longueur 35 km km                                | Durée 1 h 06 min                                 | Nb. d’arrêts —                                   | Matériel Autocars                                | Jours de fonctionnement L, Ma, Me, J, V, S       | Jour / Soir / Nuit / Fêtes O / — / N / N         | Voy. / an —                                      | Transporteur Europ Voyages 18                    |
| 185   | Desserte : Allouis, Berry Bouy, Bourges, Mehun sur Yèvre, St Doulchard, Vierzon, Vignoux sur Barengeon. |                                                  |                                                  |                                                  |                                                  |                                                  |                                                  |                                                  |                                                  |
| 185   | Autre : |                                                  |                                                  |                                                  |                                                  |                                                  |                                                  |                                                  |                                                  |
| 185   | Dernière actualisation : — |                                                  |                                                  |                                                  |                                                  |                                                  |                                                  |                                                  |                                                  |
| 190   | Nançay ⥋ Bourges | Nançay ⥋ Bourges                                 | Nançay ⥋ Bourges                                 | Nançay ⥋ Bourges                                 | Nançay ⥋ Bourges                                 | Nançay ⥋ Bourges                                 | Nançay ⥋ Bourges                                 | Nançay ⥋ Bourges                                 | Nançay ⥋ Bourges                                 |
| 190   | Ouverture / Fermeture — / — | Longueur —                                       | Durée 1 h 12 min                                 | Nb. d’arrêts —                                   | Matériel Autocars                                | Jours de fonctionnement L, Ma, Me, J, V, S       | Jour / Soir / Nuit / Fêtes O / — / N / N         | Voy. / an —                                      | Transporteur Europ Voyages 18                    |
| 190   | Desserte : Allogny, Bourges, Nancay, Neuvy sur Barengeon, Vasselay. |                                                  |                                                  |                                                  |                                                  |                                                  |                                                  |                                                  |                                                  |
| 190   | Autre : |                                                  |                                                  |                                                  |                                                  |                                                  |                                                  |                                                  |                                                  |
| 190   | Dernière actualisation : — |                                                  |                                                  |                                                  |                                                  |                                                  |                                                  |                                                  |                                                  |
| 235   | Vatan ⥋ Bourges | Vatan ⥋ Bourges                                  | Vatan ⥋ Bourges                                  | Vatan ⥋ Bourges                                  | Vatan ⥋ Bourges                                  | Vatan ⥋ Bourges                                  | Vatan ⥋ Bourges                                  | Vatan ⥋ Bourges                                  | Vatan ⥋ Bourges                                  |
| 235   | Ouverture / Fermeture — / — | Longueur —                                       | Durée 1 h 05 min                                 | Nb. d’arrêts —                                   | Matériel Autocars                                | Jours de fonctionnement L, Ma, Me, J, V, S       | Jour / Soir / Nuit / Fêtes O / — / N / N         | Voy. / an —                                      | Transporteur Europe Voyages 18                   |
| 235   | Desserte : Gracay, Massay, Nohant en Gracay, Reboursin, St Hilaire de Cours, Vatan Vierzon. |                                                  |                                                  |                                                  |                                                  |                                                  |                                                  |                                                  |                                                  |
| 235   | Autre : |                                                  |                                                  |                                                  |                                                  |                                                  |                                                  |                                                  |                                                  |
| 235   | Dernière actualisation : — |                                                  |                                                  |                                                  |                                                  |                                                  |                                                  |                                                  |                                                  |

##### Rémi 28
| Ligne | Caractéristiques | Caractéristiques                                              | Caractéristiques                                              | Caractéristiques                                              | Caractéristiques                                              | Caractéristiques                                              | Caractéristiques                                              | Caractéristiques                                              | Caractéristiques                                              |
| 1     | Dreux ⥋ Chartres ↔ Orléans (Orléans-la-Source) | Dreux ⥋ Chartres ↔ Orléans (Orléans-la-Source)                | Dreux ⥋ Chartres ↔ Orléans (Orléans-la-Source)                | Dreux ⥋ Chartres ↔ Orléans (Orléans-la-Source)                | Dreux ⥋ Chartres ↔ Orléans (Orléans-la-Source)                | Dreux ⥋ Chartres ↔ Orléans (Orléans-la-Source)                | Dreux ⥋ Chartres ↔ Orléans (Orléans-la-Source)                | Dreux ⥋ Chartres ↔ Orléans (Orléans-la-Source)                | Dreux ⥋ Chartres ↔ Orléans (Orléans-la-Source)                |
| ----- | --- | ------------------------------------------------------------- | ------------------------------------------------------------- | ------------------------------------------------------------- | ------------------------------------------------------------- | ------------------------------------------------------------- | ------------------------------------------------------------- | ------------------------------------------------------------- | ------------------------------------------------------------- |
| 1     | Ouverture / Fermeture 4 juillet 1971 / — | Longueur 111 km                                               | Durée 145 min                                                 | Nb. d’arrêts 23                                               | Matériel Crossway Tourmalin IC S 315 UL-GT Futura             | Jours de fonctionnement L, Ma, Me, J, V, S, D                 | Jour / Soir / Nuit / Fêtes O / O / N / O                      | Voy. / an —                                                   | Transporteur Transports d'Eure-et-Loir (Chartres)             |
| 1     | Desserte : Dreux (Gare, Marceau) • Vernouillet (Plein Sud) • Marville-Moutiers-Brule (Centre) • Le Boullay-Mivoye (Rn 154) • Serazereux (Z.A. Vallée Du Saule, Le Péage Rn 154) • Challet (Rn 154) • Mainvilliers (Gambetta) • Chartres (Gare, Marais, Z.I. route d'Orléans • Gellainville (Bonville Mairie) • Sours (La Saussaye) • Allonnes (Maurice Viollette) • Ymonville (Rn 154) • Allaines-Mervilliers (Rn 154) • (Orléans Gare SNCF, La Source, La Source Lycée Voltaire, La Source Université, La Source Résidence Des Châtaigniers) |                                                               |                                                               |                                                               |                                                               |                                                               |                                                               |                                                               |                                                               |
| 1     | Autre : |                                                               |                                                               |                                                               |                                                               |                                                               |                                                               |                                                               |                                                               |
| 1     | Dernière actualisation : — |                                                               |                                                               |                                                               |                                                               |                                                               |                                                               |                                                               |                                                               |
| 2     | Orléans SNCF ↔ Orgères-en-Beauce ⥋ Voves ↔ Chartres | Orléans SNCF ↔ Orgères-en-Beauce ⥋ Voves ↔ Chartres           | Orléans SNCF ↔ Orgères-en-Beauce ⥋ Voves ↔ Chartres           | Orléans SNCF ↔ Orgères-en-Beauce ⥋ Voves ↔ Chartres           | Orléans SNCF ↔ Orgères-en-Beauce ⥋ Voves ↔ Chartres           | Orléans SNCF ↔ Orgères-en-Beauce ⥋ Voves ↔ Chartres           | Orléans SNCF ↔ Orgères-en-Beauce ⥋ Voves ↔ Chartres           | Orléans SNCF ↔ Orgères-en-Beauce ⥋ Voves ↔ Chartres           | Orléans SNCF ↔ Orgères-en-Beauce ⥋ Voves ↔ Chartres           |
| 2     | Ouverture / Fermeture 1982 / — | Longueur 77 km                                                | Durée 110 min                                                 | Nb. d’arrêts 25                                               | Matériel Récréo II                                            | Jours de fonctionnement L, Ma, Me, J, V, S                    | Jour / Soir / Nuit / Fêtes O / O / N / N                      | Voy. / an —                                                   | Transporteur Cars Simplons (Chartres)                         |
| 2     | Desserte : Orléans (Gare Routière, SNCF), Poupry (Mairie), Lumeau (Grande Rue), Loigny-la-Bataille (De Sonis), Orgères-en-Beauce, Fontenay-sur-Conie (Église), Fains-la-Folie (Auffains Mairie, Église), Voves (Centre, Les Terrasses, Gare de Voves, Villarceau), Theuville (Nicorbin), Pezy (Mairie), Theuville (Vovette), Berchères-les-Pierres (Chamblay, Mairie, Église, Rue de la Gare), Sours (La Saussaye), Gellainville (Bonville Mairie), Chartres (Z.I. Route d'Orléans, Marais, Courtille, Gare Routière) |                                                               |                                                               |                                                               |                                                               |                                                               |                                                               |                                                               |                                                               |
| 2     | Autre : |                                                               |                                                               |                                                               |                                                               |                                                               |                                                               |                                                               |                                                               |
| 2     | Dernière actualisation : — |                                                               |                                                               |                                                               |                                                               |                                                               |                                                               |                                                               |                                                               |
| 3     | Tours SNCF ↔ Cloyes-sur-le-Loir ↔ Châteaudun ⥋ Chartres | Tours SNCF ↔ Cloyes-sur-le-Loir ↔ Châteaudun ⥋ Chartres       | Tours SNCF ↔ Cloyes-sur-le-Loir ↔ Châteaudun ⥋ Chartres       | Tours SNCF ↔ Cloyes-sur-le-Loir ↔ Châteaudun ⥋ Chartres       | Tours SNCF ↔ Cloyes-sur-le-Loir ↔ Châteaudun ⥋ Chartres       | Tours SNCF ↔ Cloyes-sur-le-Loir ↔ Châteaudun ⥋ Chartres       | Tours SNCF ↔ Cloyes-sur-le-Loir ↔ Châteaudun ⥋ Chartres       | Tours SNCF ↔ Cloyes-sur-le-Loir ↔ Châteaudun ⥋ Chartres       | Tours SNCF ↔ Cloyes-sur-le-Loir ↔ Châteaudun ⥋ Chartres       |
| 3     | Ouverture / Fermeture 1982 / — | Longueur 147 km                                               | Durée 165 min                                                 | Nb. d’arrêts 28                                               | Matériel Intouro Safari RD-DD S 415 UL                        | Jours de fonctionnement L, Ma, Me, J, V, S, D                 | Jour / Soir / Nuit / Fêtes O / O / N / O                      | Voy. / an —                                                   | Transporteur Cars Dunois (Châteaudun)                         |
| 3     | Desserte : Tours (Gare SNCF), Vendome (Gare), Cloyes-sur-le-Loir (Collège Rabelais, Centre, Gare), Romilly-sur-Aigre (Village), Autheuil (Croix De Fer, La Férandière), La Chapelle-du-Noyer (La Fringale Rn10), Châteaudun (Halte Routière / Piscine, Gare, Marboue (Rn10), Flacey (Rn10), Bonneval (Montauban, Chapeau Rouge, Gare), Montboissier (Rn10), Bouville (Bois De Feugères Rn10), Vitray-en-Beauce (Rn10), La Bourdinière-Saint-Loup (Rn10, Le Temple Rn10), Mignieres (Rn10), Thivars (Rn10), Luisant (La Cavée, Mairie), Chartres (Rabuan, Hôtel Dieu, Gare SNCF) |                                                               |                                                               |                                                               |                                                               |                                                               |                                                               |                                                               |                                                               |
| 3     | Autre : |                                                               |                                                               |                                                               |                                                               |                                                               |                                                               |                                                               |                                                               |
| 3     | Dernière actualisation : — |                                                               |                                                               |                                                               |                                                               |                                                               |                                                               |                                                               |                                                               |
| 3A    | Chartres ⥋ Châteaudun ↔ Blois | Chartres ⥋ Châteaudun ↔ Blois                                 | Chartres ⥋ Châteaudun ↔ Blois                                 | Chartres ⥋ Châteaudun ↔ Blois                                 | Chartres ⥋ Châteaudun ↔ Blois                                 | Chartres ⥋ Châteaudun ↔ Blois                                 | Chartres ⥋ Châteaudun ↔ Blois                                 | Chartres ⥋ Châteaudun ↔ Blois                                 | Chartres ⥋ Châteaudun ↔ Blois                                 |
| 3A    | Ouverture / Fermeture 1982 / — | Longueur 108 km                                               | Durée 80 min                                                  | Nb. d’arrêts 14                                               | Matériel Ares                                                 | Jours de fonctionnement L, V                                  | Jour / Soir / Nuit / Fêtes O / O / N / N                      | Voy. / an —                                                   | Transporteur Transports d'Eure-et-Loir (Chartres)             |
| 3A    | Desserte : Chartres (Gare SNCF), Luisant (Mairie, La Cavée), Bonneval (Gare SNCF, Châteaudun (Gare SNCF, La Ferté-Villeneuil, Blois (Schuman, Lycée C. Claudel (St Georges), Lycée Hôtelier, Lycée Horticole, Gare SNCF, République, Lycée Essaignes (Auvergne), Lycée A. Thierry (Châteaudun) |                                                               |                                                               |                                                               |                                                               |                                                               |                                                               |                                                               |                                                               |
| 3A    | Autre : |                                                               |                                                               |                                                               |                                                               |                                                               |                                                               |                                                               |                                                               |
| 3A    | Dernière actualisation : — |                                                               |                                                               |                                                               |                                                               |                                                               |                                                               |                                                               |                                                               |
| 4     | Brezolles ↔ Châteauneuf-en-Thymerais ⥋ Chartres | Brezolles ↔ Châteauneuf-en-Thymerais ⥋ Chartres               | Brezolles ↔ Châteauneuf-en-Thymerais ⥋ Chartres               | Brezolles ↔ Châteauneuf-en-Thymerais ⥋ Chartres               | Brezolles ↔ Châteauneuf-en-Thymerais ⥋ Chartres               | Brezolles ↔ Châteauneuf-en-Thymerais ⥋ Chartres               | Brezolles ↔ Châteauneuf-en-Thymerais ⥋ Chartres               | Brezolles ↔ Châteauneuf-en-Thymerais ⥋ Chartres               | Brezolles ↔ Châteauneuf-en-Thymerais ⥋ Chartres               |
| 4     | Ouverture / Fermeture 1982 / — | Longueur 44 km                                                | Durée 55 min                                                  | Nb. d’arrêts 16                                               | Matériel Crossway                                             | Jours de fonctionnement L, Ma, Me, J, V, S, D                 | Jour / Soir / Nuit / Fêtes O / O / N / O                      | Voy. / an —                                                   | Transporteur Transports d'Eure-et-Loir (Chartres)             |
| 4     | Desserte : Brezolles (Centre, Ancienne Gare), Maillebois (Chennevières, Place), Châteauneuf-en-Thymerais (Dulorens), Thimert-Gâtelles (St Laurent, Église, Le Mage, Affonville D 939), Vérigny, Dangers, Bailleau-l'Évêque (Tourelles, Église, Dallonville Cd 939), Mainvilliers (Gambetta), Chartres (Gare SNCF) |                                                               |                                                               |                                                               |                                                               |                                                               |                                                               |                                                               |                                                               |
| 4     | Autre : |                                                               |                                                               |                                                               |                                                               |                                                               |                                                               |                                                               |                                                               |
| 4     | Dernière actualisation : — |                                                               |                                                               |                                                               |                                                               |                                                               |                                                               |                                                               |                                                               |
| 6     | Dreux ⥋ Saint-Lubin-des-Joncherets | Dreux ⥋ Saint-Lubin-des-Joncherets                            | Dreux ⥋ Saint-Lubin-des-Joncherets                            | Dreux ⥋ Saint-Lubin-des-Joncherets                            | Dreux ⥋ Saint-Lubin-des-Joncherets                            | Dreux ⥋ Saint-Lubin-des-Joncherets                            | Dreux ⥋ Saint-Lubin-des-Joncherets                            | Dreux ⥋ Saint-Lubin-des-Joncherets                            | Dreux ⥋ Saint-Lubin-des-Joncherets                            |
| 6     | Ouverture / Fermeture 1982 / — | Longueur 47,5 km                                              | Durée 73 min                                                  | Nb. d’arrêts 27                                               | Matériel Crossway LE                                          | Jours de fonctionnement L, Ma, Me, J, V, S, D                 | Jour / Soir / Nuit / Fêtes O / O / N / N                      | Voy. / an —                                                   | Transporteur Keolis Eure-et-Loir (Dreux)                      |
| 6     | Desserte : Dreux (Gare SNCF, Vieux Pré, Salle des Sports, Les Bâtes Centre Commercial), Vert-en-Drouais (Intersection rue des Favrils et rue Lucien Peau, Plessis sur Vert Luat, Mairie de Vert, Église de Vert), Saint-Germain-sur-Avre (Pont République), Saint-Remy-sur-Avre (Le Plessis Saint-Remy RN12, Les 10 Arpents, Pharmacie, Centre Salle des fêtes, Impasse de la Peluche, Longchamp, Espérance), Nonancourt (Hôtel-de-Bretagne, Victor Hugo), Saint-Lubin-des-Joncherets (La Poste, Mairie de Saint-Lubin, Haut-Vrissieul, Les Landes, Le Chapeau des Rose, Les Grandes-Vignes), Acon (Le Rousset), Tillières-sur-Avre (Centre, Les Cités), Verneuil-sur-Avre (Salle des Fêtes)                              |                                                               |                                                               |                                                               |                                                               |                                                               |                                                               |                                                               |                                                               |
| 6     | Autre : |                                                               |                                                               |                                                               |                                                               |                                                               |                                                               |                                                               |                                                               |
| 6     | Dernière actualisation : — |                                                               |                                                               |                                                               |                                                               |                                                               |                                                               |                                                               |                                                               |
| 6A    | Godeneval ⥋ Dreux | Godeneval ⥋ Dreux                                             | Godeneval ⥋ Dreux                                             | Godeneval ⥋ Dreux                                             | Godeneval ⥋ Dreux                                             | Godeneval ⥋ Dreux                                             | Godeneval ⥋ Dreux                                             | Godeneval ⥋ Dreux                                             | Godeneval ⥋ Dreux                                             |
| 6A    | Ouverture / Fermeture 1982 / — | Longueur 22 km                                                | Durée 60 min                                                  | Nb. d’arrêts 17                                               | Matériel Ares                                                 | Jours de fonctionnement L, Ma, Me, J, V                       | Jour / Soir / Nuit / Fêtes O / O / N / N                      | Voy. / an —                                                   | Transporteur Keolis Eure-et-Loir (Dreux)                      |
| 6A    | Desserte : Dampierre-sur-Avre (Godeneval Carr. Chemin Mare des Bois, Babou, Sotteville, L'Eclache, Bois Renault, Badainville, Le Plessis sur Dampierre, Château d'eau, Villancé, Nonancourt (Avenue Victor Hugo, L'Espérance), Saint-Rémy-sur-Avre (Le Longchamp, Impasse de La Peluche, Centre - Salle des Fêtes, Les 10 Arpents), Saint-Germain-sur-Avre (Pont République), Dreux (Salle des Sports) |                                                               |                                                               |                                                               |                                                               |                                                               |                                                               |                                                               |                                                               |
| 6A    | Autre : |                                                               |                                                               |                                                               |                                                               |                                                               |                                                               |                                                               |                                                               |
| 6A    | Dernière actualisation : — |                                                               |                                                               |                                                               |                                                               |                                                               |                                                               |                                                               |                                                               |
| 8     | Dreux ⥋ Nogent-le-Roi ↔ Maintenon | Dreux ⥋ Nogent-le-Roi ↔ Maintenon                             | Dreux ⥋ Nogent-le-Roi ↔ Maintenon                             | Dreux ⥋ Nogent-le-Roi ↔ Maintenon                             | Dreux ⥋ Nogent-le-Roi ↔ Maintenon                             | Dreux ⥋ Nogent-le-Roi ↔ Maintenon                             | Dreux ⥋ Nogent-le-Roi ↔ Maintenon                             | Dreux ⥋ Nogent-le-Roi ↔ Maintenon                             | Dreux ⥋ Nogent-le-Roi ↔ Maintenon                             |
| 8     | Ouverture / Fermeture 1982 / — | Longueur 29 km                                                | Durée 60 min                                                  | Nb. d’arrêts 24                                               | Matériel Crossway Tourmalin IC S 315 UL Ares                  | Jours de fonctionnement L, Ma, Me, J, V, S                    | Jour / Soir / Nuit / Fêtes O / O / N / O                      | Voy. / an —                                                   | Transporteur Transports d'Eure-et-Loir (Dreux)                |
| 8     | Desserte : Dreux (Vieux Pré, Gare Routière et Sncf, Hôpital) Écluzelles, Charpont, Villemeux-sur-Eure (Charles De Gaulle, Les Lys), Chaudon (Mairie, Moulans) Nogent-le-Roi (Valmorin, Hauts De Nogent, Mairie, Etoile), Lormaye (Rue De Verdun), Coulombs (Église, Haut Murger) Villiers-le-Morhier, (Chandelles Chandellette, Chandelles La Louvière, La Malmaison), Pierres (Rocfoin), Maintenon (Guaize, Sncf, Carnot, La Poste) |                                                               |                                                               |                                                               |                                                               |                                                               |                                                               |                                                               |                                                               |
| 8     | Autre : |                                                               |                                                               |                                                               |                                                               |                                                               |                                                               |                                                               |                                                               |
| 8     | Dernière actualisation : — |                                                               |                                                               |                                                               |                                                               |                                                               |                                                               |                                                               |                                                               |
| 9     | Nogent-le-Rotrou ↔ Châteaudun ⥋ Orléans | Nogent-le-Rotrou ↔ Châteaudun ⥋ Orléans                       | Nogent-le-Rotrou ↔ Châteaudun ⥋ Orléans                       | Nogent-le-Rotrou ↔ Châteaudun ⥋ Orléans                       | Nogent-le-Rotrou ↔ Châteaudun ⥋ Orléans                       | Nogent-le-Rotrou ↔ Châteaudun ⥋ Orléans                       | Nogent-le-Rotrou ↔ Châteaudun ⥋ Orléans                       | Nogent-le-Rotrou ↔ Châteaudun ⥋ Orléans                       | Nogent-le-Rotrou ↔ Châteaudun ⥋ Orléans                       |
| 9     | Ouverture / Fermeture 1982 / — | Longueur 106 km                                               | Durée 130 min                                                 | Nb. d’arrêts 33                                               | Matériel Ares                                                 | Jours de fonctionnement L, Ma, Me, J, V, S, D                 | Jour / Soir / Nuit / Fêtes O / O / N / O                      | Voy. / an —                                                   | Transporteur Cars Dunois (Châteaudun)                         |
| 9     | Desserte : Nogent-le-Rotrou (Mairie Notre Dame, Lycée Sully, gare SNCF, Lycée R. Belleau, rue de la Jambette, Lycée Nermont), Beaumont-les-Autels (Rd955), Miermaigne (Mairie), Luigny, Unverre (Salle des Fêtes), Dampierre-sous-Brou, Brou (Gare SNCF, E. J. Valadier, Centre de Secours), Yevres (Croix Verte, Salle des Fêtes), Gohory (D955), Dangeau (Brétigny, La Poste, La Véronnière Usine), Logron (St Lubin d'Issigny), Châteaudun (gare SNCF, Halte Routière / Piscine, Sacré-Cœur, Base Aérienne 279), Villampuy (La Folie), Villamblain (Pierre Percée), Tournoisis, Saint-Péravy-la-Colombe, Orléans (Gare Routière, La Source Lycée Voltaire, La Source Université, La Source Résidence des Châtaigniers) |                                                               |                                                               |                                                               |                                                               |                                                               |                                                               |                                                               |                                                               |
| 9     | Autre : |                                                               |                                                               |                                                               |                                                               |                                                               |                                                               |                                                               |                                                               |
| 9     | Dernière actualisation : — |                                                               |                                                               |                                                               |                                                               |                                                               |                                                               |                                                               |                                                               |
| 9A    | Unverre ⥋ Châteaudun | Unverre ⥋ Châteaudun                                          | Unverre ⥋ Châteaudun                                          | Unverre ⥋ Châteaudun                                          | Unverre ⥋ Châteaudun                                          | Unverre ⥋ Châteaudun                                          | Unverre ⥋ Châteaudun                                          | Unverre ⥋ Châteaudun                                          | Unverre ⥋ Châteaudun                                          |
| 9A    | Ouverture / Fermeture 1982 / — | Longueur 28 km                                                | Durée 44 min                                                  | Nb. d’arrêts 9                                                | Matériel Ares                                                 | Jours de fonctionnement L, Ma, Me, J, V, S, D                 | Jour / Soir / Nuit / Fêtes O / O / N / O                      | Voy. / an —                                                   | Transporteur Cars Dunois (Châteaudun)                         |
| 9A    | Desserte : Unverre (Salle des Fêtes), Dampierre-sous-Brou, Yevres (Salle des Fêtes), Dangeau (Brétigny, La Poste, La Véronnière Usine), Logron (St Lubin d'Issigny), Châteaudun (gare SNCF, Halte Routière / Piscine) |                                                               |                                                               |                                                               |                                                               |                                                               |                                                               |                                                               |                                                               |
| 9A    | Autre : |                                                               |                                                               |                                                               |                                                               |                                                               |                                                               |                                                               |                                                               |
| 9A    | Dernière actualisation : — |                                                               |                                                               |                                                               |                                                               |                                                               |                                                               |                                                               |                                                               |
| 10    | La Ferté-Vidame ↔ Senonches ⥋ Chartres | La Ferté-Vidame ↔ Senonches ⥋ Chartres                        | La Ferté-Vidame ↔ Senonches ⥋ Chartres                        | La Ferté-Vidame ↔ Senonches ⥋ Chartres                        | La Ferté-Vidame ↔ Senonches ⥋ Chartres                        | La Ferté-Vidame ↔ Senonches ⥋ Chartres                        | La Ferté-Vidame ↔ Senonches ⥋ Chartres                        | La Ferté-Vidame ↔ Senonches ⥋ Chartres                        | La Ferté-Vidame ↔ Senonches ⥋ Chartres                        |
| 10    | Ouverture / Fermeture 1982 / — | Longueur 53 km                                                | Durée 72 min                                                  | Nb. d’arrêts 17                                               | Matériel Safari RD-DD                                         | Jours de fonctionnement L, Ma, Me, J, V                       | Jour / Soir / Nuit / Fêtes O / O / N / N                      | Voy. / an —                                                   | Transporteur Transports d'Eure-et-Loir (Chartres)             |
| 10    | Desserte : La Ferté-Vidame (Mairie), Les Ressuintes (Etang d'Haron), Senonches (Route de La Ferté, Champ de Foire, Vieux Fourneau, La Ville aux Nonnains), Digny (Centre de Secours, La Léthivière), Saint-Arnoult-des-Bois (Balaclava, Église), Fontaine-la-Guyon (Orebin, Jean Moulin), Saint-Aubin-des-Bois (Libération), Mainvilliers (Château D'eau, Victor Hugo, A. France), Chartres (Gares) |                                                               |                                                               |                                                               |                                                               |                                                               |                                                               |                                                               |                                                               |
| 10    | Autre : |                                                               |                                                               |                                                               |                                                               |                                                               |                                                               |                                                               |                                                               |
| 10    | Dernière actualisation : — |                                                               |                                                               |                                                               |                                                               |                                                               |                                                               |                                                               |                                                               |
| 11    | Nogent-le-Roi ↔ Bouglainval ⥋ Chartres | Nogent-le-Roi ↔ Bouglainval ⥋ Chartres                        | Nogent-le-Roi ↔ Bouglainval ⥋ Chartres                        | Nogent-le-Roi ↔ Bouglainval ⥋ Chartres                        | Nogent-le-Roi ↔ Bouglainval ⥋ Chartres                        | Nogent-le-Roi ↔ Bouglainval ⥋ Chartres                        | Nogent-le-Roi ↔ Bouglainval ⥋ Chartres                        | Nogent-le-Roi ↔ Bouglainval ⥋ Chartres                        | Nogent-le-Roi ↔ Bouglainval ⥋ Chartres                        |
| 11    | Ouverture / Fermeture 1982 / — | Longueur 30 km                                                | Durée 52 min                                                  | Nb. d’arrêts 16                                               | Matériel S 315 UL Crossway                                    | Jours de fonctionnement L, Ma, Me, J, V                       | Jour / Soir / Nuit / Fêtes O / O / N / N                      | Voy. / an —                                                   | Transporteur Transports d'Eure-et-Loir (Chartres)             |
| 11    | Desserte : Nogent-le-Roi (Hauts de Nogent, Mairie, Etoile), Lormaye (Chandres), Nogent-le-Roi (Vacheresses Les Basses), Néron (Abri Salle des Fêtes), Bouglainval (Mairie, Place D'arbout, Maison Blanche), Berchères-Saint-Germain (Théléville, La Dragonnerie, Centre, Jean Moulin), Poisvilliers, Mainvilliers (A. France), Chartres (Gare Routière) |                                                               |                                                               |                                                               |                                                               |                                                               |                                                               |                                                               |                                                               |
| 11    | Autre : |                                                               |                                                               |                                                               |                                                               |                                                               |                                                               |                                                               |                                                               |
| 11    | Dernière actualisation : — |                                                               |                                                               |                                                               |                                                               |                                                               |                                                               |                                                               |                                                               |
| 12    | Maintenon ⥋ Chartres | Maintenon ⥋ Chartres                                          | Maintenon ⥋ Chartres                                          | Maintenon ⥋ Chartres                                          | Maintenon ⥋ Chartres                                          | Maintenon ⥋ Chartres                                          | Maintenon ⥋ Chartres                                          | Maintenon ⥋ Chartres                                          | Maintenon ⥋ Chartres                                          |
| 12    | Ouverture / Fermeture 1982 / — | Longueur 111 km                                               | Durée 46 min                                                  | Nb. d’arrêts 20                                               | Matériel Ares                                                 | Jours de fonctionnement L, Ma, Me, J, V                       | Jour / Soir / Nuit / Fêtes O / O / N / N                      | Voy. / an —                                                   | Transporteur Transports d'Eure-et-Loir (Chartres)             |
| 12    | Desserte : Maintenon (Sncf, La Poste), Pierres (Centre Commercial), Maintenon (Pierre Sadorge), Saint-Piat (Changé), Chartainvilliers (Frou), Jouy (Bout d'Anguy, Dalonne, Centre, Stade, Les Moulins Neufs), Saint-Prest (Centre, République, Château d'eau, Le Gorget), Lèves (Centre), Chartres (Beaurepaire, Courtille, Gares) |                                                               |                                                               |                                                               |                                                               |                                                               |                                                               |                                                               |                                                               |
| 12    | Autre : |                                                               |                                                               |                                                               |                                                               |                                                               |                                                               |                                                               |                                                               |
| 12    | Dernière actualisation : — |                                                               |                                                               |                                                               |                                                               |                                                               |                                                               |                                                               |                                                               |
| 14    | Les Essars ↔ Écrosnes ↔ Gallardon ⥋ Chartres | Les Essars ↔ Écrosnes ↔ Gallardon ⥋ Chartres                  | Les Essars ↔ Écrosnes ↔ Gallardon ⥋ Chartres                  | Les Essars ↔ Écrosnes ↔ Gallardon ⥋ Chartres                  | Les Essars ↔ Écrosnes ↔ Gallardon ⥋ Chartres                  | Les Essars ↔ Écrosnes ↔ Gallardon ⥋ Chartres                  | Les Essars ↔ Écrosnes ↔ Gallardon ⥋ Chartres                  | Les Essars ↔ Écrosnes ↔ Gallardon ⥋ Chartres                  | Les Essars ↔ Écrosnes ↔ Gallardon ⥋ Chartres                  |
| 14    | Ouverture / Fermeture 1982 / — | Longueur 30 km                                                | Durée 47 min                                                  | Nb. d’arrêts 20                                               | Matériel Récréo II Futura                                     | Jours de fonctionnement L, Ma, Me, J, V                       | Jour / Soir / Nuit / Fêtes O / O / N / N                      | Voy. / an —                                                   | Transporteur Transports d'Eure-et-Loir (Chartres)             |
| 14    | Desserte : Bleury-Saint-Symphorien (Les Essars Arsenal, Les Essars Monument, le-Château), Bleury (Mairie, Bonville), Gallardon (Montlouet), Écrosnes (Écrosnes, Ecrignolles) Gallardon (Germonval, Mairie), Pont-sous-Gallardon (Ancien Pavé), Champseru (Champseru), Coltainville (République), Gasville-Oisème (Oisème Madeleine, Oisème Bréharet), Chartres (Madeleine J.Pichard, Lycée Fulbert, Route D'Ablis, Courtille, Gares) |                                                               |                                                               |                                                               |                                                               |                                                               |                                                               |                                                               |                                                               |
| 14    | Autre : |                                                               |                                                               |                                                               |                                                               |                                                               |                                                               |                                                               |                                                               |
| 14    | Dernière actualisation : — |                                                               |                                                               |                                                               |                                                               |                                                               |                                                               |                                                               |                                                               |
| 14A   | Saint-Symphorien-le-Château ↔ Ymeray ⥋ Chartres | Saint-Symphorien-le-Château ↔ Ymeray ⥋ Chartres               | Saint-Symphorien-le-Château ↔ Ymeray ⥋ Chartres               | Saint-Symphorien-le-Château ↔ Ymeray ⥋ Chartres               | Saint-Symphorien-le-Château ↔ Ymeray ⥋ Chartres               | Saint-Symphorien-le-Château ↔ Ymeray ⥋ Chartres               | Saint-Symphorien-le-Château ↔ Ymeray ⥋ Chartres               | Saint-Symphorien-le-Château ↔ Ymeray ⥋ Chartres               | Saint-Symphorien-le-Château ↔ Ymeray ⥋ Chartres               |
| 14A   | Ouverture / Fermeture 1982 / — | Longueur 36 km                                                | Durée 58 min                                                  | Nb. d’arrêts 19                                               | Matériel Ares                                                 | Jours de fonctionnement L, Ma, Me, J, V                       | Jour / Soir / Nuit / Fêtes O / O / N / N                      | Voy. / an —                                                   | Transporteur Transports d'Eure-et-Loir (Chartres)             |
| 14A   | Desserte : Bleury-Saint-Symphorien (Les Essars Arsenal, Les Essars Monument, le-Château), Bleury (Gué De Bleury, Mairie, Bonville), Gallardon (Montlouet, St Léonard), Ymeray (Talvoisin, Ecole), Champseru (Pampol, Champseru, Loinville), Gasville-Oisème (Gasville), Chartres (Madeleine J.Pichard, Lycée Fulbert, Route d'Ablis, Courtille, Gares) |                                                               |                                                               |                                                               |                                                               |                                                               |                                                               |                                                               |                                                               |
| 14A   | Autre : |                                                               |                                                               |                                                               |                                                               |                                                               |                                                               |                                                               |                                                               |
| 14A   | Dernière actualisation : — |                                                               |                                                               |                                                               |                                                               |                                                               |                                                               |                                                               |                                                               |
| 15    | Sainville ↔ Aunay-sous-Auneau ↔ Auneau ⥋ Chartres | Sainville ↔ Aunay-sous-Auneau ↔ Auneau ⥋ Chartres             | Sainville ↔ Aunay-sous-Auneau ↔ Auneau ⥋ Chartres             | Sainville ↔ Aunay-sous-Auneau ↔ Auneau ⥋ Chartres             | Sainville ↔ Aunay-sous-Auneau ↔ Auneau ⥋ Chartres             | Sainville ↔ Aunay-sous-Auneau ↔ Auneau ⥋ Chartres             | Sainville ↔ Aunay-sous-Auneau ↔ Auneau ⥋ Chartres             | Sainville ↔ Aunay-sous-Auneau ↔ Auneau ⥋ Chartres             | Sainville ↔ Aunay-sous-Auneau ↔ Auneau ⥋ Chartres             |
| 15    | Ouverture / Fermeture 1982 / — | Longueur 30 km                                                | Durée 67 min                                                  | Nb. d’arrêts 26                                               | Matériel Récréo II S 315 UL                                   | Jours de fonctionnement L, Ma, Me, J, V, S                    | Jour / Soir / Nuit / Fêtes O / O / N / N                      | Voy. / an —                                                   | Transporteur Transports d'Eure-et-Loir (Chartres)             |
| 15    | Desserte : Sainville (Mairie), Maisons (Grande Rue), Aunainville, Aunay-sous-Auneau (Mairie, F. Isambert), Auneau (Gare, Texier Gallas, Stade, Equillemont, Bois De Fourche, Piscine, Hospice), Roinville (Église), Béville-le-Comte (École, Église, Château d'eau), Houville-la-Branche (Cinq Ormes, Mairie, Château), Nogent-le-Phaye (Croix de Fer, Tertre), Chartres (Madeleine / J. Pichard, Lycée Fulbert, Route d'Ablis, Courtille, Gare) |                                                               |                                                               |                                                               |                                                               |                                                               |                                                               |                                                               |                                                               |
| 15    | Autre : |                                                               |                                                               |                                                               |                                                               |                                                               |                                                               |                                                               |                                                               |
| 15    | Dernière actualisation : — |                                                               |                                                               |                                                               |                                                               |                                                               |                                                               |                                                               |                                                               |
| 15A   | Le Gué-de-Longroi ⥋ Chartres | Le Gué-de-Longroi ⥋ Chartres                                  | Le Gué-de-Longroi ⥋ Chartres                                  | Le Gué-de-Longroi ⥋ Chartres                                  | Le Gué-de-Longroi ⥋ Chartres                                  | Le Gué-de-Longroi ⥋ Chartres                                  | Le Gué-de-Longroi ⥋ Chartres                                  | Le Gué-de-Longroi ⥋ Chartres                                  | Le Gué-de-Longroi ⥋ Chartres                                  |
| 15A   | Ouverture / Fermeture 1982 / — | Longueur 29 km                                                | Durée 55 min                                                  | Nb. d’arrêts 15                                               | Matériel Crossway                                             | Jours de fonctionnement L, Ma, Me, J, V                       | Jour / Soir / Nuit / Fêtes O / O / N / N                      | Voy. / an —                                                   | Transporteur Transports d'Eure-et-Loir (Chartres)             |
| 15A   | Desserte : Le Gué-de-Longroi (Mairie, Centre), Levainville (Monjudé, Presbytère, Le Bas-Garnet), Oinville-sous-Auneau, Cherville (Prunus), Umpeau (Mairie, Goué, Bréez-Arsenal), Chartres (Madeleine / J. Pichard, Lycée Fulbert, Route d'Ablis, Courtille, Gare) |                                                               |                                                               |                                                               |                                                               |                                                               |                                                               |                                                               |                                                               |
| 15A   | Autre : |                                                               |                                                               |                                                               |                                                               |                                                               |                                                               |                                                               |                                                               |
| 15A   | Dernière actualisation : — |                                                               |                                                               |                                                               |                                                               |                                                               |                                                               |                                                               |                                                               |
| 15B   | Oysonville ⥋ Chartres | Oysonville ⥋ Chartres                                         | Oysonville ⥋ Chartres                                         | Oysonville ⥋ Chartres                                         | Oysonville ⥋ Chartres                                         | Oysonville ⥋ Chartres                                         | Oysonville ⥋ Chartres                                         | Oysonville ⥋ Chartres                                         | Oysonville ⥋ Chartres                                         |
| 15B   | Ouverture / Fermeture 1982 / — | Longueur 48 km                                                | Durée 80 min                                                  | Nb. d’arrêts 16                                               | Matériel Ares                                                 | Jours de fonctionnement L, Ma, Me, J, V                       | Jour / Soir / Nuit / Fêtes O / O / N / N                      | Voy. / an —                                                   | Transporteur Transports d'Eure-et-Loir (Chartres)             |
| 15B   | Desserte : Oysonville (Église, Vigne Blanche), Vierville, Sainville (Manterville, Mairie), Aunainville, Aunay-sous-Auneau (Mairie, F. Isambert), Auneau (Gare, Texier Gallas, Stade), Maisons (Grande Rue), Aunainville, Chartres (Madeleine / J. Pichard, Lycée Fulbert, Route d'Ablis, Courtille, Gare) |                                                               |                                                               |                                                               |                                                               |                                                               |                                                               |                                                               |                                                               |
| 15B   | Autre : |                                                               |                                                               |                                                               |                                                               |                                                               |                                                               |                                                               |                                                               |
| 15B   | Dernière actualisation : — |                                                               |                                                               |                                                               |                                                               |                                                               |                                                               |                                                               |                                                               |
| 16    | Angerville ↔ Sours ⥋ Chartres | Angerville ↔ Sours ⥋ Chartres                                 | Angerville ↔ Sours ⥋ Chartres                                 | Angerville ↔ Sours ⥋ Chartres                                 | Angerville ↔ Sours ⥋ Chartres                                 | Angerville ↔ Sours ⥋ Chartres                                 | Angerville ↔ Sours ⥋ Chartres                                 | Angerville ↔ Sours ⥋ Chartres                                 | Angerville ↔ Sours ⥋ Chartres                                 |
| 16    | Ouverture / Fermeture 1982 / — | Longueur 46 km                                                | Durée 145 min                                                 | Nb. d’arrêts 21                                               | Matériel Crossway                                             | Jours de fonctionnement L, Ma, Me, J, V                       | Jour / Soir / Nuit / Fêtes O / O / N / N                      | Voy. / an —                                                   | Transporteur Transports d'Eure-et-Loir (Chartres)             |
| 16    | Desserte : Angerville (Gare, Crédit Agricole, Dommerville), Gommerville (Arnouville), Baudreville, Gouillons, Ouarville, Santeuil, Voise (D939), Francourville (Encherville, Mairie), Sours (Génerville, Chandres, Calvaire, Verdun, Parc, Brétigny), Chartres (Lycée Fulbert, Route d'Ablis, Courtille, Gares) |                                                               |                                                               |                                                               |                                                               |                                                               |                                                               |                                                               |                                                               |
| 16    | Autre : |                                                               |                                                               |                                                               |                                                               |                                                               |                                                               |                                                               |                                                               |
| 16    | Dernière actualisation : — |                                                               |                                                               |                                                               |                                                               |                                                               |                                                               |                                                               |                                                               |
| 16A   | Gommerville ↔ Saint-Léger-des-Aubées ⥋ Chartres | Gommerville ↔ Saint-Léger-des-Aubées ⥋ Chartres               | Gommerville ↔ Saint-Léger-des-Aubées ⥋ Chartres               | Gommerville ↔ Saint-Léger-des-Aubées ⥋ Chartres               | Gommerville ↔ Saint-Léger-des-Aubées ⥋ Chartres               | Gommerville ↔ Saint-Léger-des-Aubées ⥋ Chartres               | Gommerville ↔ Saint-Léger-des-Aubées ⥋ Chartres               | Gommerville ↔ Saint-Léger-des-Aubées ⥋ Chartres               | Gommerville ↔ Saint-Léger-des-Aubées ⥋ Chartres               |
| 16A   | Ouverture / Fermeture 1982 / — | Longueur 52 km                                                | Durée 71 min                                                  | Nb. d’arrêts 18                                               | Matériel Ares                                                 | Jours de fonctionnement L, Ma, Me, J, V                       | Jour / Soir / Nuit / Fêtes O / O / N / N                      | Voy. / an —                                                   | Transporteur Transports d'Eure-et-Loir (Chartres)             |
| 16A   | Desserte : Gommerville, Ardelu, Chatenay, Léthuin, Mondonville-Saint-Jean (Mairie), Morainville (La Bonne), Denonville, (Denonville, Adonville, Monvilliers), Saint-Léger-des-Aubées (Chauvilliers, Saint-Léger-des-Aubées), Voise (Centre), Francourville (Mairie), Chartres (Collège M. Régnier, Lycée Fulbert, Route d'Ablis, Courtille, Gares) |                                                               |                                                               |                                                               |                                                               |                                                               |                                                               |                                                               |                                                               |
| 16A   | Autre : |                                                               |                                                               |                                                               |                                                               |                                                               |                                                               |                                                               |                                                               |
| 16A   | Dernière actualisation : — |                                                               |                                                               |                                                               |                                                               |                                                               |                                                               |                                                               |                                                               |
| 16B   | Barmainville (Armonville le Sablon) ⥋ Chartres | Barmainville (Armonville le Sablon) ⥋ Chartres                | Barmainville (Armonville le Sablon) ⥋ Chartres                | Barmainville (Armonville le Sablon) ⥋ Chartres                | Barmainville (Armonville le Sablon) ⥋ Chartres                | Barmainville (Armonville le Sablon) ⥋ Chartres                | Barmainville (Armonville le Sablon) ⥋ Chartres                | Barmainville (Armonville le Sablon) ⥋ Chartres                | Barmainville (Armonville le Sablon) ⥋ Chartres                |
| 16B   | Ouverture / Fermeture 1982 / — | Longueur 75 km                                                | Durée 145 min                                                 | Nb. d’arrêts 21                                               | Matériel Ares                                                 | Jours de fonctionnement L, Ma, Me, J, V                       | Jour / Soir / Nuit / Fêtes O / O / N / N                      | Voy. / an —                                                   | Transporteur Transports d'Eure-et-Loir (Chartres)             |
| 16B   | Desserte : Armonville-Sablon (Mare), Rouvray-Saint-Denis (Mairie), Intréville, Mérouville, Levesville-la-Chenard (Louville La Chenard, Château) Réclainville, Ouarville (Ossonville), Santeuil, Moinville-la-Jeulin, Prunay-le-Gillon (Boinville au Chemin), Francourville (Mairie), Sours (Calvaire, Verdun, Parc), Chartres (Collège M. Régnier, Lycée Fulbert, Route d'Ablis, Courtille, Gares) |                                                               |                                                               |                                                               |                                                               |                                                               |                                                               |                                                               |                                                               |
| 16B   | Autre : |                                                               |                                                               |                                                               |                                                               |                                                               |                                                               |                                                               |                                                               |
| 16B   | Dernière actualisation : — |                                                               |                                                               |                                                               |                                                               |                                                               |                                                               |                                                               |                                                               |
| 17    | Toury ↔ Boisville-la-Saint-Père ↔ Prunay-le-Gillon ⥋ Chartres | Toury ↔ Boisville-la-Saint-Père ↔ Prunay-le-Gillon ⥋ Chartres | Toury ↔ Boisville-la-Saint-Père ↔ Prunay-le-Gillon ⥋ Chartres | Toury ↔ Boisville-la-Saint-Père ↔ Prunay-le-Gillon ⥋ Chartres | Toury ↔ Boisville-la-Saint-Père ↔ Prunay-le-Gillon ⥋ Chartres | Toury ↔ Boisville-la-Saint-Père ↔ Prunay-le-Gillon ⥋ Chartres | Toury ↔ Boisville-la-Saint-Père ↔ Prunay-le-Gillon ⥋ Chartres | Toury ↔ Boisville-la-Saint-Père ↔ Prunay-le-Gillon ⥋ Chartres | Toury ↔ Boisville-la-Saint-Père ↔ Prunay-le-Gillon ⥋ Chartres |
| 17    | Ouverture / Fermeture 1982 / — | Longueur 55 km                                                | Durée 76 min                                                  | Nb. d’arrêts 22                                               | Matériel Ares                                                 | Jours de fonctionnement L, Ma, Me, J, V                       | Jour / Soir / Nuit / Fêtes O / O / N / N                      | Voy. / an —                                                   | Transporteur Transports d'Eure-et-Loir (Chartres)             |
| 17    | Desserte : Toury (Jean Monnet, La Chapelle) Janville, Le Puiset, Trancrainville, Neuvy-en-Beauce, Fresnay-l'Évêque (Église) Moutiers-en-Beauce (Moutiers-en-Beauce, Epincy), Boisville-la-Saint-Père (Chevannes, Boisville-la-Saint-Père, Demainville), Allonnes (Marcel Proust), Prunay-le-Gillon (Frainville, Église, Les Vaux) Sours (La Saussaye), Gellainville (Bonville), Chartres (Z.I. Route d'Orléans, Marais, Courtille, Gares). |                                                               |                                                               |                                                               |                                                               |                                                               |                                                               |                                                               |                                                               |
| 17    | Autre : |                                                               |                                                               |                                                               |                                                               |                                                               |                                                               |                                                               |                                                               |
| 17    | Dernière actualisation : — |                                                               |                                                               |                                                               |                                                               |                                                               |                                                               |                                                               |                                                               |
| 19    | Saint-Luperce ↔ Saint-Georges-sur-Eure ⥋ Chartres | Saint-Luperce ↔ Saint-Georges-sur-Eure ⥋ Chartres             | Saint-Luperce ↔ Saint-Georges-sur-Eure ⥋ Chartres             | Saint-Luperce ↔ Saint-Georges-sur-Eure ⥋ Chartres             | Saint-Luperce ↔ Saint-Georges-sur-Eure ⥋ Chartres             | Saint-Luperce ↔ Saint-Georges-sur-Eure ⥋ Chartres             | Saint-Luperce ↔ Saint-Georges-sur-Eure ⥋ Chartres             | Saint-Luperce ↔ Saint-Georges-sur-Eure ⥋ Chartres             | Saint-Luperce ↔ Saint-Georges-sur-Eure ⥋ Chartres             |
| 19    | Ouverture / Fermeture 1982 / — | Longueur 19,2 km                                              | Durée 37 min                                                  | Nb. d’arrêts 15                                               | Matériel Ares                                                 | Jours de fonctionnement L, Ma, Me, J, V, S                    | Jour / Soir / Nuit / Fêtes O / O / N / N                      | Voy. / an —                                                   | Transporteur Transports d'Eure-et-Loir (Chartres)             |
| 19    | Desserte : Saint-Luperce (Loulappe, Hartencourt, Mairie), Saint-Georges-sur-Eure (Berneuse, Mérobert, Centre, Verlaine, Perruches), Cintray (Mairie), Amilly (Fauconneries, Centre), Mainvilliers (Château d'eau, Victor Hugo, A. France), Chartres (Gares) |                                                               |                                                               |                                                               |                                                               |                                                               |                                                               |                                                               |                                                               |
| 19    | Autre : |                                                               |                                                               |                                                               |                                                               |                                                               |                                                               |                                                               |                                                               |
| 19    | Dernière actualisation : — |                                                               |                                                               |                                                               |                                                               |                                                               |                                                               |                                                               |                                                               |
| 19A   | Marcheville ⥋ Chartres | Marcheville ⥋ Chartres                                        | Marcheville ⥋ Chartres                                        | Marcheville ⥋ Chartres                                        | Marcheville ⥋ Chartres                                        | Marcheville ⥋ Chartres                                        | Marcheville ⥋ Chartres                                        | Marcheville ⥋ Chartres                                        | Marcheville ⥋ Chartres                                        |
| 19A   | Ouverture / Fermeture 1982 / — | Longueur 24,7 km                                              | Durée 35 min                                                  | Nb. d’arrêts 12                                               | Matériel Crossway                                             | Jours de fonctionnement L, Ma, Me, J, V                       | Jour / Soir / Nuit / Fêtes O / O / N / N                      | Voy. / an —                                                   | Transporteur Transports d'Eure-et-Loir (Chartres)             |
| 19A   | Desserte : Marcheville, Ollé (Ollé, Bennes Croisement), Chauffours (Chauffours, Formesle), Saint-Georges-sur-Eure (Centre, Verlaine, Perruches), Mainvilliers (Château d'eau, Victor Hugo, A. France), Chartres (Gares) |                                                               |                                                               |                                                               |                                                               |                                                               |                                                               |                                                               |                                                               |
| 19A   | Autre : |                                                               |                                                               |                                                               |                                                               |                                                               |                                                               |                                                               |                                                               |
| 19A   | Dernière actualisation : — |                                                               |                                                               |                                                               |                                                               |                                                               |                                                               |                                                               |                                                               |
| 20    | Pierres ⥋ Maintenon | Pierres ⥋ Maintenon                                           | Pierres ⥋ Maintenon                                           | Pierres ⥋ Maintenon                                           | Pierres ⥋ Maintenon                                           | Pierres ⥋ Maintenon                                           | Pierres ⥋ Maintenon                                           | Pierres ⥋ Maintenon                                           | Pierres ⥋ Maintenon                                           |
| 20    | Ouverture / Fermeture 1982 / — | Longueur 4,8 km                                               | Durée 14 min                                                  | Nb. d’arrêts 11                                               | Matériel Ares                                                 | Jours de fonctionnement L, Ma, Me, J, V                       | Jour / Soir / Nuit / Fêtes O / O / N / N                      | Voy. / an —                                                   | Transporteur Transports d'Eure-et-Loir (Chartres)             |
| 20    | Desserte : Pierres (Place St Georges, Clos Du Coteau, Ancienne Mairie, Mairie, Les Hautes Perreuses, Les Murgers, Les Vignes, Vieille Tuilerie), Maintenon (Pierre Sadorge, Château, Gare Sncf) |                                                               |                                                               |                                                               |                                                               |                                                               |                                                               |                                                               |                                                               |
| 20    | Autre : |                                                               |                                                               |                                                               |                                                               |                                                               |                                                               |                                                               |                                                               |
| 20    | Dernière actualisation : — |                                                               |                                                               |                                                               |                                                               |                                                               |                                                               |                                                               |                                                               |
| 21    | Ymeray ⥋ Épernon | Ymeray ⥋ Épernon                                              | Ymeray ⥋ Épernon                                              | Ymeray ⥋ Épernon                                              | Ymeray ⥋ Épernon                                              | Ymeray ⥋ Épernon                                              | Ymeray ⥋ Épernon                                              | Ymeray ⥋ Épernon                                              | Ymeray ⥋ Épernon                                              |
| 21    | Ouverture / Fermeture 1982 / — | Longueur 13,1 km                                              | Durée 20 min                                                  | Nb. d’arrêts 7                                                | Matériel Crossway                                             | Jours de fonctionnement L, Ma, Me, J, V                       | Jour / Soir / Nuit / Fêtes O / O / N / N                      | Voy. / an —                                                   | Transporteur Transports d'Eure-et-Loir (Maintenon)            |
| 21    | Desserte : Ymeray (Église), Pont-sous-Gallardon (Gare), Gallardon (Mairie, Z.I.), Gas, Épernon (Z.I., Sncf) |                                                               |                                                               |                                                               |                                                               |                                                               |                                                               |                                                               |                                                               |
| 21    | Autre : |                                                               |                                                               |                                                               |                                                               |                                                               |                                                               |                                                               |                                                               |
| 21    | Dernière actualisation : — |                                                               |                                                               |                                                               |                                                               |                                                               |                                                               |                                                               |                                                               |
| 22    | Bailleau-sous-Gallardon ↔ Armenonville ⥋ Maintenon | Bailleau-sous-Gallardon ↔ Armenonville ⥋ Maintenon            | Bailleau-sous-Gallardon ↔ Armenonville ⥋ Maintenon            | Bailleau-sous-Gallardon ↔ Armenonville ⥋ Maintenon            | Bailleau-sous-Gallardon ↔ Armenonville ⥋ Maintenon            | Bailleau-sous-Gallardon ↔ Armenonville ⥋ Maintenon            | Bailleau-sous-Gallardon ↔ Armenonville ⥋ Maintenon            | Bailleau-sous-Gallardon ↔ Armenonville ⥋ Maintenon            | Bailleau-sous-Gallardon ↔ Armenonville ⥋ Maintenon            |
| 22    | Ouverture / Fermeture 1982 / — | Longueur 16,1 km                                              | Durée 34 min                                                  | Nb. d’arrêts 14                                               | Matériel Ares                                                 | Jours de fonctionnement L, Ma, Me, J, V                       | Jour / Soir / Nuit / Fêtes O / O / N / N                      | Voy. / an —                                                   | Transporteur Transports d'Eure-et-Loir (Maintenon)            |
| 22    | Desserte : Gallardon (Mairie), Pont-sous-Gallardon (Ancien Pavé), Bailleau-sous-Gallardon (Mairie), Bailleau-Armenonville (Les Gâtineaux), Armenonville (Église), Boigneville (Hélène Boucher), Gas (Les Moineaux), Yermenonville (Église), Houx (Val De Voise, La Villeneuve, Saint Mamert), Maintenon (Sncf, Carnot, La Poste) |                                                               |                                                               |                                                               |                                                               |                                                               |                                                               |                                                               |                                                               |
| 22    | Autre : |                                                               |                                                               |                                                               |                                                               |                                                               |                                                               |                                                               |                                                               |
| 22    | Dernière actualisation : — |                                                               |                                                               |                                                               |                                                               |                                                               |                                                               |                                                               |                                                               |
| 23A   | Saint-Martin-de-Nigelles ⥋ Épernon | Saint-Martin-de-Nigelles ⥋ Épernon                            | Saint-Martin-de-Nigelles ⥋ Épernon                            | Saint-Martin-de-Nigelles ⥋ Épernon                            | Saint-Martin-de-Nigelles ⥋ Épernon                            | Saint-Martin-de-Nigelles ⥋ Épernon                            | Saint-Martin-de-Nigelles ⥋ Épernon                            | Saint-Martin-de-Nigelles ⥋ Épernon                            | Saint-Martin-de-Nigelles ⥋ Épernon                            |
| 23A   | Ouverture / Fermeture 1982 / — | Longueur 4,4 km                                               | Durée 12 min                                                  | Nb. d’arrêts 16                                               | Matériel Ares                                                 | Jours de fonctionnement L, Ma, Me, J, V                       | Jour / Soir / Nuit / Fêtes O / O / N / N                      | Voy. / an —                                                   | Transporteur Transports d'Eure-et-Loir (Maintenon)            |
| 23A   | Desserte : Saint-Martin-de-Nigelles (Clos des Champs, Rue Senantes, Place R. Le Gall, Le Coudray, Nigelles, Pont de la Perruche, Fervaches, Ponceaux, Ouencé), Hanches (Val des Granges, Salle Polyvalente), Hanches Le Paty (Allée Berchère, Prairie), Épernon (Collège, Sncf) |                                                               |                                                               |                                                               |                                                               |                                                               |                                                               |                                                               |                                                               |
| 23A   | Autre : |                                                               |                                                               |                                                               |                                                               |                                                               |                                                               |                                                               |                                                               |
| 23A   | Dernière actualisation : — |                                                               |                                                               |                                                               |                                                               |                                                               |                                                               |                                                               |                                                               |
| 23B   | Saint-Martin-de-Nigelles ⥋ Épernon | Saint-Martin-de-Nigelles ⥋ Épernon                            | Saint-Martin-de-Nigelles ⥋ Épernon                            | Saint-Martin-de-Nigelles ⥋ Épernon                            | Saint-Martin-de-Nigelles ⥋ Épernon                            | Saint-Martin-de-Nigelles ⥋ Épernon                            | Saint-Martin-de-Nigelles ⥋ Épernon                            | Saint-Martin-de-Nigelles ⥋ Épernon                            | Saint-Martin-de-Nigelles ⥋ Épernon                            |
| 23B   | Ouverture / Fermeture 1982 / — | Longueur 4,4 km                                               | Durée 12 min                                                  | Nb. d’arrêts 9                                                | Matériel Ares                                                 | Jours de fonctionnement L, Ma, Me, J, V                       | Jour / Soir / Nuit / Fêtes O / O / N / N                      | Voy. / an —                                                   | Transporteur Transports d'Eure-et-Loir (Maintenon)            |
| 23B   | Desserte : Hanches (Rue Ouencé, Rue Ruisseau de la Vienne, Rue des Sables, Billardière, Rue des Gas), Épernon (Ecole Billardière, Piscine, Collège, Sncf) |                                                               |                                                               |                                                               |                                                               |                                                               |                                                               |                                                               |                                                               |
| 23B   | Autre : |                                                               |                                                               |                                                               |                                                               |                                                               |                                                               |                                                               |                                                               |
| 23B   | Dernière actualisation : — |                                                               |                                                               |                                                               |                                                               |                                                               |                                                               |                                                               |                                                               |
| 24    | Dreux ⥋ Châteauneuf-en-Thymerais ↔ Favières Le Rouvray | Dreux ⥋ Châteauneuf-en-Thymerais ↔ Favières Le Rouvray        | Dreux ⥋ Châteauneuf-en-Thymerais ↔ Favières Le Rouvray        | Dreux ⥋ Châteauneuf-en-Thymerais ↔ Favières Le Rouvray        | Dreux ⥋ Châteauneuf-en-Thymerais ↔ Favières Le Rouvray        | Dreux ⥋ Châteauneuf-en-Thymerais ↔ Favières Le Rouvray        | Dreux ⥋ Châteauneuf-en-Thymerais ↔ Favières Le Rouvray        | Dreux ⥋ Châteauneuf-en-Thymerais ↔ Favières Le Rouvray        | Dreux ⥋ Châteauneuf-en-Thymerais ↔ Favières Le Rouvray        |
| 24    | Ouverture / Fermeture 1982 / — | Longueur 36,7 km                                              | Durée 63 min                                                  | Nb. d’arrêts 20                                               | Matériel Intouro Récréo II Crossway                           | Jours de fonctionnement L, Ma, Me, J, V, S, D                 | Jour / Soir / Nuit / Fêtes O / O / N / O                      | Voy. / an —                                                   | Transporteur Keolis Eure-et-Loir (Dreux)                      |
| 24    | Desserte : Favières (Le Rouvray, Favieres, Le Bois Rouvray), Gâtelles (Église), Thimert-Gâtelles (Le Mage, Église), Châteauneuf-en-Thymerais (Dulorens), Saint-Jean-de-Rebervilliers (Saint-Jean-de-Rebervilliers, Criloup]] (Château d'eau), Morvillette (Morvillette, Carrefour de Saulnières), Saulnieres (Mairie), Aunay-sous-Crécy (Mairie), Tréon (Rd928), Vernouillet (Maison Blanche, Zi Rd 928), Dreux (Marceau, Vieux Pré, Gare Routière, Salle des Sports) |                                                               |                                                               |                                                               |                                                               |                                                               |                                                               |                                                               |                                                               |
| 24    | Autre : |                                                               |                                                               |                                                               |                                                               |                                                               |                                                               |                                                               |                                                               |
| 24    | Dernière actualisation : — |                                                               |                                                               |                                                               |                                                               |                                                               |                                                               |                                                               |                                                               |
| 25    | Dreux ⥋ Senonches | Dreux ⥋ Senonches                                             | Dreux ⥋ Senonches                                             | Dreux ⥋ Senonches                                             | Dreux ⥋ Senonches                                             | Dreux ⥋ Senonches                                             | Dreux ⥋ Senonches                                             | Dreux ⥋ Senonches                                             | Dreux ⥋ Senonches                                             |
| 25    | Ouverture / Fermeture 1982 / — | Longueur 37,7 km                                              | Durée 55 min                                                  | Nb. d’arrêts 10                                               | Matériel S 315 UL                                             | Jours de fonctionnement L, Ma, Me, J, V                       | Jour / Soir / Nuit / Fêtes O / O / N / N                      | Voy. / an —                                                   | Transporteur Keolis Eure-et-Loir (Dreux)                      |
| 25    | Desserte : Senonches (Champ De Foire, Cité Américaine), Le Mesnil-Thomas (Église), Dampierre sur Blévy (Chapellerie), Maillebois (Place, Blévy route de Maillebois), Crécy-Couvé (Château d'eau, Marronniers), Garancières-en-Drouais, Dreux (Salle Des Sports, Gare Routière) |                                                               |                                                               |                                                               |                                                               |                                                               |                                                               |                                                               |                                                               |
| 25    | Autre : |                                                               |                                                               |                                                               |                                                               |                                                               |                                                               |                                                               |                                                               |
| 25    | Dernière actualisation : — |                                                               |                                                               |                                                               |                                                               |                                                               |                                                               |                                                               |                                                               |
| 26    | La Ferté-Vidame ↔ Brezolles ⥋ Dreux | La Ferté-Vidame ↔ Brezolles ⥋ Dreux                           | La Ferté-Vidame ↔ Brezolles ⥋ Dreux                           | La Ferté-Vidame ↔ Brezolles ⥋ Dreux                           | La Ferté-Vidame ↔ Brezolles ⥋ Dreux                           | La Ferté-Vidame ↔ Brezolles ⥋ Dreux                           | La Ferté-Vidame ↔ Brezolles ⥋ Dreux                           | La Ferté-Vidame ↔ Brezolles ⥋ Dreux                           | La Ferté-Vidame ↔ Brezolles ⥋ Dreux                           |
| 26    | Ouverture / Fermeture 1982 / — | Longueur 46,0 km                                              | Durée 63 min                                                  | Nb. d’arrêts 23                                               | Matériel S 315 UL Récréo II Crossway Pop                      | Jours de fonctionnement L, Ma, Me, J, V                       | Jour / Soir / Nuit / Fêtes O / O / N / N                      | Voy. / an —                                                   | Transporteur Keolis Eure-et-Loir (Dreux)                      |
| 26    | Desserte : La Ferté-Vidame (Mairie), Lamblore (Mairie), Morvilliers (Centre), La Mancelière, Beauche (Clos du Presbytère), La Mancelière (Montmureau Mairie), Les Chatelets (Mairie, Magny Centre), Brezolles (Rue de la Ferté, Ancienne Gare), Vitray-Sous-Brézolles (Centre), Laons (Église, Mauperthuit), Châtaincourt (Chataincourt), Allainville (D.4), Dreux (Salle Des Sports, Vieux Pré, Gare Routière) |                                                               |                                                               |                                                               |                                                               |                                                               |                                                               |                                                               |                                                               |
| 26    | Autre : |                                                               |                                                               |                                                               |                                                               |                                                               |                                                               |                                                               |                                                               |
| 26    | Dernière actualisation : — |                                                               |                                                               |                                                               |                                                               |                                                               |                                                               |                                                               |                                                               |
| 26A   | Beauche ⥋ Dreux | Beauche ⥋ Dreux                                               | Beauche ⥋ Dreux                                               | Beauche ⥋ Dreux                                               | Beauche ⥋ Dreux                                               | Beauche ⥋ Dreux                                               | Beauche ⥋ Dreux                                               | Beauche ⥋ Dreux                                               | Beauche ⥋ Dreux                                               |
| 26A   | Ouverture / Fermeture 1982 / — | Longueur 34,6 km                                              | Durée 48 min                                                  | Nb. d’arrêts 6                                                | Matériel Ares                                                 | Jours de fonctionnement Me                                    | Jour / Soir / Nuit / Fêtes O / O / N / N                      | Voy. / an —                                                   | Transporteur Keolis Eure-et-Loir (Dreux)                      |
| 26A   | Desserte : Beauche (Clos Du Presbytère), Brezolles (Garage, Ancienne Gare), Châtaincourt (Boutaincourt), Allainville (D.4), Dreux (Salle Des Sports) |                                                               |                                                               |                                                               |                                                               |                                                               |                                                               |                                                               |                                                               |
| 26A   | Autre : |                                                               |                                                               |                                                               |                                                               |                                                               |                                                               |                                                               |                                                               |
| 26A   | Dernière actualisation : — |                                                               |                                                               |                                                               |                                                               |                                                               |                                                               |                                                               |                                                               |
| 28    | La Chaussée-d'Ivry ↔ Anet ⥋ Dreux | La Chaussée-d'Ivry ↔ Anet ⥋ Dreux                             | La Chaussée-d'Ivry ↔ Anet ⥋ Dreux                             | La Chaussée-d'Ivry ↔ Anet ⥋ Dreux                             | La Chaussée-d'Ivry ↔ Anet ⥋ Dreux                             | La Chaussée-d'Ivry ↔ Anet ⥋ Dreux                             | La Chaussée-d'Ivry ↔ Anet ⥋ Dreux                             | La Chaussée-d'Ivry ↔ Anet ⥋ Dreux                             | La Chaussée-d'Ivry ↔ Anet ⥋ Dreux                             |
| 28    | Ouverture / Fermeture 1982 / — | Longueur 29,0 km                                              | Durée 59 min                                                  | Nb. d’arrêts 30                                               | Matériel Récréo II Safari RD-DD Tourmalin IC Crossway Pop     | Jours de fonctionnement L, Ma, Me, J, V, S                    | Jour / Soir / Nuit / Fêtes O / O / N / N                      | Voy. / an —                                                   | Transporteur Keolis Eure-et-Loir (Saussay et Dreux)           |
| 28    | Desserte : La Chaussée-d'Ivry (Ecole, Centre), Oulins (La Cordelle, Le Glefﬁ En), Anet (Lotissement Longues Hautes, Château, Gendarmerie), Saussay (Centre Commercial, Les Has, Les Marronniers, Rue des Tilleuls), Sorel-Moussel (Le Ranch, Sorel-Moussel, Ecoles, H. De Sorel, Pont de Fer), Ézy-sur-Eure, Croth (Centre), Marcilly-sur-Eure (Église), Saint-Georges-Motel (La Poste, Pont), Montreuil (Cocherelle), Fermaincourt (Route d'Anet), Cherisy (Les Osmeaux, Petit Cherisy, Église), Dreux (Collège Camus, Salle Des Sports, Gare Routière, Vieux Pré, Les Bâtes Centre Commercial) |                                                               |                                                               |                                                               |                                                               |                                                               |                                                               |                                                               |                                                               |
| 28    | Autre : |                                                               |                                                               |                                                               |                                                               |                                                               |                                                               |                                                               |                                                               |
| 28    | Dernière actualisation : — |                                                               |                                                               |                                                               |                                                               |                                                               |                                                               |                                                               |                                                               |
| 29    | Boncourt ↔ Bû ↔ Abondant ↔ Cherisy ⥋ Dreux | Boncourt ↔ Bû ↔ Abondant ↔ Cherisy ⥋ Dreux                    | Boncourt ↔ Bû ↔ Abondant ↔ Cherisy ⥋ Dreux                    | Boncourt ↔ Bû ↔ Abondant ↔ Cherisy ⥋ Dreux                    | Boncourt ↔ Bû ↔ Abondant ↔ Cherisy ⥋ Dreux                    | Boncourt ↔ Bû ↔ Abondant ↔ Cherisy ⥋ Dreux                    | Boncourt ↔ Bû ↔ Abondant ↔ Cherisy ⥋ Dreux                    | Boncourt ↔ Bû ↔ Abondant ↔ Cherisy ⥋ Dreux                    | Boncourt ↔ Bû ↔ Abondant ↔ Cherisy ⥋ Dreux                    |
| 29    | Ouverture / Fermeture 1982 / — | Longueur 44,0 km                                              | Durée 40 min                                                  | Nb. d’arrêts 30                                               | Matériel Tourmalin IC Crossway Pop Crossway                   | Jours de fonctionnement L, Ma, Me, J, V, S, D                 | Jour / Soir / Nuit / Fêtes O / O / N / N                      | Voy. / an —                                                   | Transporteur Keolis Eure-et-Loir (Saussay)                    |
| 29    | Desserte : Oulins (Les Gatines d'Oulins), Anet (Gendarmerie), Boncourt, Rouvres (Rouvres, La Ronce, Les Nonnains, Hautes Lisières), Saint-Ouen-Marchefroy (Marchefroy, Église), Rouvres (Les Mordants), Bu (Les Noblets, Les Duvaux, Les Druyers, Les Vignes, Monument, Poste, St Antoine), Abondant (Mairie, Château, La Croix de Vignes, Brissard), Serville, Cherisy (Raville, Hauts de Cherisy, Église), Montreuil (Fermaincourt), Dreux (Collège Camus, Carrefour Grande Rue, Salle des Sports, Gare Routière) |                                                               |                                                               |                                                               |                                                               |                                                               |                                                               |                                                               |                                                               |
| 29    | Autre : |                                                               |                                                               |                                                               |                                                               |                                                               |                                                               |                                                               |                                                               |
| 29    | Dernière actualisation : — |                                                               |                                                               |                                                               |                                                               |                                                               |                                                               |                                                               |                                                               |
| 32A   | Moriers ↔ Sancheville ↔ Orgères-en-Beauce ⥋ Châteaudun | Moriers ↔ Sancheville ↔ Orgères-en-Beauce ⥋ Châteaudun        | Moriers ↔ Sancheville ↔ Orgères-en-Beauce ⥋ Châteaudun        | Moriers ↔ Sancheville ↔ Orgères-en-Beauce ⥋ Châteaudun        | Moriers ↔ Sancheville ↔ Orgères-en-Beauce ⥋ Châteaudun        | Moriers ↔ Sancheville ↔ Orgères-en-Beauce ⥋ Châteaudun        | Moriers ↔ Sancheville ↔ Orgères-en-Beauce ⥋ Châteaudun        | Moriers ↔ Sancheville ↔ Orgères-en-Beauce ⥋ Châteaudun        | Moriers ↔ Sancheville ↔ Orgères-en-Beauce ⥋ Châteaudun        |
| 32A   | Ouverture / Fermeture 1982 / — | Longueur 56,4 km                                              | Durée 60 min                                                  | Nb. d’arrêts 15                                               | Matériel Ares                                                 | Jours de fonctionnement L, Ma, Me, J, V                       | Jour / Soir / Nuit / Fêtes O / O / N / N                      | Voy. / an —                                                   | Transporteur Transports d'Eure-et-Loir (Châteaudun)           |
| 32A   | Desserte : Moriers (Mairie), Le Gault-Saint-Denis (Mairie), Neuvy-en-Dunois (Mairie), Sancheville, Baigneaux (Village), Baignolet (Mairie), Fontenay-sur-Conie (Église), Orgères-en-Beauce (Église, Mairie), Cormainville (Rue de la Mairie), Varize (Église), Jallans (Mairie), Châteaudun (Sacré-Cœur, Gare, Halte Routière / Piscine) |                                                               |                                                               |                                                               |                                                               |                                                               |                                                               |                                                               |                                                               |
| 32A   | Autre : |                                                               |                                                               |                                                               |                                                               |                                                               |                                                               |                                                               |                                                               |
| 32A   | Dernière actualisation : — |                                                               |                                                               |                                                               |                                                               |                                                               |                                                               |                                                               |                                                               |
| 32B   | Guillonville ↔ Terminiers ↔ Orgères-en-Beauce ⥋ Châteaudun | Guillonville ↔ Terminiers ↔ Orgères-en-Beauce ⥋ Châteaudun    | Guillonville ↔ Terminiers ↔ Orgères-en-Beauce ⥋ Châteaudun    | Guillonville ↔ Terminiers ↔ Orgères-en-Beauce ⥋ Châteaudun    | Guillonville ↔ Terminiers ↔ Orgères-en-Beauce ⥋ Châteaudun    | Guillonville ↔ Terminiers ↔ Orgères-en-Beauce ⥋ Châteaudun    | Guillonville ↔ Terminiers ↔ Orgères-en-Beauce ⥋ Châteaudun    | Guillonville ↔ Terminiers ↔ Orgères-en-Beauce ⥋ Châteaudun    | Guillonville ↔ Terminiers ↔ Orgères-en-Beauce ⥋ Châteaudun    |
| 32B   | Ouverture / Fermeture 1982 / — | Longueur 52,6 km                                              | Durée 60 min                                                  | Nb. d’arrêts 13                                               | Matériel Ares                                                 | Jours de fonctionnement L, Ma, Me, J, V                       | Jour / Soir / Nuit / Fêtes O / O / N / N                      | Voy. / an —                                                   | Transporteur Transports d'Eure-et-Loir (Châteaudun)           |
| 32B   | Desserte : Guillonville (Gaubert, Église), Terminiers (Gommiers, Église), Lumeau (Grande Rue, Ecuillon), Loigny-la-Bataille (De Sonis), Orgères-en-Beauce (La Maladrerie, Mairie), Varize (Église), Châteaudun (Sacré-Cœur, Gare, Halte Routière / Piscine) |                                                               |                                                               |                                                               |                                                               |                                                               |                                                               |                                                               |                                                               |
| 32B   | Autre : |                                                               |                                                               |                                                               |                                                               |                                                               |                                                               |                                                               |                                                               |
| 32B   | Dernière actualisation : — |                                                               |                                                               |                                                               |                                                               |                                                               |                                                               |                                                               |                                                               |
| 44    | La Bazoche-Gouet ↔ Authon-du-Perche ⥋ Nogent-le-Rotrou | La Bazoche-Gouet ↔ Authon-du-Perche ⥋ Nogent-le-Rotrou        | La Bazoche-Gouet ↔ Authon-du-Perche ⥋ Nogent-le-Rotrou        | La Bazoche-Gouet ↔ Authon-du-Perche ⥋ Nogent-le-Rotrou        | La Bazoche-Gouet ↔ Authon-du-Perche ⥋ Nogent-le-Rotrou        | La Bazoche-Gouet ↔ Authon-du-Perche ⥋ Nogent-le-Rotrou        | La Bazoche-Gouet ↔ Authon-du-Perche ⥋ Nogent-le-Rotrou        | La Bazoche-Gouet ↔ Authon-du-Perche ⥋ Nogent-le-Rotrou        | La Bazoche-Gouet ↔ Authon-du-Perche ⥋ Nogent-le-Rotrou        |
| 44    | Ouverture / Fermeture 1982 / — | Longueur 47,2 km                                              | Durée 51 min                                                  | Nb. d’arrêts 18                                               | Matériel Crossway                                             | Jours de fonctionnement L, Ma, Me, J, V                       | Jour / Soir / Nuit / Fêtes O / O / N / N                      | Voy. / an —                                                   | Transporteur Transports d'Eure-et-Loir (Nogent-le-Rotrou)     |
| 44    | Desserte : La Bazoche-Gouet (L'hermitage), Chapelle-Royale (Mairie), Les Autels-Villevillon (Villevillon, Église), La Bazoche-Gouet (Place, Charles de Gaulle), Chapelle-Guillaume, Soize, Authon-du-Perche (Les Marronniers, Place de la Tour, Saint Lubin des 5 Fonds), Coudray-au-Perche (Église), Souancé-au-Perche, Nogent-le-Rotrou (Leap Nermont, Rue de la Jambette, Mairie Notre Dame, Gare, Lycée R. Belleau, Collège Brossolette) |                                                               |                                                               |                                                               |                                                               |                                                               |                                                               |                                                               |                                                               |
| 44    | Autre : |                                                               |                                                               |                                                               |                                                               |                                                               |                                                               |                                                               |                                                               |
| 44    | Dernière actualisation : — |                                                               |                                                               |                                                               |                                                               |                                                               |                                                               |                                                               |                                                               |
| 48    | La Ferté-Vidame ⥋ Verneuil-sur-Avre | La Ferté-Vidame ⥋ Verneuil-sur-Avre                           | La Ferté-Vidame ⥋ Verneuil-sur-Avre                           | La Ferté-Vidame ⥋ Verneuil-sur-Avre                           | La Ferté-Vidame ⥋ Verneuil-sur-Avre                           | La Ferté-Vidame ⥋ Verneuil-sur-Avre                           | La Ferté-Vidame ⥋ Verneuil-sur-Avre                           | La Ferté-Vidame ⥋ Verneuil-sur-Avre                           | La Ferté-Vidame ⥋ Verneuil-sur-Avre                           |
| 48    | Ouverture / Fermeture 1982 / — | Longueur 19,5 km                                              | Durée 39 min                                                  | Nb. d’arrêts 12                                               | Matériel Ares                                                 | Jours de fonctionnement L, Ma, Me, J, V                       | Jour / Soir / Nuit / Fêtes O / O / N / N                      | Voy. / an —                                                   | Transporteur Transports d'Eure-et-Loir (Verneuil-sur-Avre)    |
| 48    | Desserte : La Ferté-Vidame (Mairie), Lamblore (Mairie), Morvilliers (Morvilliers, Bertin), Boissy-lès-Perche (Ecole, Ancienne Gare, Les Loges), Verneuil-sur-Avre (Le Buisson, Lycée, Gare Sncf, Salle des Fêtes, Collège Vlaminck) |                                                               |                                                               |                                                               |                                                               |                                                               |                                                               |                                                               |                                                               |
| 48    | Autre : |                                                               |                                                               |                                                               |                                                               |                                                               |                                                               |                                                               |                                                               |
| 48    | Dernière actualisation : — |                                                               |                                                               |                                                               |                                                               |                                                               |                                                               |                                                               |                                                               |
| 86    | Oysonville ⥋ Dourdan | Oysonville ⥋ Dourdan                                          | Oysonville ⥋ Dourdan                                          | Oysonville ⥋ Dourdan                                          | Oysonville ⥋ Dourdan                                          | Oysonville ⥋ Dourdan                                          | Oysonville ⥋ Dourdan                                          | Oysonville ⥋ Dourdan                                          | Oysonville ⥋ Dourdan                                          |
| 86    | Ouverture / Fermeture 1982 / — | Longueur 24,6 km                                              | Durée 42 min                                                  | Nb. d’arrêts 8                                                | Matériel Starter S                                            | Jours de fonctionnement L, Ma, Me, J, V                       | Jour / Soir / Nuit / Fêtes O / O / N / N                      | Voy. / an —                                                   | Transporteur Cars Simplon                                     |
| 86    | Desserte : Oysonville (Église), Manterville (Mare), Sainville (Mairie), Garancières-en-Beauce (Église, Z.A Distillerie), Dourdan (Cité Scolaire, Gare RER, Hôpital) |                                                               |                                                               |                                                               |                                                               |                                                               |                                                               |                                                               |                                                               |
| 86    | Autre : |                                                               |                                                               |                                                               |                                                               |                                                               |                                                               |                                                               |                                                               |
| 86    | Dernière actualisation : — |                                                               |                                                               |                                                               |                                                               |                                                               |                                                               |                                                               |                                                               |
| 87    | Ézy-sur-Eure ↔ Anet ⥋ Houdan | Ézy-sur-Eure ↔ Anet ⥋ Houdan                                  | Ézy-sur-Eure ↔ Anet ⥋ Houdan                                  | Ézy-sur-Eure ↔ Anet ⥋ Houdan                                  | Ézy-sur-Eure ↔ Anet ⥋ Houdan                                  | Ézy-sur-Eure ↔ Anet ⥋ Houdan                                  | Ézy-sur-Eure ↔ Anet ⥋ Houdan                                  | Ézy-sur-Eure ↔ Anet ⥋ Houdan                                  | Ézy-sur-Eure ↔ Anet ⥋ Houdan                                  |
| 87    | Ouverture / Fermeture 1982 / — | Longueur 19,7 km                                              | Durée 32 min                                                  | Nb. d’arrêts 8                                                | Matériel Tracer S 315 UL Safari RD-DD Récréo II Crossway      | Jours de fonctionnement L, Ma, Me, J, V, S, D                 | Jour / Soir / Nuit / Fêtes O / O / N / N                      | Voy. / an —                                                   | Transporteur Keolis Eure-et-Loir (Saussay)                    |
| 87    | Desserte : Ézy-sur-Eure (Salle des Fêtes), Saussay (Rue d'Anet), Anet (Château, Longues Hautes), Oulins (Route de Mantes), Berchères-sur-Vesgre (Mairie), Saint-Lubin-de-la-Haye (Rue de Herces), Houdan (Gare Sncf) |                                                               |                                                               |                                                               |                                                               |                                                               |                                                               |                                                               |                                                               |
| 87    | Autre : |                                                               |                                                               |                                                               |                                                               |                                                               |                                                               |                                                               |                                                               |
| 87    | Dernière actualisation : — |                                                               |                                                               |                                                               |                                                               |                                                               |                                                               |                                                               |                                                               |

##### Rémi 36
| Ligne | Caractéristiques | Caractéristiques                                         | Caractéristiques                                         | Caractéristiques                                         | Caractéristiques                                         | Caractéristiques                                         | Caractéristiques                                         | Caractéristiques                                         | Caractéristiques                                         |
| 433   | Châteauroux ⥋ Poitiers | Châteauroux ⥋ Poitiers                                   | Châteauroux ⥋ Poitiers                                   | Châteauroux ⥋ Poitiers                                   | Châteauroux ⥋ Poitiers                                   | Châteauroux ⥋ Poitiers                                   | Châteauroux ⥋ Poitiers                                   | Châteauroux ⥋ Poitiers                                   | Châteauroux ⥋ Poitiers                                   |
| ----- | --- | -------------------------------------------------------- | -------------------------------------------------------- | -------------------------------------------------------- | -------------------------------------------------------- | -------------------------------------------------------- | -------------------------------------------------------- | -------------------------------------------------------- | -------------------------------------------------------- |
| 433   | Ouverture / Fermeture — / — | Longueur —                                               | Durée —                                                  | Nb. d’arrêts 6                                           | Matériel Autocars                                        | Jours de fonctionnement L, Ma, Me, J, V, S, D            | Jour / Soir / Nuit / Fêtes O / — / N / O                 | Voy. / an —                                              | Transporteur —                                           |
| 433   | Desserte : Châteauroux, Saint-Gaultier, Le Blanc, Saint-Savin, Chauvigny, Poitiers |                                                          |                                                          |                                                          |                                                          |                                                          |                                                          |                                                          |                                                          |
| 433   | Autre : Ligne fixe |                                                          |                                                          |                                                          |                                                          |                                                          |                                                          |                                                          |                                                          |
| 433   | Dernière actualisation : — |                                                          |                                                          |                                                          |                                                          |                                                          |                                                          |                                                          |                                                          |
| 800   | Châteauroux ↔ Loches ⥋ Tours | Châteauroux ↔ Loches ⥋ Tours                             | Châteauroux ↔ Loches ⥋ Tours                             | Châteauroux ↔ Loches ⥋ Tours                             | Châteauroux ↔ Loches ⥋ Tours                             | Châteauroux ↔ Loches ⥋ Tours                             | Châteauroux ↔ Loches ⥋ Tours                             | Châteauroux ↔ Loches ⥋ Tours                             | Châteauroux ↔ Loches ⥋ Tours                             |
| 800   | Ouverture / Fermeture — / — | Longueur —                                               | Durée —                                                  | Nb. d’arrêts 21                                          | Matériel Autocars                                        | Jours de fonctionnement L, Ma, Me, J, V, S, D            | Jour / Soir / Nuit / Fêtes O / — / N / O                 | Voy. / an —                                              | Transporteur —                                           |
| 800   | Desserte : Châteauroux, Niherne, Villedieu-sur-Indre, Saint-Lactencin, Buzançais, Saint-Genou, Palluau-sur-Indre, Clion, Le Tranger, Châtillon-sur-Indre, Fléré-la-Rivière, Bridoré, Verneuil-sur-Indre, Saint-Jean-Saint-Germain, Perrusson, Loches, Chambourg-sur-Indre, Azay-sur-Indre, Reignac-sur-Indre, Courçay, Tauxigny-Saint-Bauld, Cormery, Truyes, Esvres, Chambray-lès-Tours, Tours |                                                          |                                                          |                                                          |                                                          |                                                          |                                                          |                                                          |                                                          |
| 800   | Autre : Ligne fixe |                                                          |                                                          |                                                          |                                                          |                                                          |                                                          |                                                          |                                                          |
| 800   | Dernière actualisation : — |                                                          |                                                          |                                                          |                                                          |                                                          |                                                          |                                                          |                                                          |
| A     | Faverolles ↔ Valençay ⥋ Châteauroux | Faverolles ↔ Valençay ⥋ Châteauroux                      | Faverolles ↔ Valençay ⥋ Châteauroux                      | Faverolles ↔ Valençay ⥋ Châteauroux                      | Faverolles ↔ Valençay ⥋ Châteauroux                      | Faverolles ↔ Valençay ⥋ Châteauroux                      | Faverolles ↔ Valençay ⥋ Châteauroux                      | Faverolles ↔ Valençay ⥋ Châteauroux                      | Faverolles ↔ Valençay ⥋ Châteauroux                      |
| A     | Ouverture / Fermeture — / — | Longueur —                                               | Durée —                                                  | Nb. d’arrêts 18                                          | Matériel Autocars                                        | Jours de fonctionnement L, Ma, Me, J, V, S               | Jour / Soir / Nuit / Fêtes O / — / N / N                 | Voy. / an —                                              | Transporteur STI Centre                                  |
| A     | Desserte : Villentrois-Faverolles-en-Berry, Lye, Fontguenand, La Vernelle, Valençay, Veuil, Vicq-sur-Nahon, Langé, Rouvres-les-Bois, Baudres, Gehée, Moulins-sur-Céphons, Bouges-le-Château, Bretagne, Levroux, Châteauroux |                                                          |                                                          |                                                          |                                                          |                                                          |                                                          |                                                          |                                                          |
| A     | Autre : Ligne fixe et à la demande |                                                          |                                                          |                                                          |                                                          |                                                          |                                                          |                                                          |                                                          |
| A     | Dernière actualisation : — |                                                          |                                                          |                                                          |                                                          |                                                          |                                                          |                                                          |                                                          |
| B     | Varennes-sur-Fouzon ↔ Vatan ⥋ Châteauroux | Varennes-sur-Fouzon ↔ Vatan ⥋ Châteauroux                | Varennes-sur-Fouzon ↔ Vatan ⥋ Châteauroux                | Varennes-sur-Fouzon ↔ Vatan ⥋ Châteauroux                | Varennes-sur-Fouzon ↔ Vatan ⥋ Châteauroux                | Varennes-sur-Fouzon ↔ Vatan ⥋ Châteauroux                | Varennes-sur-Fouzon ↔ Vatan ⥋ Châteauroux                | Varennes-sur-Fouzon ↔ Vatan ⥋ Châteauroux                | Varennes-sur-Fouzon ↔ Vatan ⥋ Châteauroux                |
| B     | Ouverture / Fermeture — / — | Longueur —                                               | Durée —                                                  | Nb. d’arrêts 27                                          | Matériel Autocars                                        | Jours de fonctionnement L, Ma, Me, J, V, S               | Jour / Soir / Nuit / Fêtes O / — / N / N                 | Voy. / an —                                              | Transporteur STI Centre                                  |
| B     | Desserte : Val-Fouzon (Varennes-sur-Fouzon), Chabris, Menetou-sur-Nahon, Sembleçay, Dun-le-Poëlier, Saint-Christophe-en-Bazelle, Anjouin, Bagneux, Poulaines, Orville, Buxeuil, Aize, Reboursin, Guilly, Saint-Florentin, Fontenay, La Chapelle-Saint-Laurian, Vatan, Liniez, Ménétréols-sous-Vatan, Saint-Valentin, Brion, La Champenoise, Châteauroux                                         |                                                          |                                                          |                                                          |                                                          |                                                          |                                                          |                                                          |                                                          |
| B     | Autre : Ligne fixe et à la demande |                                                          |                                                          |                                                          |                                                          |                                                          |                                                          |                                                          |                                                          |
| B     | Dernière actualisation : — |                                                          |                                                          |                                                          |                                                          |                                                          |                                                          |                                                          |                                                          |
| D     | Pruniers ⥋ Châteauroux | Pruniers ⥋ Châteauroux                                   | Pruniers ⥋ Châteauroux                                   | Pruniers ⥋ Châteauroux                                   | Pruniers ⥋ Châteauroux                                   | Pruniers ⥋ Châteauroux                                   | Pruniers ⥋ Châteauroux                                   | Pruniers ⥋ Châteauroux                                   | Pruniers ⥋ Châteauroux                                   |
| D     | Ouverture / Fermeture — / — | Longueur —                                               | Durée —                                                  | Nb. d’arrêts 11                                          | Matériel Autocars                                        | Jours de fonctionnement L, Me, V                         | Jour / Soir / Nuit / Fêtes O / — / N / N                 | Voy. / an —                                              | Transporteur STI Centre                                  |
| D     | Desserte : Pruniers, Bommiers, Ambrault, Saint-Août, Vouillon, Brives, Meunet-Planches, Saint-Aubin, Condé, Sainte-Fauste, Châteauroux |                                                          |                                                          |                                                          |                                                          |                                                          |                                                          |                                                          |                                                          |
| D     | Autre : Ligne à la demande |                                                          |                                                          |                                                          |                                                          |                                                          |                                                          |                                                          |                                                          |
| D     | Dernière actualisation : — |                                                          |                                                          |                                                          |                                                          |                                                          |                                                          |                                                          |                                                          |
| E     | Saint-Août ⥋ La Châtre | Saint-Août ⥋ La Châtre                                   | Saint-Août ⥋ La Châtre                                   | Saint-Août ⥋ La Châtre                                   | Saint-Août ⥋ La Châtre                                   | Saint-Août ⥋ La Châtre                                   | Saint-Août ⥋ La Châtre                                   | Saint-Août ⥋ La Châtre                                   | Saint-Août ⥋ La Châtre                                   |
| E     | Ouverture / Fermeture — / — | Longueur —                                               | Durée —                                                  | Nb. d’arrêts 9                                           | Matériel Autocars                                        | Jours de fonctionnement Me                               | Jour / Soir / Nuit / Fêtes O / — / N / N                 | Voy. / an —                                              | Transporteur STI Centre                                  |
| E     | Desserte : Saint-Août, Saint-Chartier, Verneuil-sur-Igneraie, La Berthenoux, Saint-Christophe-en-Boucherie, Thevet-Saint-Julien, Vicq-Exemplet, Lourouer-Saint-Laurent, La Châtre |                                                          |                                                          |                                                          |                                                          |                                                          |                                                          |                                                          |                                                          |
| E     | Autre : Ligne à la demande |                                                          |                                                          |                                                          |                                                          |                                                          |                                                          |                                                          |                                                          |
| E     | Dernière actualisation : — |                                                          |                                                          |                                                          |                                                          |                                                          |                                                          |                                                          |                                                          |
| F     | Culan ↔ La Châtre ⥋ Châteauroux | Culan ↔ La Châtre ⥋ Châteauroux                          | Culan ↔ La Châtre ⥋ Châteauroux                          | Culan ↔ La Châtre ⥋ Châteauroux                          | Culan ↔ La Châtre ⥋ Châteauroux                          | Culan ↔ La Châtre ⥋ Châteauroux                          | Culan ↔ La Châtre ⥋ Châteauroux                          | Culan ↔ La Châtre ⥋ Châteauroux                          | Culan ↔ La Châtre ⥋ Châteauroux                          |
| F     | Ouverture / Fermeture — / — | Longueur —                                               | Durée —                                                  | Nb. d’arrêts 28                                          | Matériel Autocars                                        | Jours de fonctionnement L, Ma, Me, J, V, S, D            | Jour / Soir / Nuit / Fêtes O / — / N / O                 | Voy. / an —                                              | Transporteur STI Centre                                  |
| F     | Desserte : Culan, Saint-Maur, Châteaumeillant, Néret, Champillet, Urciers, Feusines, La Motte-Feuilly, Pérassay, Pouligny-Saint-Martin, Pouligny-Notre-Dame, Sainte-Sévère-sur-Indre, Lignerolles, Briantes, Montlevicq, Lacs, La Châtre, Montgivray, Nohant-Vic, Sarzay, Montipouret, Mers-sur-Indre, Tranzault, Lys-Saint-Georges, Châteauroux                                                |                                                          |                                                          |                                                          |                                                          |                                                          |                                                          |                                                          |                                                          |
| F     | Autre : Ligne fixe et à la demande |                                                          |                                                          |                                                          |                                                          |                                                          |                                                          |                                                          |                                                          |
| F     | Dernière actualisation : — |                                                          |                                                          |                                                          |                                                          |                                                          |                                                          |                                                          |                                                          |
| G     | Vijon ⥋ Sainte-Sévère-sur-Indre | Vijon ⥋ Sainte-Sévère-sur-Indre                          | Vijon ⥋ Sainte-Sévère-sur-Indre                          | Vijon ⥋ Sainte-Sévère-sur-Indre                          | Vijon ⥋ Sainte-Sévère-sur-Indre                          | Vijon ⥋ Sainte-Sévère-sur-Indre                          | Vijon ⥋ Sainte-Sévère-sur-Indre                          | Vijon ⥋ Sainte-Sévère-sur-Indre                          | Vijon ⥋ Sainte-Sévère-sur-Indre                          |
| G     | Ouverture / Fermeture — / — | Longueur —                                               | Durée —                                                  | Nb. d’arrêts 7                                           | Matériel Autocars                                        | Jours de fonctionnement Me                               | Jour / Soir / Nuit / Fêtes O / — / N / N                 | Voy. / an —                                              | Transporteur STI Centre                                  |
| G     | Desserte : Vijon, Vigoulant, Sazeray, Sainte-Sévère-sur-Indre, Vijon, Pérassay, Lignerolles, Sainte-Sévère-sur-Indre |                                                          |                                                          |                                                          |                                                          |                                                          |                                                          |                                                          |                                                          |
| G     | Autre : Ligne à la demande |                                                          |                                                          |                                                          |                                                          |                                                          |                                                          |                                                          |                                                          |
| G     | Dernière actualisation : — |                                                          |                                                          |                                                          |                                                          |                                                          |                                                          |                                                          |                                                          |
| H     | Neuvy-Saint-Sépulchre ⥋ La Châtre | Neuvy-Saint-Sépulchre ⥋ La Châtre                        | Neuvy-Saint-Sépulchre ⥋ La Châtre                        | Neuvy-Saint-Sépulchre ⥋ La Châtre                        | Neuvy-Saint-Sépulchre ⥋ La Châtre                        | Neuvy-Saint-Sépulchre ⥋ La Châtre                        | Neuvy-Saint-Sépulchre ⥋ La Châtre                        | Neuvy-Saint-Sépulchre ⥋ La Châtre                        | Neuvy-Saint-Sépulchre ⥋ La Châtre                        |
| H     | Ouverture / Fermeture — / — | Longueur —                                               | Durée —                                                  | Nb. d’arrêts 14                                          | Matériel Autocars                                        | Jours de fonctionnement Me, S                            | Jour / Soir / Nuit / Fêtes O / — / N / N                 | Voy. / an —                                              | Transporteur STI Centre                                  |
| H     | Desserte : Neuvy-Saint-Sépulchre, Mouhers, Cluis, Montchevrier, La Buxerette, Aigurande, Fougerolles, Crozon-sur-Vauvre, Saint-Denis-de-Jouhet, Crevant, Pouligny-Notre-Dame, Chassignolles, Le Magny, La Châtre |                                                          |                                                          |                                                          |                                                          |                                                          |                                                          |                                                          |                                                          |
| H     | Autre : Ligne à la demande |                                                          |                                                          |                                                          |                                                          |                                                          |                                                          |                                                          |                                                          |
| H     | Dernière actualisation : — |                                                          |                                                          |                                                          |                                                          |                                                          |                                                          |                                                          |                                                          |
| I     | Aigurande ⥋ Châteauroux | Aigurande ⥋ Châteauroux                                  | Aigurande ⥋ Châteauroux                                  | Aigurande ⥋ Châteauroux                                  | Aigurande ⥋ Châteauroux                                  | Aigurande ⥋ Châteauroux                                  | Aigurande ⥋ Châteauroux                                  | Aigurande ⥋ Châteauroux                                  | Aigurande ⥋ Châteauroux                                  |
| I     | Ouverture / Fermeture — / — | Longueur —                                               | Durée —                                                  | Nb. d’arrêts 17                                          | Matériel Autocars                                        | Jours de fonctionnement L, Ma, Me, J, V, S               | Jour / Soir / Nuit / Fêtes O / — / N / N                 | Voy. / an —                                              | Transporteur STI Centre                                  |
| I     | Desserte : Chéniers, Lourdoueix-Saint-Pierre, Aigurande, Montchevrier, Orsennes, Lourdoueix-Saint-Michel, Saint-Plantaire, La Buxerette, Cluis, Mouhers, Gournay, Maillet, Bouesse, Neuvy-Saint-Sépulchre, Buxières-d'Aillac, Velles, Châteauroux |                                                          |                                                          |                                                          |                                                          |                                                          |                                                          |                                                          |                                                          |
| I     | Autre : Ligne fixe et à la demande |                                                          |                                                          |                                                          |                                                          |                                                          |                                                          |                                                          |                                                          |
| I     | Dernière actualisation : — |                                                          |                                                          |                                                          |                                                          |                                                          |                                                          |                                                          |                                                          |
| J     | La Châtre ⥋ Argenton-sur-Creuse | La Châtre ⥋ Argenton-sur-Creuse                          | La Châtre ⥋ Argenton-sur-Creuse                          | La Châtre ⥋ Argenton-sur-Creuse                          | La Châtre ⥋ Argenton-sur-Creuse                          | La Châtre ⥋ Argenton-sur-Creuse                          | La Châtre ⥋ Argenton-sur-Creuse                          | La Châtre ⥋ Argenton-sur-Creuse                          | La Châtre ⥋ Argenton-sur-Creuse                          |
| J     | Ouverture / Fermeture — / — | Longueur —                                               | Durée —                                                  | Nb. d’arrêts 11                                          | Matériel Autocars                                        | Jours de fonctionnement Ma, V                            | Jour / Soir / Nuit / Fêtes O / — / N / N                 | Voy. / an —                                              | Transporteur STI Centre                                  |
| J     | Desserte : La Châtre, Neuvy-Saint-Sépulchre, Cluis, Orsennes, Pommiers, Badecon-le-Pin, Malicornay, Chavin, Le Menoux, Le Pêchereau, Argenton-sur-Creuse |                                                          |                                                          |                                                          |                                                          |                                                          |                                                          |                                                          |                                                          |
| J     | Autre : Fonctionne le mardi et vendredi Ligne à la demande |                                                          |                                                          |                                                          |                                                          |                                                          |                                                          |                                                          |                                                          |
| J     | Dernière actualisation : — |                                                          |                                                          |                                                          |                                                          |                                                          |                                                          |                                                          |                                                          |
| K     | Gargilesse-Dampierre ⥋ Argenton-sur-Creuse | Gargilesse-Dampierre ⥋ Argenton-sur-Creuse               | Gargilesse-Dampierre ⥋ Argenton-sur-Creuse               | Gargilesse-Dampierre ⥋ Argenton-sur-Creuse               | Gargilesse-Dampierre ⥋ Argenton-sur-Creuse               | Gargilesse-Dampierre ⥋ Argenton-sur-Creuse               | Gargilesse-Dampierre ⥋ Argenton-sur-Creuse               | Gargilesse-Dampierre ⥋ Argenton-sur-Creuse               | Gargilesse-Dampierre ⥋ Argenton-sur-Creuse               |
| K     | Ouverture / Fermeture — / — | Longueur —                                               | Durée —                                                  | Nb. d’arrêts 7                                           | Matériel Autocars                                        | Jours de fonctionnement Me                               | Jour / Soir / Nuit / Fêtes O / — / N / N                 | Voy. / an —                                              | Transporteur STI Centre                                  |
| K     | Desserte : Gargilesse-Dampierre, Cuzion, Éguzon-Chantôme, Baraize, Bazaiges, Ceaulmont, Argenton-sur-Creuse |                                                          |                                                          |                                                          |                                                          |                                                          |                                                          |                                                          |                                                          |
| K     | Autre : Ligne à la demande |                                                          |                                                          |                                                          |                                                          |                                                          |                                                          |                                                          |                                                          |
| K     | Dernière actualisation : — |                                                          |                                                          |                                                          |                                                          |                                                          |                                                          |                                                          |                                                          |
| L     | Lignac ⥋ Argenton-sur-Creuse | Lignac ⥋ Argenton-sur-Creuse                             | Lignac ⥋ Argenton-sur-Creuse                             | Lignac ⥋ Argenton-sur-Creuse                             | Lignac ⥋ Argenton-sur-Creuse                             | Lignac ⥋ Argenton-sur-Creuse                             | Lignac ⥋ Argenton-sur-Creuse                             | Lignac ⥋ Argenton-sur-Creuse                             | Lignac ⥋ Argenton-sur-Creuse                             |
| L     | Ouverture / Fermeture — / — | Longueur —                                               | Durée —                                                  | Nb. d’arrêts 21                                          | Matériel Autocars                                        | Jours de fonctionnement L, Ma, Me, J, V, S               | Jour / Soir / Nuit / Fêtes O / — / N / N                 | Voy. / an —                                              | Transporteur STI Centre                                  |
| L     | Desserte : Tilly, Bonneuil, Beaulieu, Lignac, Dunet, Chaillac, Prissac, Mouhet, La Châtre-Langlin, Roussines, Saint-Benoît-du-Sault, Sacierges-Saint-Martin, Saint-Civran, Parnac, Saint-Gilles, Vigoux, Chazelet, Luzeret, Celon, Argenton-sur-Creuse |                                                          |                                                          |                                                          |                                                          |                                                          |                                                          |                                                          |                                                          |
| L     | Autre : Ligne à la demande |                                                          |                                                          |                                                          |                                                          |                                                          |                                                          |                                                          |                                                          |
| L     | Dernière actualisation : — |                                                          |                                                          |                                                          |                                                          |                                                          |                                                          |                                                          |                                                          |
| N     | Ingrandes ↔ Le Blanc ⥋ Argenton-sur-Creuse ↔ Châteauroux | Ingrandes ↔ Le Blanc ⥋ Argenton-sur-Creuse ↔ Châteauroux | Ingrandes ↔ Le Blanc ⥋ Argenton-sur-Creuse ↔ Châteauroux | Ingrandes ↔ Le Blanc ⥋ Argenton-sur-Creuse ↔ Châteauroux | Ingrandes ↔ Le Blanc ⥋ Argenton-sur-Creuse ↔ Châteauroux | Ingrandes ↔ Le Blanc ⥋ Argenton-sur-Creuse ↔ Châteauroux | Ingrandes ↔ Le Blanc ⥋ Argenton-sur-Creuse ↔ Châteauroux | Ingrandes ↔ Le Blanc ⥋ Argenton-sur-Creuse ↔ Châteauroux | Ingrandes ↔ Le Blanc ⥋ Argenton-sur-Creuse ↔ Châteauroux |
| N     | Ouverture / Fermeture — / — | Longueur —                                               | Durée —                                                  | Nb. d’arrêts 23                                          | Matériel Autocars                                        | Jours de fonctionnement L, Ma, Me, J, V, S               | Jour / Soir / Nuit / Fêtes O / — / N / N                 | Voy. / an STI Centre                                     | Transporteur Les Rapides du Poitou                       |
| N     | Desserte : Ingrandes, Concremiers, Le Blanc, Ruffec, Ciron, Oulches, Chitray, Rivarennes, Nuret-le-Ferron, Saint-Gaultier, Thenay, Chasseneuil, Le Pont-Chrétien-Chabenet, Argenton-sur-Creuse, Saint-Marcel, Tendu, Mosnay, La Pérouille, Velles, Châteauroux |                                                          |                                                          |                                                          |                                                          |                                                          |                                                          |                                                          |                                                          |
| N     | Autre : Ligne fixe et à la demande |                                                          |                                                          |                                                          |                                                          |                                                          |                                                          |                                                          |                                                          |
| N     | Dernière actualisation : — |                                                          |                                                          |                                                          |                                                          |                                                          |                                                          |                                                          |                                                          |
| O     | Mérigny ⥋ Le Blanc | Mérigny ⥋ Le Blanc                                       | Mérigny ⥋ Le Blanc                                       | Mérigny ⥋ Le Blanc                                       | Mérigny ⥋ Le Blanc                                       | Mérigny ⥋ Le Blanc                                       | Mérigny ⥋ Le Blanc                                       | Mérigny ⥋ Le Blanc                                       | Mérigny ⥋ Le Blanc                                       |
| O     | Ouverture / Fermeture — / — | Longueur —                                               | Durée —                                                  | Nb. d’arrêts 8                                           | Matériel Autocars                                        | Jours de fonctionnement Me, S                            | Jour / Soir / Nuit / Fêtes O / — / N / N                 | Voy. / an —                                              | Transporteur STI Centre                                  |
| O     | Desserte : Mérigny, Concremiers, Ingrandes, Saint-Aigny, Le Blanc, Ruffec, Ciron, Rosnay, Le Blanc |                                                          |                                                          |                                                          |                                                          |                                                          |                                                          |                                                          |                                                          |
| O     | Autre : Ligne à la demande |                                                          |                                                          |                                                          |                                                          |                                                          |                                                          |                                                          |                                                          |
| O     | Dernière actualisation : — |                                                          |                                                          |                                                          |                                                          |                                                          |                                                          |                                                          |                                                          |
| P     | Néons-sur-Creuse ↔ Tournon-Saint-Martin ⥋ Le Blanc | Néons-sur-Creuse ↔ Tournon-Saint-Martin ⥋ Le Blanc       | Néons-sur-Creuse ↔ Tournon-Saint-Martin ⥋ Le Blanc       | Néons-sur-Creuse ↔ Tournon-Saint-Martin ⥋ Le Blanc       | Néons-sur-Creuse ↔ Tournon-Saint-Martin ⥋ Le Blanc       | Néons-sur-Creuse ↔ Tournon-Saint-Martin ⥋ Le Blanc       | Néons-sur-Creuse ↔ Tournon-Saint-Martin ⥋ Le Blanc       | Néons-sur-Creuse ↔ Tournon-Saint-Martin ⥋ Le Blanc       | Néons-sur-Creuse ↔ Tournon-Saint-Martin ⥋ Le Blanc       |
| P     | Ouverture / Fermeture — / — | Longueur —                                               | Durée —                                                  | Nb. d’arrêts 8                                           | Matériel Autocars                                        | Jours de fonctionnement Me, S                            | Jour / Soir / Nuit / Fêtes O / — / N / N                 | Voy. / an —                                              | Transporteur STI Centre                                  |
| P     | Desserte : Néons-sur-Creuse, Tournon-Saint-Martin, Lurais, Preuilly-la-Ville, Fontgombault, Sauzelles, Pouligny-Saint-Pierre, Le Blanc |                                                          |                                                          |                                                          |                                                          |                                                          |                                                          |                                                          |                                                          |
| P     | Autre : Ligne à la demande |                                                          |                                                          |                                                          |                                                          |                                                          |                                                          |                                                          |                                                          |
| P     | Dernière actualisation : — |                                                          |                                                          |                                                          |                                                          |                                                          |                                                          |                                                          |                                                          |
| Q     | Tournon-Saint-Martin ↔ Azay-le-Ferron ⥋ Châteauroux | Tournon-Saint-Martin ↔ Azay-le-Ferron ⥋ Châteauroux      | Tournon-Saint-Martin ↔ Azay-le-Ferron ⥋ Châteauroux      | Tournon-Saint-Martin ↔ Azay-le-Ferron ⥋ Châteauroux      | Tournon-Saint-Martin ↔ Azay-le-Ferron ⥋ Châteauroux      | Tournon-Saint-Martin ↔ Azay-le-Ferron ⥋ Châteauroux      | Tournon-Saint-Martin ↔ Azay-le-Ferron ⥋ Châteauroux      | Tournon-Saint-Martin ↔ Azay-le-Ferron ⥋ Châteauroux      | Tournon-Saint-Martin ↔ Azay-le-Ferron ⥋ Châteauroux      |
| Q     | Ouverture / Fermeture — / — | Longueur —                                               | Durée —                                                  | Nb. d’arrêts 24                                          | Matériel Autocars                                        | Jours de fonctionnement L, Ma, Me, J, V, S               | Jour / Soir / Nuit / Fêtes O / — / N / N                 | Voy. / an —                                              | Transporteur STI Centre                                  |
| Q     | Desserte : Tournon-Saint-Martin, Lureuil, Martizay, Azay-le-Ferron, Rosnay, Obterre, Cléré-du-Bois, Murs, Villiers, Paulnay, Saint-Michel-en-Brenne, Mézières-en-Brenne, Migné, Arpheuilles, Saulnay, Sainte-Gemme, La Chapelle-Orthemale, Vendœuvres, Méobecq, Neuillay-les-Bois, La Pérouille, Châteauroux                                                                                    |                                                          |                                                          |                                                          |                                                          |                                                          |                                                          |                                                          |                                                          |
| Q     | Autre : Ligne fixe et à la demande |                                                          |                                                          |                                                          |                                                          |                                                          |                                                          |                                                          |                                                          |
| Q     | Dernière actualisation : — |                                                          |                                                          |                                                          |                                                          |                                                          |                                                          |                                                          |                                                          |
| R     | Châtillon-sur-Indre ↔ Saint-Michel-en-Brenne ⥋ Le Blanc | Châtillon-sur-Indre ↔ Saint-Michel-en-Brenne ⥋ Le Blanc  | Châtillon-sur-Indre ↔ Saint-Michel-en-Brenne ⥋ Le Blanc  | Châtillon-sur-Indre ↔ Saint-Michel-en-Brenne ⥋ Le Blanc  | Châtillon-sur-Indre ↔ Saint-Michel-en-Brenne ⥋ Le Blanc  | Châtillon-sur-Indre ↔ Saint-Michel-en-Brenne ⥋ Le Blanc  | Châtillon-sur-Indre ↔ Saint-Michel-en-Brenne ⥋ Le Blanc  | Châtillon-sur-Indre ↔ Saint-Michel-en-Brenne ⥋ Le Blanc  | Châtillon-sur-Indre ↔ Saint-Michel-en-Brenne ⥋ Le Blanc  |
| R     | Ouverture / Fermeture — / — | Longueur —                                               | Durée —                                                  | Nb. d’arrêts 9                                           | Matériel Autocars                                        | Jours de fonctionnement L, Ma, Me, J, V, S               | Jour / Soir / Nuit / Fêtes O / — / N / N                 | Voy. / an —                                              | Transporteur STI Centre                                  |
| R     | Desserte : Châtillon-sur-Indre, Saint-Michel-en-Brenne, Mézières-en-Brenne, Paulnay, Azay-le-Ferron, Martizay, Lingé, Douadic, Le Blanc |                                                          |                                                          |                                                          |                                                          |                                                          |                                                          |                                                          |                                                          |
| R     | Autre : Ligne à la demande |                                                          |                                                          |                                                          |                                                          |                                                          |                                                          |                                                          |                                                          |
| R     | Dernière actualisation : — |                                                          |                                                          |                                                          |                                                          |                                                          |                                                          |                                                          |                                                          |
| S     | Luçay-le-Mâle ↔ Écueillé ⥋ Châteauroux | Luçay-le-Mâle ↔ Écueillé ⥋ Châteauroux                   | Luçay-le-Mâle ↔ Écueillé ⥋ Châteauroux                   | Luçay-le-Mâle ↔ Écueillé ⥋ Châteauroux                   | Luçay-le-Mâle ↔ Écueillé ⥋ Châteauroux                   | Luçay-le-Mâle ↔ Écueillé ⥋ Châteauroux                   | Luçay-le-Mâle ↔ Écueillé ⥋ Châteauroux                   | Luçay-le-Mâle ↔ Écueillé ⥋ Châteauroux                   | Luçay-le-Mâle ↔ Écueillé ⥋ Châteauroux                   |
| S     | Ouverture / Fermeture — / — | Longueur —                                               | Durée —                                                  | Nb. d’arrêts 19                                          | Matériel Autocars                                        | Jours de fonctionnement L, Ma, Me, J, V, S               | Jour / Soir / Nuit / Fêtes O / — / N / N                 | Voy. / an —                                              | Transporteur STI Centre                                  |
| S     | Desserte : Luçay-le-Mâle, Écueillé, Jeu-Maloches, Selles-sur-Nahon, Heugnes, Frédille, Pellevoisin, Villegouin, Argy, Buzançais, Sougé, Levroux (Saint-Pierre-de-Lamps), Levroux (Saint-Martin-de-Lamps), Francillon, Villegongis, Chezelles, Vineuil, Châteauroux |                                                          |                                                          |                                                          |                                                          |                                                          |                                                          |                                                          |                                                          |
| S     | Autre : Ligne fixe et à la demande |                                                          |                                                          |                                                          |                                                          |                                                          |                                                          |                                                          |                                                          |
| S     | Dernière actualisation : — |                                                          |                                                          |                                                          |                                                          |                                                          |                                                          |                                                          |                                                          |
| T     | Langé ⥋ Valençay | Langé ⥋ Valençay                                         | Langé ⥋ Valençay                                         | Langé ⥋ Valençay                                         | Langé ⥋ Valençay                                         | Langé ⥋ Valençay                                         | Langé ⥋ Valençay                                         | Langé ⥋ Valençay                                         | Langé ⥋ Valençay                                         |
| T     | Ouverture / Fermeture — / — | Longueur —                                               | Durée —                                                  | Nb. d’arrêts 4                                           | Matériel Autocars                                        | Jours de fonctionnement Me                               | Jour / Soir / Nuit / Fêtes O / — / N / N                 | Voy. / an —                                              | Transporteur STI Centre                                  |
| T     | Desserte : Langé, Vicq-sur-Nahon, Veuil, Valençay |                                                          |                                                          |                                                          |                                                          |                                                          |                                                          |                                                          |                                                          |
| T     | Autre : Ligne à la demande |                                                          |                                                          |                                                          |                                                          |                                                          |                                                          |                                                          |                                                          |
| T     | Dernière actualisation : — |                                                          |                                                          |                                                          |                                                          |                                                          |                                                          |                                                          |                                                          |
| U     | Vierzon ⥋ Issoudun | Vierzon ⥋ Issoudun                                       | Vierzon ⥋ Issoudun                                       | Vierzon ⥋ Issoudun                                       | Vierzon ⥋ Issoudun                                       | Vierzon ⥋ Issoudun                                       | Vierzon ⥋ Issoudun                                       | Vierzon ⥋ Issoudun                                       | Vierzon ⥋ Issoudun                                       |
| U     | Ouverture / Fermeture — / — | Longueur —                                               | Durée —                                                  | Nb. d’arrêts 9                                           | Matériel Autocars                                        | Jours de fonctionnement L, Ma, Me, J, V, S               | Jour / Soir / Nuit / Fêtes O / — / N / N                 | Voy. / an —                                              | Transporteur STI Centre                                  |
| U     | Desserte : Vierzon, Méreau, Chéry, Lury-sur-Arnon, Reuilly, Diou, Sainte-Lizaigne, Issoudun |                                                          |                                                          |                                                          |                                                          |                                                          |                                                          |                                                          |                                                          |
| U     | Autre : Ligne fixe |                                                          |                                                          |                                                          |                                                          |                                                          |                                                          |                                                          |                                                          |
| U     | Dernière actualisation : — |                                                          |                                                          |                                                          |                                                          |                                                          |                                                          |                                                          |                                                          |
| V     | Châteauroux ⥋ Bourges | Châteauroux ⥋ Bourges                                    | Châteauroux ⥋ Bourges                                    | Châteauroux ⥋ Bourges                                    | Châteauroux ⥋ Bourges                                    | Châteauroux ⥋ Bourges                                    | Châteauroux ⥋ Bourges                                    | Châteauroux ⥋ Bourges                                    | Châteauroux ⥋ Bourges                                    |
| V     | Ouverture / Fermeture — / — | Longueur —                                               | Durée —                                                  | Nb. d’arrêts 21                                          | Matériel Autocars                                        | Jours de fonctionnement L, Ma, Me, J, V, S               | Jour / Soir / Nuit / Fêtes O / — / N / N                 | Voy. / an —                                              | Transporteur STI Centre                                  |
| V     | Desserte : Châteauroux, Déols, Montierchaume, Neuvy-Pailloux, Issoudun, Chârost, Civray, Saint-Florent-sur-Cher, Le Subdray, Bourges |                                                          |                                                          |                                                          |                                                          |                                                          |                                                          |                                                          |                                                          |
| V     | Autre : Ligne fixe |                                                          |                                                          |                                                          |                                                          |                                                          |                                                          |                                                          |                                                          |
| V     | Dernière actualisation : — |                                                          |                                                          |                                                          |                                                          |                                                          |                                                          |                                                          |                                                          |

- Pour les lignes « Dessertes », les communes affichées en italiques sont desservies à la demande.

##### Rémi 37
| Ligne | Caractéristiques | Caractéristiques | Caractéristiques | Caractéristiques | Caractéristiques | Caractéristiques | Caractéristiques | Caractéristiques | Caractéristiques |
| A     | Saunay — Le Ruau TER ⥋ Tours — Halte Routière | Saunay — Le Ruau TER ⥋ Tours — Halte Routière                                                                               | Saunay — Le Ruau TER ⥋ Tours — Halte Routière                                                                               | Saunay — Le Ruau TER ⥋ Tours — Halte Routière                                                                               | Saunay — Le Ruau TER ⥋ Tours — Halte Routière                                                                               | Saunay — Le Ruau TER ⥋ Tours — Halte Routière                                                                               | Saunay — Le Ruau TER ⥋ Tours — Halte Routière                                                                               | Saunay — Le Ruau TER ⥋ Tours — Halte Routière                                                                               | Saunay — Le Ruau TER ⥋ Tours — Halte Routière                                                                               |
| ----- | --- | --- | --- | --- | --- | --- | --- | --- | --- |
| A     | Ouverture / Fermeture — / — | Longueur — | Durée 80 min | Nb. d’arrêts 37 | Matériel — | Jours de fonctionnement L, Ma, Me, J, V, S                                                                                  | Jour / Soir / Nuit / Fêtes O / N / N / N                                                                                    | Voy. / an — | Dépôt — |
| A     | Desserte : Saunay, Château-Renault, Crotelles, Villedômer, Auzouer-en-Touraine, Neuillé-le-Lierre, Reugny, Chançay, Noizay, Vernou-sur-Brenne, Vouvray, Rochecorbon, Monnaie et Tours. | | | | | | | | |
| A     | Autre : La ligne effectue également des services scolaires pour assurer la desserte du collège de Vouvray. | | | | | | | | |
| A     | Dernière actualisation : — | | | | | | | | |
| C     | Montrichard — Place de Gaulle / Amboise — Lycées ⥋ Tours — Halte Routière | Montrichard — Place de Gaulle / Amboise — Lycées ⥋ Tours — Halte Routière                                                   | Montrichard — Place de Gaulle / Amboise — Lycées ⥋ Tours — Halte Routière                                                   | Montrichard — Place de Gaulle / Amboise — Lycées ⥋ Tours — Halte Routière                                                   | Montrichard — Place de Gaulle / Amboise — Lycées ⥋ Tours — Halte Routière                                                   | Montrichard — Place de Gaulle / Amboise — Lycées ⥋ Tours — Halte Routière                                                   | Montrichard — Place de Gaulle / Amboise — Lycées ⥋ Tours — Halte Routière                                                   | Montrichard — Place de Gaulle / Amboise — Lycées ⥋ Tours — Halte Routière                                                   | Montrichard — Place de Gaulle / Amboise — Lycées ⥋ Tours — Halte Routière                                                   |
| C     | Ouverture / Fermeture — / — | Longueur — | Durée 50-85 min | Nb. d’arrêts 54 | Matériel — | Jours de fonctionnement L, Ma, Me, J, V, S                                                                                  | Jour / Soir / Nuit / Fêtes O / N / N / N                                                                                    | Voy. / an — | Dépôt — |
| C     | Desserte : Montrichard, Chissay-en-Touraine, Chisseaux, Chenonceaux, Civray-de-Touraine, La Croix-en-Touraine, Amboise, Lussault-sur-Loire, Montlouis-sur-Loire, La Ville-aux-Dames, Saint-Pierre-des-Corps et Tours. | | | | | | | | |
| C     | Autre : La ligne effectue également des services scolaires pour assurer la desserte de la cité scolaire d'Amboise. | | | | | | | | |
| C     | Dernière actualisation : — | | | | | | | | |
| D     | Bléré — Piscine ⥋ Tours — Halte Routière | Bléré — Piscine ⥋ Tours — Halte Routière                                                                                    | Bléré — Piscine ⥋ Tours — Halte Routière                                                                                    | Bléré — Piscine ⥋ Tours — Halte Routière                                                                                    | Bléré — Piscine ⥋ Tours — Halte Routière                                                                                    | Bléré — Piscine ⥋ Tours — Halte Routière                                                                                    | Bléré — Piscine ⥋ Tours — Halte Routière                                                                                    | Bléré — Piscine ⥋ Tours — Halte Routière                                                                                    | Bléré — Piscine ⥋ Tours — Halte Routière                                                                                    |
| D     | Ouverture / Fermeture — / — | Longueur — | Durée 55 min | Nb. d’arrêts 47 | Matériel — | Jours de fonctionnement L, Ma, Me, J, V, S                                                                                  | Jour / Soir / Nuit / Fêtes O / N / N / N                                                                                    | Voy. / an — | Dépôt — |
| D     | Desserte : Bléré, Athée-sur-Cher, Azay-sur-Cher, Veretz, Larçay, Saint-Avertin et Tours. | | | | | | | | |
| D     | Autre : La ligne effectue également des services scolaires pour assurer la desserte de le collège Philippe de Commynes de Tours. | | | | | | | | |
| D     | Dernière actualisation : — | | | | | | | | |
| F     | Esvres-sur-Indre — Rue de Tours (Direction Esvres) / Esvres-sur-Indre — Centre (Direction Tours) ⥋ Tours — Halte Routière | Esvres-sur-Indre — Rue de Tours (Direction Esvres) / Esvres-sur-Indre — Centre (Direction Tours) ⥋ Tours — Halte Routière   | Esvres-sur-Indre — Rue de Tours (Direction Esvres) / Esvres-sur-Indre — Centre (Direction Tours) ⥋ Tours — Halte Routière   | Esvres-sur-Indre — Rue de Tours (Direction Esvres) / Esvres-sur-Indre — Centre (Direction Tours) ⥋ Tours — Halte Routière   | Esvres-sur-Indre — Rue de Tours (Direction Esvres) / Esvres-sur-Indre — Centre (Direction Tours) ⥋ Tours — Halte Routière   | Esvres-sur-Indre — Rue de Tours (Direction Esvres) / Esvres-sur-Indre — Centre (Direction Tours) ⥋ Tours — Halte Routière   | Esvres-sur-Indre — Rue de Tours (Direction Esvres) / Esvres-sur-Indre — Centre (Direction Tours) ⥋ Tours — Halte Routière   | Esvres-sur-Indre — Rue de Tours (Direction Esvres) / Esvres-sur-Indre — Centre (Direction Tours) ⥋ Tours — Halte Routière   | Esvres-sur-Indre — Rue de Tours (Direction Esvres) / Esvres-sur-Indre — Centre (Direction Tours) ⥋ Tours — Halte Routière   |
| F     | Ouverture / Fermeture — / — | Longueur — | Durée 55 min | Nb. d’arrêts 21 | Matériel — | Jours de fonctionnement L, Ma, Me, J, V, S, D                                                                               | Jour / Soir / Nuit / Fêtes O / N / N / O                                                                                    | Voy. / an — | Dépôt — |
| F     | Desserte : Esvres, Veigné, Montbazon, Chambray-lès-Tours et Tours. | | | | | | | | |
| F     | Autre : La ligne effectue également des services scolaires pour assurer la desserte de le Lycée Grandmont de Tours, ce qui prolonge son tracé jusqu'à Saint-Branchs. | | | | | | | | |
| F     | Dernière actualisation : — | | | | | | | | |
| G     | Preuilly-sur-Claise — Place des Halles/ Ligueil — Centre ⥋ Tours — Halte Routière | Preuilly-sur-Claise — Place des Halles/ Ligueil — Centre ⥋ Tours — Halte Routière                                           | Preuilly-sur-Claise — Place des Halles/ Ligueil — Centre ⥋ Tours — Halte Routière                                           | Preuilly-sur-Claise — Place des Halles/ Ligueil — Centre ⥋ Tours — Halte Routière                                           | Preuilly-sur-Claise — Place des Halles/ Ligueil — Centre ⥋ Tours — Halte Routière                                           | Preuilly-sur-Claise — Place des Halles/ Ligueil — Centre ⥋ Tours — Halte Routière                                           | Preuilly-sur-Claise — Place des Halles/ Ligueil — Centre ⥋ Tours — Halte Routière                                           | Preuilly-sur-Claise — Place des Halles/ Ligueil — Centre ⥋ Tours — Halte Routière                                           | Preuilly-sur-Claise — Place des Halles/ Ligueil — Centre ⥋ Tours — Halte Routière                                           |
| G     | Ouverture / Fermeture 3 septembre 2012 / — | Longueur — | Durée 60-90 min | Nb. d’arrêts 37 | Matériel — | Jours de fonctionnement L, Ma, Me, J, V, S, D                                                                               | Jour / Soir / Nuit / Fêtes O / N / N / O                                                                                    | Voy. / an — | Dépôt — |
| G     | Desserte : Preuilly-sur-Claise, Le Grand-Pressigny, Paulmy, Ligueil, La Chapelle-Blanche-Saint-Martin, Manthelan, Le Louroux, Louans, Saint-Branchs, Veigné, Montbazon, Chambray-lès-Tours et Tours. | | | | | | | | |
| G     | Autre : La ligne est parfois prolongée jusqu’à Charnizay. | | | | | | | | |
| G     | Dernière actualisation : — | | | | | | | | |
| H     | Sainte-Maure-de-Touraine — Carrefour des 4 routes ⥋ Tours — Halte Routière | Sainte-Maure-de-Touraine — Carrefour des 4 routes ⥋ Tours — Halte Routière                                                  | Sainte-Maure-de-Touraine — Carrefour des 4 routes ⥋ Tours — Halte Routière                                                  | Sainte-Maure-de-Touraine — Carrefour des 4 routes ⥋ Tours — Halte Routière                                                  | Sainte-Maure-de-Touraine — Carrefour des 4 routes ⥋ Tours — Halte Routière                                                  | Sainte-Maure-de-Touraine — Carrefour des 4 routes ⥋ Tours — Halte Routière                                                  | Sainte-Maure-de-Touraine — Carrefour des 4 routes ⥋ Tours — Halte Routière                                                  | Sainte-Maure-de-Touraine — Carrefour des 4 routes ⥋ Tours — Halte Routière                                                  | Sainte-Maure-de-Touraine — Carrefour des 4 routes ⥋ Tours — Halte Routière                                                  |
| H     | Ouverture / Fermeture — / — | Longueur — | Durée 55 min | Nb. d’arrêts 30 | Matériel — | Jours de fonctionnement L, Ma, Me, J, V, S                                                                                  | Jour / Soir / Nuit / Fêtes O / N / N / N                                                                                    | Voy. / an — | Dépôt — |
| H     | Desserte : Sainte-Maure-de-Touraine, Sainte-Catherine-de-Fierbois, Villeperdue, Sorigny, Montbazon, Veigné, Chambray-lès-Tours et Tours. | | | | | | | | |
| H     | Autre : La ligne effectue également des services scolaires pour assurer la desserte de le collège Albert Camus de Montbazon. | | | | | | | | |
| H     | Dernière actualisation : — | | | | | | | | |
| H1    | Tournon-Saint-Pierre — Mairie / Descartes — Pierre-Ballue ⥋ Tours — Halte Routière | Tournon-Saint-Pierre — Mairie / Descartes — Pierre-Ballue ⥋ Tours — Halte Routière                                          | Tournon-Saint-Pierre — Mairie / Descartes — Pierre-Ballue ⥋ Tours — Halte Routière                                          | Tournon-Saint-Pierre — Mairie / Descartes — Pierre-Ballue ⥋ Tours — Halte Routière                                          | Tournon-Saint-Pierre — Mairie / Descartes — Pierre-Ballue ⥋ Tours — Halte Routière                                          | Tournon-Saint-Pierre — Mairie / Descartes — Pierre-Ballue ⥋ Tours — Halte Routière                                          | Tournon-Saint-Pierre — Mairie / Descartes — Pierre-Ballue ⥋ Tours — Halte Routière                                          | Tournon-Saint-Pierre — Mairie / Descartes — Pierre-Ballue ⥋ Tours — Halte Routière                                          | Tournon-Saint-Pierre — Mairie / Descartes — Pierre-Ballue ⥋ Tours — Halte Routière                                          |
| H1    | Ouverture / Fermeture — / — | Longueur — | Durée 90-135 min | Nb. d’arrêts 33 | Matériel — | Jours de fonctionnement L, Ma, Me, J, V, S                                                                                  | Jour / Soir / Nuit / Fêtes O / N / N / N                                                                                    | Voy. / an — | Dépôt — |
| H1    | Desserte : Tournon-Saint-Pierre, Yzeures-sur-Creuse, Chambon, Barrou, La Guerche, Abilly, Descartes, La Celle-Saint-Avant, Draché, Sainte-Maure-de-Touraine, Sainte-Catherine-de-Fierbois, Villeperdue, Sorigny, Montbazon, Veigné, Chambray-lès-Tours et Tours.                                                                                 | | | | | | | | |
| H1    | Autre : | | | | | | | | |
| H1    | Dernière actualisation : — | | | | | | | | |
| H2    | Richelieu — Place du Cardinal ⥋ Tours — Halte Routière | Richelieu — Place du Cardinal ⥋ Tours — Halte Routière                                                                      | Richelieu — Place du Cardinal ⥋ Tours — Halte Routière                                                                      | Richelieu — Place du Cardinal ⥋ Tours — Halte Routière                                                                      | Richelieu — Place du Cardinal ⥋ Tours — Halte Routière                                                                      | Richelieu — Place du Cardinal ⥋ Tours — Halte Routière                                                                      | Richelieu — Place du Cardinal ⥋ Tours — Halte Routière                                                                      | Richelieu — Place du Cardinal ⥋ Tours — Halte Routière                                                                      | Richelieu — Place du Cardinal ⥋ Tours — Halte Routière                                                                      |
| H2    | Ouverture / Fermeture — / — | Longueur — | Durée 110 min | Nb. d’arrêts 36 | Matériel — | Jours de fonctionnement L, Ma, Me, J, V, S                                                                                  | Jour / Soir / Nuit / Fêtes O / N / N / N                                                                                    | Voy. / an — | Dépôt — |
| H2    | Desserte : Richelieu, Chaveignes, Champigny-sur-Veude, Brizay, L'Île-Bouchard, Crouzilles, Trogues, Saint-Épain, Courcoué, La Tour-Saint-Gelin, Verneuil-le-Château, Rilly-sur-Vienne, Pouzay, Noyant-de-Touraine, Sainte-Maure-de-Touraine, Sainte-Catherine-de-Fierbois, Villeperdue, Sorigny, Montbazon, Veigné, Chambray-lès-Tours et Tours. | | | | | | | | |
| H2    | Autre : | | | | | | | | |
| H2    | Dernière actualisation : — | | | | | | | | |
| I     | Saché — Centre ⥋ Tours — Halte Routière | Saché — Centre ⥋ Tours — Halte Routière                                                                                     | Saché — Centre ⥋ Tours — Halte Routière                                                                                     | Saché — Centre ⥋ Tours — Halte Routière                                                                                     | Saché — Centre ⥋ Tours — Halte Routière                                                                                     | Saché — Centre ⥋ Tours — Halte Routière                                                                                     | Saché — Centre ⥋ Tours — Halte Routière                                                                                     | Saché — Centre ⥋ Tours — Halte Routière                                                                                     | Saché — Centre ⥋ Tours — Halte Routière                                                                                     |
| I     | Ouverture / Fermeture — / — | Longueur — | Durée 80 min | Nb. d’arrêts 30 | Matériel — | Jours de fonctionnement L, Ma, Me, J, V, S                                                                                  | Jour / Soir / Nuit / Fêtes O / N / N / N                                                                                    | Voy. / an — | Dépôt — |
| I     | Desserte : Saché, Thilouze, Pont-de-Ruan, Artannes-sur-Indre, Monts, Joué-lès-Tours, Chambray-lès-Tours et Tours. | | | | | | | | |
| I     | Autre : La ligne dessert le Lycée Jean Monnet à Joué-lès-Tours. Une correspondance est possible avec la ligne de tramway du réseau Fil bleu. | | | | | | | | |
| I     | Dernière actualisation : — | | | | | | | | |
| IV    | Ligne Intermodale | Ligne Intermodale | Ligne Intermodale | Ligne Intermodale | Ligne Intermodale | Ligne Intermodale | Ligne Intermodale | Ligne Intermodale | Ligne Intermodale |
| IV    | Villaines-les-Rochers — Mairie ⥋ Azay-le-Rideau — Gare | | | | | | | | |
| IV    | Ouverture / Fermeture — / — | Longueur — | Durée 25 min | Nb. d’arrêts 7 | Matériel — | Jours de fonctionnement L, Ma, Me, J, V                                                                                     | Jour / Soir / Nuit / Fêtes O / N / N / N                                                                                    | Voy. / an — | Dépôt — |
| IV    | Desserte : Villaines-les-Rochers, Cheillé et Azay-le-Rideau. | | | | | | | | |
| IV    | Autre : La ligne effectue une correspondance à Azay-le-Rideau avec un train à destination de Tours. | | | | | | | | |
| IV    | Dernière actualisation : — | | | | | | | | |
| LMC   | Rilly-sur-Vienne — Mairie ⥋ Amboise — Lycées | Rilly-sur-Vienne — Mairie ⥋ Amboise — Lycées                                                                                | Rilly-sur-Vienne — Mairie ⥋ Amboise — Lycées                                                                                | Rilly-sur-Vienne — Mairie ⥋ Amboise — Lycées                                                                                | Rilly-sur-Vienne — Mairie ⥋ Amboise — Lycées                                                                                | Rilly-sur-Vienne — Mairie ⥋ Amboise — Lycées                                                                                | Rilly-sur-Vienne — Mairie ⥋ Amboise — Lycées                                                                                | Rilly-sur-Vienne — Mairie ⥋ Amboise — Lycées                                                                                | Rilly-sur-Vienne — Mairie ⥋ Amboise — Lycées                                                                                |
| LMC   | Ouverture / Fermeture — / — | Longueur — | Durée 90 min | Nb. d’arrêts 15 | Matériel — | Jours de fonctionnement L, Me, V                                                                                            | Jour / Soir / Nuit / Fêtes O / N / N / N                                                                                    | Voy. / an — | Dépôt — |
| LMC   | Desserte : Rilly-sur-Vienne, Pouzay, Noyant, Sainte-Maure-de-Touraine, Bossée, Manthelan, Loches, Saint-Quentin-sur-Indrois, Sublaines, La Croix-en-Touraine, Amboise. | | | | | | | | |
| LMC   | Autre : La ligne circule uniquement les jours de rentrée scolaire, les lendemains de fête et les veilles de vacances scolaires ou les veilles de jour ferié | | | | | | | | |
| LMC   | Dernière actualisation : — | | | | | | | | |
| M     | Saint-Christophe-sur-le-Nais — Hilarion / Neuillé-Pont-Pierre — Avenue Louis Proust ⥋ Tours — Halte Routière | Saint-Christophe-sur-le-Nais — Hilarion / Neuillé-Pont-Pierre — Avenue Louis Proust ⥋ Tours — Halte Routière                | Saint-Christophe-sur-le-Nais — Hilarion / Neuillé-Pont-Pierre — Avenue Louis Proust ⥋ Tours — Halte Routière                | Saint-Christophe-sur-le-Nais — Hilarion / Neuillé-Pont-Pierre — Avenue Louis Proust ⥋ Tours — Halte Routière                | Saint-Christophe-sur-le-Nais — Hilarion / Neuillé-Pont-Pierre — Avenue Louis Proust ⥋ Tours — Halte Routière                | Saint-Christophe-sur-le-Nais — Hilarion / Neuillé-Pont-Pierre — Avenue Louis Proust ⥋ Tours — Halte Routière                | Saint-Christophe-sur-le-Nais — Hilarion / Neuillé-Pont-Pierre — Avenue Louis Proust ⥋ Tours — Halte Routière                | Saint-Christophe-sur-le-Nais — Hilarion / Neuillé-Pont-Pierre — Avenue Louis Proust ⥋ Tours — Halte Routière                | Saint-Christophe-sur-le-Nais — Hilarion / Neuillé-Pont-Pierre — Avenue Louis Proust ⥋ Tours — Halte Routière                |
| M     | Ouverture / Fermeture — / — | Longueur — | Durée 70-100 min | Nb. d’arrêts 39 | Matériel — | Jours de fonctionnement L, Ma, Me, J, V, S                                                                                  | Jour / Soir / Nuit / Fêtes O / N / N / N                                                                                    | Voy. / an — | Dépôt — |
| M     | Desserte : Saint-Christophe-sur-le-Nais, Saint-Paterne-Racan, Neuillé-Pont-Pierre, Rouziers-de-Touraine, Saint-Antoine-du-Rocher, Semblançay, Charentilly, Saint-Cyr-sur-Loire, Tours et Fondettes. | | | | | | | | |
| M     | Autre : | | | | | | | | |
| M     | Dernière actualisation : — | | | | | | | | |
| N1    | Bourgueil — Collège Ronsard / Bourgueil — Le Canal - D749 ⥋ Saumur — LEP Les Ardilliers | Bourgueil — Collège Ronsard / Bourgueil — Le Canal - D749 ⥋ Saumur — LEP Les Ardilliers                                     | Bourgueil — Collège Ronsard / Bourgueil — Le Canal - D749 ⥋ Saumur — LEP Les Ardilliers                                     | Bourgueil — Collège Ronsard / Bourgueil — Le Canal - D749 ⥋ Saumur — LEP Les Ardilliers                                     | Bourgueil — Collège Ronsard / Bourgueil — Le Canal - D749 ⥋ Saumur — LEP Les Ardilliers                                     | Bourgueil — Collège Ronsard / Bourgueil — Le Canal - D749 ⥋ Saumur — LEP Les Ardilliers                                     | Bourgueil — Collège Ronsard / Bourgueil — Le Canal - D749 ⥋ Saumur — LEP Les Ardilliers                                     | Bourgueil — Collège Ronsard / Bourgueil — Le Canal - D749 ⥋ Saumur — LEP Les Ardilliers                                     | Bourgueil — Collège Ronsard / Bourgueil — Le Canal - D749 ⥋ Saumur — LEP Les Ardilliers                                     |
| N1    | Ouverture / Fermeture — / — | Longueur — | Durée 60 min | Nb. d’arrêts 17 | Matériel — | Jours de fonctionnement L, Ma, Me, J, V                                                                                     | Jour / Soir / Nuit / Fêtes O / N / N / N                                                                                    | Voy. / an — | Dépôt — |
| N1    | Desserte : Bourgueil, Saint-Nicolas-de-Bourgueil, Allonnes, Vivy et Saumur. | | | | | | | | |
| N1    | Autre : La ligne ne circule que pendant les périodes scolaires. | | | | | | | | |
| N1    | Dernière actualisation : — | | | | | | | | |
| N2    | Bourgueil — La Poste ⥋ Langeais — Collège | Bourgueil — La Poste ⥋ Langeais — Collège                                                                                   | Bourgueil — La Poste ⥋ Langeais — Collège                                                                                   | Bourgueil — La Poste ⥋ Langeais — Collège                                                                                   | Bourgueil — La Poste ⥋ Langeais — Collège                                                                                   | Bourgueil — La Poste ⥋ Langeais — Collège                                                                                   | Bourgueil — La Poste ⥋ Langeais — Collège                                                                                   | Bourgueil — La Poste ⥋ Langeais — Collège                                                                                   | Bourgueil — La Poste ⥋ Langeais — Collège                                                                                   |
| N2    | Ouverture / Fermeture — / — | Longueur — | Durée 40 min | Nb. d’arrêts 9 | Matériel — | Jours de fonctionnement L, Ma, Me, J, V                                                                                     | Jour / Soir / Nuit / Fêtes O / N / N / N                                                                                    | Voy. / an — | Dépôt — |
| N2    | Desserte : Bourgueil, Restigné, Ingrandes-de-Touraine, Saint-Patrice et Langeais. | | | | | | | | |
| N2    | Autre : La ligne ne circule que pendant les périodes scolaires. | | | | | | | | |
| N2    | Dernière actualisation : — | | | | | | | | |
| P     | Gizeux — Centre/ Avrille-les-Ponceaux — Saint Symphorien ⥋ Tours — Halte Routière | Gizeux — Centre/ Avrille-les-Ponceaux — Saint Symphorien ⥋ Tours — Halte Routière                                           | Gizeux — Centre/ Avrille-les-Ponceaux — Saint Symphorien ⥋ Tours — Halte Routière                                           | Gizeux — Centre/ Avrille-les-Ponceaux — Saint Symphorien ⥋ Tours — Halte Routière                                           | Gizeux — Centre/ Avrille-les-Ponceaux — Saint Symphorien ⥋ Tours — Halte Routière                                           | Gizeux — Centre/ Avrille-les-Ponceaux — Saint Symphorien ⥋ Tours — Halte Routière                                           | Gizeux — Centre/ Avrille-les-Ponceaux — Saint Symphorien ⥋ Tours — Halte Routière                                           | Gizeux — Centre/ Avrille-les-Ponceaux — Saint Symphorien ⥋ Tours — Halte Routière                                           | Gizeux — Centre/ Avrille-les-Ponceaux — Saint Symphorien ⥋ Tours — Halte Routière                                           |
| P     | Ouverture / Fermeture — / — | Longueur — | Durée 100 min | Nb. d’arrêts 38 | Matériel — | Jours de fonctionnement L, Ma, Me, J, V, S                                                                                  | Jour / Soir / Nuit / Fêtes O / N / N / N                                                                                    | Voy. / an — | Dépôt — |
| P     | Desserte : Gizeux, Continvoir, Avrille-les-Ponceaux, Hommes, Rillé, Channay-sur-Lathan, Courcelles-de-Touraine, Savigné-sur-Lathan, Cléré-les-Pins, Ambillou, Pernay, Saint-Cyr-sur-Loire, Tours et Fondettes. | | | | | | | | |
| P     | Autre : | | | | | | | | |
| P     | Dernière actualisation : — | | | | | | | | |
| R     | Saint-Laurent-de-Lin — Centre/ Château-la-Vallière — Place d'Armes ⥋ Tours — Halte Routière | Saint-Laurent-de-Lin — Centre/ Château-la-Vallière — Place d'Armes ⥋ Tours — Halte Routière                                 | Saint-Laurent-de-Lin — Centre/ Château-la-Vallière — Place d'Armes ⥋ Tours — Halte Routière                                 | Saint-Laurent-de-Lin — Centre/ Château-la-Vallière — Place d'Armes ⥋ Tours — Halte Routière                                 | Saint-Laurent-de-Lin — Centre/ Château-la-Vallière — Place d'Armes ⥋ Tours — Halte Routière                                 | Saint-Laurent-de-Lin — Centre/ Château-la-Vallière — Place d'Armes ⥋ Tours — Halte Routière                                 | Saint-Laurent-de-Lin — Centre/ Château-la-Vallière — Place d'Armes ⥋ Tours — Halte Routière                                 | Saint-Laurent-de-Lin — Centre/ Château-la-Vallière — Place d'Armes ⥋ Tours — Halte Routière                                 | Saint-Laurent-de-Lin — Centre/ Château-la-Vallière — Place d'Armes ⥋ Tours — Halte Routière                                 |
| R     | Ouverture / Fermeture — / — | Longueur — | Durée 80-100 min | Nb. d’arrêts 37 | Matériel — | Jours de fonctionnement L, Ma, Me, J, V, S                                                                                  | Jour / Soir / Nuit / Fêtes O / N / N / N                                                                                    | Voy. / an — | Dépôt — |
| R     | Desserte : Saint-Laurent-de-Lin, Lublé, Brèches, Couesmes, Marcilly-sur-Maulne, Braye-sur-Maulne, Villiers-au-Bouin, Château-la-Vallière, Souvigné, Sonzay, Semblançay, Saint-Roch, Saint-Cyr-sur-Loire, Fondettes et Tours. | | | | | | | | |
| R     | Autre : | | | | | | | | |
| R     | Dernière actualisation : — | | | | | | | | |
| S     | Villebourg — Place de la Mairie / Épeigné-sur-Dême — Centre ⥋ Tours — Halte Routière | Villebourg — Place de la Mairie / Épeigné-sur-Dême — Centre ⥋ Tours — Halte Routière                                        | Villebourg — Place de la Mairie / Épeigné-sur-Dême — Centre ⥋ Tours — Halte Routière                                        | Villebourg — Place de la Mairie / Épeigné-sur-Dême — Centre ⥋ Tours — Halte Routière                                        | Villebourg — Place de la Mairie / Épeigné-sur-Dême — Centre ⥋ Tours — Halte Routière                                        | Villebourg — Place de la Mairie / Épeigné-sur-Dême — Centre ⥋ Tours — Halte Routière                                        | Villebourg — Place de la Mairie / Épeigné-sur-Dême — Centre ⥋ Tours — Halte Routière                                        | Villebourg — Place de la Mairie / Épeigné-sur-Dême — Centre ⥋ Tours — Halte Routière                                        | Villebourg — Place de la Mairie / Épeigné-sur-Dême — Centre ⥋ Tours — Halte Routière                                        |
| S     | Ouverture / Fermeture — / — | Longueur — | Durée 80-120 min | Nb. d’arrêts 24 | Matériel — | Jours de fonctionnement L, Ma, Me, J, V, S                                                                                  | Jour / Soir / Nuit / Fêtes O / N / N / N                                                                                    | Voy. / an — | Dépôt — |
| S     | Desserte : Villebourg, Bueil-en-Touraine, Épeigné-sur-Dême, Chemillé-sur-Dême, Louestault, Neuvy-le-Roi, Beaumont-la-Ronce, Cerelles, Rouziers-de-Touraine, Tours et Fondettes | | | | | | | | |
| S     | Autre : | | | | | | | | |
| S     | Dernière actualisation : — | | | | | | | | |
| TA    | Château-Renault — Gare SNCF/ Château-Renault — Place Jean-Jaurès ⥋ Amboise — Lycées | Château-Renault — Gare SNCF/ Château-Renault — Place Jean-Jaurès ⥋ Amboise — Lycées                                         | Château-Renault — Gare SNCF/ Château-Renault — Place Jean-Jaurès ⥋ Amboise — Lycées                                         | Château-Renault — Gare SNCF/ Château-Renault — Place Jean-Jaurès ⥋ Amboise — Lycées                                         | Château-Renault — Gare SNCF/ Château-Renault — Place Jean-Jaurès ⥋ Amboise — Lycées                                         | Château-Renault — Gare SNCF/ Château-Renault — Place Jean-Jaurès ⥋ Amboise — Lycées                                         | Château-Renault — Gare SNCF/ Château-Renault — Place Jean-Jaurès ⥋ Amboise — Lycées                                         | Château-Renault — Gare SNCF/ Château-Renault — Place Jean-Jaurès ⥋ Amboise — Lycées                                         | Château-Renault — Gare SNCF/ Château-Renault — Place Jean-Jaurès ⥋ Amboise — Lycées                                         |
| TA    | Ouverture / Fermeture — / — | Longueur — | Durée 70 min | Nb. d’arrêts 32 | Matériel — | Jours de fonctionnement L, Ma, Me, J, V                                                                                     | Jour / Soir / Nuit / Fêtes O / N / N / N                                                                                    | Voy. / an — | Dépôt — |
| TA    | Desserte : Château-Renault, Saunay, Auzouer-en-Touraine, Saint-Nicolas-des-Motets, Morand, Dame-Marie-les-Bois, Autrèche, Saint-Ouen-les-Vignes, Pocé-sur-Cisse, Nazelles-Négron et Amboise. | | | | | | | | |
| TA    | Autre : La ligne ne circule que pendant les périodes scolaires. | | | | | | | | |
| TA    | Dernière actualisation : — | | | | | | | | |
| TC    | Descartes — Pierre-Ballue ⥋ Loches — Gare / Genillé — Centre | Descartes — Pierre-Ballue ⥋ Loches — Gare / Genillé — Centre                                                                | Descartes — Pierre-Ballue ⥋ Loches — Gare / Genillé — Centre                                                                | Descartes — Pierre-Ballue ⥋ Loches — Gare / Genillé — Centre                                                                | Descartes — Pierre-Ballue ⥋ Loches — Gare / Genillé — Centre                                                                | Descartes — Pierre-Ballue ⥋ Loches — Gare / Genillé — Centre                                                                | Descartes — Pierre-Ballue ⥋ Loches — Gare / Genillé — Centre                                                                | Descartes — Pierre-Ballue ⥋ Loches — Gare / Genillé — Centre                                                                | Descartes — Pierre-Ballue ⥋ Loches — Gare / Genillé — Centre                                                                |
| TC    | Ouverture / Fermeture — / — | Longueur — | Durée 40-60 min | Nb. d’arrêts 19 | Matériel — | Jours de fonctionnement L, Ma, Me, J, V                                                                                     | Jour / Soir / Nuit / Fêtes O / N / N / N                                                                                    | Voy. / an — | Dépôt — |
| TC    | Desserte : Descartes, Cussay, Ligueil, Ciran, Varennes, Loches et Genillé. | | | | | | | | |
| TC    | Autre : La ligne ne circule que pendant les périodes scolaires. | | | | | | | | |
| TC    | Dernière actualisation : — | | | | | | | | |
| TD    | Chinon — Saint Joseph ⥋ Sainte-Maure-de-Touraine — Carrefour des 4 routes / Sainte-Catherine-de-Fierbois — Salle des Lisses | Chinon — Saint Joseph ⥋ Sainte-Maure-de-Touraine — Carrefour des 4 routes / Sainte-Catherine-de-Fierbois — Salle des Lisses | Chinon — Saint Joseph ⥋ Sainte-Maure-de-Touraine — Carrefour des 4 routes / Sainte-Catherine-de-Fierbois — Salle des Lisses | Chinon — Saint Joseph ⥋ Sainte-Maure-de-Touraine — Carrefour des 4 routes / Sainte-Catherine-de-Fierbois — Salle des Lisses | Chinon — Saint Joseph ⥋ Sainte-Maure-de-Touraine — Carrefour des 4 routes / Sainte-Catherine-de-Fierbois — Salle des Lisses | Chinon — Saint Joseph ⥋ Sainte-Maure-de-Touraine — Carrefour des 4 routes / Sainte-Catherine-de-Fierbois — Salle des Lisses | Chinon — Saint Joseph ⥋ Sainte-Maure-de-Touraine — Carrefour des 4 routes / Sainte-Catherine-de-Fierbois — Salle des Lisses | Chinon — Saint Joseph ⥋ Sainte-Maure-de-Touraine — Carrefour des 4 routes / Sainte-Catherine-de-Fierbois — Salle des Lisses | Chinon — Saint Joseph ⥋ Sainte-Maure-de-Touraine — Carrefour des 4 routes / Sainte-Catherine-de-Fierbois — Salle des Lisses |
| TD    | Ouverture / Fermeture — / — | Longueur — | Durée 60 min | Nb. d’arrêts 22 | Matériel — | Jours de fonctionnement L, Ma, Me, J, V, S                                                                                  | Jour / Soir / Nuit / Fêtes O / N / N / N                                                                                    | Voy. / an — | Dépôt — |
| TD    | Desserte : Chinon, Rivière, Anché, Sazilly, Tavant, L'Île-Bouchard, Crouzilles, Trogues, Noyant-de-Touraine, Sainte-Maure-de-Touraine et Sainte-Catherine-de-Fierbois. | | | | | | | | |
| TD    | Autre : La ligne ne circule que pendant les périodes scolaires. | | | | | | | | |
| TD    | Dernière actualisation : — | | | | | | | | |
| TE    | Luzé — Centre ⥋ Chinon — Lycée Rabelais | Luzé — Centre ⥋ Chinon — Lycée Rabelais                                                                                     | Luzé — Centre ⥋ Chinon — Lycée Rabelais                                                                                     | Luzé — Centre ⥋ Chinon — Lycée Rabelais                                                                                     | Luzé — Centre ⥋ Chinon — Lycée Rabelais                                                                                     | Luzé — Centre ⥋ Chinon — Lycée Rabelais                                                                                     | Luzé — Centre ⥋ Chinon — Lycée Rabelais                                                                                     | Luzé — Centre ⥋ Chinon — Lycée Rabelais                                                                                     | Luzé — Centre ⥋ Chinon — Lycée Rabelais                                                                                     |
| TE    | Ouverture / Fermeture — / — | Longueur — | Durée 50 min | Nb. d’arrêts 31 | Matériel — | Jours de fonctionnement L, Ma, Me, J, V                                                                                     | Jour / Soir / Nuit / Fêtes O / N / N / N                                                                                    | Voy. / an — | Dépôt — |
| TE    | Desserte : Luzé, La Tour-Saint-Gelin, Courcoué, Chaveignes, Marigny-Marmande, Braslou, Razines, Braye-sous-Faye, Richelieu, Champigny-sur-Veude, Assay, Lémeré, Ligré, Rivière et Chinon. | | | | | | | | |
| TE    | Autre : La ligne ne circule que pendant les périodes scolaires. | | | | | | | | |
| TE    | Dernière actualisation : — | | | | | | | | |
| TF    | Saint-Patrice — Gare ⥋ Chinon — Lycée Rabelais | Saint-Patrice — Gare ⥋ Chinon — Lycée Rabelais                                                                              | Saint-Patrice — Gare ⥋ Chinon — Lycée Rabelais                                                                              | Saint-Patrice — Gare ⥋ Chinon — Lycée Rabelais                                                                              | Saint-Patrice — Gare ⥋ Chinon — Lycée Rabelais                                                                              | Saint-Patrice — Gare ⥋ Chinon — Lycée Rabelais                                                                              | Saint-Patrice — Gare ⥋ Chinon — Lycée Rabelais                                                                              | Saint-Patrice — Gare ⥋ Chinon — Lycée Rabelais                                                                              | Saint-Patrice — Gare ⥋ Chinon — Lycée Rabelais                                                                              |
| TF    | Ouverture / Fermeture — / — | Longueur — | Durée 65 min | Nb. d’arrêts 26 | Matériel — | Jours de fonctionnement L, Ma, Me, J, V                                                                                     | Jour / Soir / Nuit / Fêtes O / N / N / N                                                                                    | Voy. / an — | Dépôt — |
| TF    | Desserte : Saint-Patrice, Saint-Michel-sur-Loire, Langeais, Cléré-les-Pins, Mazières-de-Touraine, Cinq-Mars-la-Pile, Lignières-de-Touraine, Azay-le-Rideau, Cheillé, Saint-Benoît-la-Forêt et Chinon. | | | | | | | | |
| TF    | Autre : La ligne ne circule que pendant les périodes scolaires. | | | | | | | | |
| TF    | Dernière actualisation : — | | | | | | | | |

##### Rémi 41
| Ligne        | Caractéristiques | Caractéristiques                                                 | Caractéristiques                                                 | Caractéristiques                                                 | Caractéristiques                                                 | Caractéristiques                                                 | Caractéristiques                                                 | Caractéristiques                                                 | Caractéristiques                                                 |
| 1            | Blois - Gare SNCF ⥋ Saint-Laurent-des-Bois - Allée de Chenonceau | Blois - Gare SNCF ⥋ Saint-Laurent-des-Bois - Allée de Chenonceau | Blois - Gare SNCF ⥋ Saint-Laurent-des-Bois - Allée de Chenonceau | Blois - Gare SNCF ⥋ Saint-Laurent-des-Bois - Allée de Chenonceau | Blois - Gare SNCF ⥋ Saint-Laurent-des-Bois - Allée de Chenonceau | Blois - Gare SNCF ⥋ Saint-Laurent-des-Bois - Allée de Chenonceau | Blois - Gare SNCF ⥋ Saint-Laurent-des-Bois - Allée de Chenonceau | Blois - Gare SNCF ⥋ Saint-Laurent-des-Bois - Allée de Chenonceau | Blois - Gare SNCF ⥋ Saint-Laurent-des-Bois - Allée de Chenonceau |
| ------------ | --- | ---------------------------------------------------------------- | ---------------------------------------------------------------- | ---------------------------------------------------------------- | ---------------------------------------------------------------- | ---------------------------------------------------------------- | ---------------------------------------------------------------- | ---------------------------------------------------------------- | ---------------------------------------------------------------- |
| 1            | Ouverture / Fermeture — / — | Longueur —                                                       | Durée 40-70 min                                                  | Nb. d’arrêts 30                                                  | Matériel —                                                       | Jours de fonctionnement L, Ma, Me, J, V, S                       | Jour / Soir / Nuit / Fêtes O / N / N / N                         | Voy. / an —                                                      | Dépôt —                                                          |
| 1            | Desserte : - Villes et lieux desservies : Blois, Vineuil, Saint-Claude-de-Diray, Maslives, Saint-Dye-sur-Loire, Muides-sur-Loire et Saint-Laurent-des-Bois - Gare desservie : Blois |                                                                  |                                                                  |                                                                  |                                                                  |                                                                  |                                                                  |                                                                  |                                                                  |
| 1            | Autre : - Amplitudes horaires : - Transports à la demande : Certains horaires sont à réservation uniquement - Date de dernière mise à jour : 25 mai 2025 |                                                                  |                                                                  |                                                                  |                                                                  |                                                                  |                                                                  |                                                                  |                                                                  |
| 1            | Dernière actualisation : — |                                                                  |                                                                  |                                                                  |                                                                  |                                                                  |                                                                  |                                                                  |                                                                  |
| 2            | Lamotte-Beuvron - Gare SNCF ⥋ Blois - Blois | Lamotte-Beuvron - Gare SNCF ⥋ Blois - Blois                      | Lamotte-Beuvron - Gare SNCF ⥋ Blois - Blois                      | Lamotte-Beuvron - Gare SNCF ⥋ Blois - Blois                      | Lamotte-Beuvron - Gare SNCF ⥋ Blois - Blois                      | Lamotte-Beuvron - Gare SNCF ⥋ Blois - Blois                      | Lamotte-Beuvron - Gare SNCF ⥋ Blois - Blois                      | Lamotte-Beuvron - Gare SNCF ⥋ Blois - Blois                      | Lamotte-Beuvron - Gare SNCF ⥋ Blois - Blois                      |
| 2            | Ouverture / Fermeture — / — | Longueur —                                                       | Durée 30-90 min                                                  | Nb. d’arrêts 27                                                  | Matériel —                                                       | Jours de fonctionnement L, Ma, Me, J, V, S, D                    | Jour / Soir / Nuit / Fêtes O / N / N / O                         | Voy. / an —                                                      | Dépôt —                                                          |
| 2            | Desserte : - Villes et lieux desservies : Lamotte-Beuvron, Chaumont-sur-Tharonne, Yvoy-le-Marron, Villeny, La Ferté-Saint-Cyr, Crouy-sur-Cosson, Thoury, Chambord, Huisseau-sur-Cosson, Vineuil et Blois - Gares desservies : Lamotte-Beuvron et Blois |                                                                  |                                                                  |                                                                  |                                                                  |                                                                  |                                                                  |                                                                  |                                                                  |
| 2            | Autre : - Amplitudes horaires : - Date de dernière mise à jour : 25 mai 2025 |                                                                  |                                                                  |                                                                  |                                                                  |                                                                  |                                                                  |                                                                  |                                                                  |
| 2            | Dernière actualisation : — |                                                                  |                                                                  |                                                                  |                                                                  |                                                                  |                                                                  |                                                                  |                                                                  |
| 3            | Salbris - Gare SNCF ⥋ Blois - Gare SNCF | Salbris - Gare SNCF ⥋ Blois - Gare SNCF                          | Salbris - Gare SNCF ⥋ Blois - Gare SNCF                          | Salbris - Gare SNCF ⥋ Blois - Gare SNCF                          | Salbris - Gare SNCF ⥋ Blois - Gare SNCF                          | Salbris - Gare SNCF ⥋ Blois - Gare SNCF                          | Salbris - Gare SNCF ⥋ Blois - Gare SNCF                          | Salbris - Gare SNCF ⥋ Blois - Gare SNCF                          | Salbris - Gare SNCF ⥋ Blois - Gare SNCF                          |
| 3            | Ouverture / Fermeture — / — | Longueur —                                                       | Durée 50-85 min                                                  | Nb. d’arrêts —                                                   | Matériel —                                                       | Jours de fonctionnement L, Ma, Me, J, V, S                       | Jour / Soir / Nuit / Fêtes O / N / N / N                         | Voy. / an —                                                      | Dépôt —                                                          |
| 3            | Desserte : - Villes et lieux desservies : Salbris, Nouan-le-Fuzelier, Saint-Viâtre, La Ferté-Beauharnais, Neung-sur-Beuvron (Mardi-Vendredi), La Marolle-en-Sologne (Mardi-Vendredi), Montrieux-en-Sologne (Mardi-Vendredi), Dhuizon, Neuvy, Courmemin, Vernou-en-Sologne, Bauzy, Fontaines-en-Sologne, Tour-en-Sologne, Bracieux, Mont-près-Chambord, Vineuil et Blois - Gares desservies : Salbris, Nouan-le-Fuzelier et Blois |                                                                  |                                                                  |                                                                  |                                                                  |                                                                  |                                                                  |                                                                  |                                                                  |
| 3            | Autre : - Amplitudes horaires : - Date de dernière mise à jour : 25 mai 2025 |                                                                  |                                                                  |                                                                  |                                                                  |                                                                  |                                                                  |                                                                  |                                                                  |
| 3            | Dernière actualisation : — |                                                                  |                                                                  |                                                                  |                                                                  |                                                                  |                                                                  |                                                                  |                                                                  |
| 4            | ? ⥋ ? | ? ⥋ ?                                                            | ? ⥋ ?                                                            | ? ⥋ ?                                                            | ? ⥋ ?                                                            | ? ⥋ ?                                                            | ? ⥋ ?                                                            | ? ⥋ ?                                                            | ? ⥋ ?                                                            |
| 4            | Ouverture / Fermeture — / — | Longueur —                                                       | Durée —                                                          | Nb. d’arrêts —                                                   | Matériel —                                                       | Jours de fonctionnement —                                        | Jour / Soir / Nuit / Fêtes — / — / — / —                         | Voy. / an —                                                      | Dépôt —                                                          |
| 4            | Desserte : - Villes et lieux desservies : Romorantin-Lanthenay ↔ Contres ↔ Blois - Gares desservies : |                                                                  |                                                                  |                                                                  |                                                                  |                                                                  |                                                                  |                                                                  |                                                                  |
| 4            | Autre : - Amplitudes horaires : - Date de dernière mise à jour : ??? |                                                                  |                                                                  |                                                                  |                                                                  |                                                                  |                                                                  |                                                                  |                                                                  |
| 4            | Dernière actualisation : — |                                                                  |                                                                  |                                                                  |                                                                  |                                                                  |                                                                  |                                                                  |                                                                  |
| 5            | ? ⥋ ? | ? ⥋ ?                                                            | ? ⥋ ?                                                            | ? ⥋ ?                                                            | ? ⥋ ?                                                            | ? ⥋ ?                                                            | ? ⥋ ?                                                            | ? ⥋ ?                                                            | ? ⥋ ?                                                            |
| 5            | Ouverture / Fermeture — / — | Longueur —                                                       | Durée —                                                          | Nb. d’arrêts —                                                   | Matériel —                                                       | Jours de fonctionnement —                                        | Jour / Soir / Nuit / Fêtes — / — / — / —                         | Voy. / an —                                                      | Dépôt —                                                          |
| 5            | Desserte : - Villes et lieux desservies : Selles-sur-Cher / Couffy ↔ Contres ↔ Blois - Gares desservies : |                                                                  |                                                                  |                                                                  |                                                                  |                                                                  |                                                                  |                                                                  |                                                                  |
| 5            | Autre : - Amplitudes horaires : - Date de dernière mise à jour : ??? |                                                                  |                                                                  |                                                                  |                                                                  |                                                                  |                                                                  |                                                                  |                                                                  |
| 5            | Dernière actualisation : — |                                                                  |                                                                  |                                                                  |                                                                  |                                                                  |                                                                  |                                                                  |                                                                  |
| 5S           | ? ⥋ ? | ? ⥋ ?                                                            | ? ⥋ ?                                                            | ? ⥋ ?                                                            | ? ⥋ ?                                                            | ? ⥋ ?                                                            | ? ⥋ ?                                                            | ? ⥋ ?                                                            | ? ⥋ ?                                                            |
| 5S           | Ouverture / Fermeture — / — | Longueur —                                                       | Durée —                                                          | Nb. d’arrêts —                                                   | Matériel —                                                       | Jours de fonctionnement —                                        | Jour / Soir / Nuit / Fêtes — / — / — / —                         | Voy. / an —                                                      | Dépôt —                                                          |
| 5S           | Desserte : - Villes et lieux desservies : Contres ↔ Blois - Gares desservies : |                                                                  |                                                                  |                                                                  |                                                                  |                                                                  |                                                                  |                                                                  |                                                                  |
| 5S           | Autre : - Amplitudes horaires : - Date de dernière mise à jour : ??? |                                                                  |                                                                  |                                                                  |                                                                  |                                                                  |                                                                  |                                                                  |                                                                  |
| 5S           | Dernière actualisation : — |                                                                  |                                                                  |                                                                  |                                                                  |                                                                  |                                                                  |                                                                  |                                                                  |
| 6            | ? ⥋ ? | ? ⥋ ?                                                            | ? ⥋ ?                                                            | ? ⥋ ?                                                            | ? ⥋ ?                                                            | ? ⥋ ?                                                            | ? ⥋ ?                                                            | ? ⥋ ?                                                            | ? ⥋ ?                                                            |
| 6            | Ouverture / Fermeture — / — | Longueur —                                                       | Durée —                                                          | Nb. d’arrêts —                                                   | Matériel —                                                       | Jours de fonctionnement —                                        | Jour / Soir / Nuit / Fêtes — / — / — / —                         | Voy. / an —                                                      | Dépôt —                                                          |
| 6            | Desserte : - Villes et lieux desservies : Saint-Georges-sur-Cher ↔ Pontlevoy ↔ Blois - Gares desservies : |                                                                  |                                                                  |                                                                  |                                                                  |                                                                  |                                                                  |                                                                  |                                                                  |
| 6            | Autre : - Amplitudes horaires : - Date de dernière mise à jour : ??? |                                                                  |                                                                  |                                                                  |                                                                  |                                                                  |                                                                  |                                                                  |                                                                  |
| 6            | Dernière actualisation : — |                                                                  |                                                                  |                                                                  |                                                                  |                                                                  |                                                                  |                                                                  |                                                                  |
| 8            | ? ⥋ ? | ? ⥋ ?                                                            | ? ⥋ ?                                                            | ? ⥋ ?                                                            | ? ⥋ ?                                                            | ? ⥋ ?                                                            | ? ⥋ ?                                                            | ? ⥋ ?                                                            | ? ⥋ ?                                                            |
| 8            | Ouverture / Fermeture — / — | Longueur —                                                       | Durée —                                                          | Nb. d’arrêts —                                                   | Matériel —                                                       | Jours de fonctionnement —                                        | Jour / Soir / Nuit / Fêtes — / — / — / —                         | Voy. / an —                                                      | Dépôt —                                                          |
| 8            | Desserte : - Villes et lieux desservies : Montoire-sur-le-Loir ↔ Saint-Amand-Longpré ↔ Herbault ↔ Blois - Gares desservies : |                                                                  |                                                                  |                                                                  |                                                                  |                                                                  |                                                                  |                                                                  |                                                                  |
| 8            | Autre : - Amplitudes horaires : - Date de dernière mise à jour : ??? |                                                                  |                                                                  |                                                                  |                                                                  |                                                                  |                                                                  |                                                                  |                                                                  |
| 8            | Dernière actualisation : — |                                                                  |                                                                  |                                                                  |                                                                  |                                                                  |                                                                  |                                                                  |                                                                  |
| 9            | ? ⥋ ? | ? ⥋ ?                                                            | ? ⥋ ?                                                            | ? ⥋ ?                                                            | ? ⥋ ?                                                            | ? ⥋ ?                                                            | ? ⥋ ?                                                            | ? ⥋ ?                                                            | ? ⥋ ?                                                            |
| 9            | Ouverture / Fermeture — / — | Longueur —                                                       | Durée —                                                          | Nb. d’arrêts —                                                   | Matériel —                                                       | Jours de fonctionnement —                                        | Jour / Soir / Nuit / Fêtes — / — / — / —                         | Voy. / an —                                                      | Dépôt —                                                          |
| 9            | Desserte : - Villes et lieux desservies : Vendôme ↔ Blois - Gares desservies : |                                                                  |                                                                  |                                                                  |                                                                  |                                                                  |                                                                  |                                                                  |                                                                  |
| 9            | Autre : - Amplitudes horaires : - Date de dernière mise à jour : ??? |                                                                  |                                                                  |                                                                  |                                                                  |                                                                  |                                                                  |                                                                  |                                                                  |
| 9            | Dernière actualisation : — |                                                                  |                                                                  |                                                                  |                                                                  |                                                                  |                                                                  |                                                                  |                                                                  |
| 10           | ? ⥋ ? | ? ⥋ ?                                                            | ? ⥋ ?                                                            | ? ⥋ ?                                                            | ? ⥋ ?                                                            | ? ⥋ ?                                                            | ? ⥋ ?                                                            | ? ⥋ ?                                                            | ? ⥋ ?                                                            |
| 10           | Ouverture / Fermeture — / — | Longueur —                                                       | Durée —                                                          | Nb. d’arrêts —                                                   | Matériel —                                                       | Jours de fonctionnement —                                        | Jour / Soir / Nuit / Fêtes — / — / — / —                         | Voy. / an —                                                      | Dépôt —                                                          |
| 10           | Desserte : - Villes et lieux desservies : Ouzouer-le-Marché ↔ Blois - Gares desservies : |                                                                  |                                                                  |                                                                  |                                                                  |                                                                  |                                                                  |                                                                  |                                                                  |
| 10           | Autre : - Amplitudes horaires : - Date de dernière mise à jour : ??? |                                                                  |                                                                  |                                                                  |                                                                  |                                                                  |                                                                  |                                                                  |                                                                  |
| 10           | Dernière actualisation : — |                                                                  |                                                                  |                                                                  |                                                                  |                                                                  |                                                                  |                                                                  |                                                                  |
| 11           | ? ⥋ ? | ? ⥋ ?                                                            | ? ⥋ ?                                                            | ? ⥋ ?                                                            | ? ⥋ ?                                                            | ? ⥋ ?                                                            | ? ⥋ ?                                                            | ? ⥋ ?                                                            | ? ⥋ ?                                                            |
| 11           | Ouverture / Fermeture — / — | Longueur —                                                       | Durée —                                                          | Nb. d’arrêts —                                                   | Matériel —                                                       | Jours de fonctionnement —                                        | Jour / Soir / Nuit / Fêtes — / — / — / —                         | Voy. / an —                                                      | Dépôt —                                                          |
| 11           | Desserte : - Villes et lieux desservies : Lorges ↔ Villerbon ↔ Blois - Gares desservies : |                                                                  |                                                                  |                                                                  |                                                                  |                                                                  |                                                                  |                                                                  |                                                                  |
| 11           | Autre : - Amplitudes horaires : - Date de dernière mise à jour : ??? |                                                                  |                                                                  |                                                                  |                                                                  |                                                                  |                                                                  |                                                                  |                                                                  |
| 11           | Dernière actualisation : — |                                                                  |                                                                  |                                                                  |                                                                  |                                                                  |                                                                  |                                                                  |                                                                  |
| 13           | ? ⥋ ? | ? ⥋ ?                                                            | ? ⥋ ?                                                            | ? ⥋ ?                                                            | ? ⥋ ?                                                            | ? ⥋ ?                                                            | ? ⥋ ?                                                            | ? ⥋ ?                                                            | ? ⥋ ?                                                            |
| 13           | Ouverture / Fermeture — / — | Longueur —                                                       | Durée —                                                          | Nb. d’arrêts —                                                   | Matériel —                                                       | Jours de fonctionnement —                                        | Jour / Soir / Nuit / Fêtes — / — / — / —                         | Voy. / an —                                                      | Dépôt —                                                          |
| 13           | Desserte : - Villes et lieux desservies : Choue ↔ Vendôme - Gares desservies : |                                                                  |                                                                  |                                                                  |                                                                  |                                                                  |                                                                  |                                                                  |                                                                  |
| 13           | Autre : - Amplitudes horaires : - Date de dernière mise à jour : ??? |                                                                  |                                                                  |                                                                  |                                                                  |                                                                  |                                                                  |                                                                  |                                                                  |
| 13           | Dernière actualisation : — |                                                                  |                                                                  |                                                                  |                                                                  |                                                                  |                                                                  |                                                                  |                                                                  |
| 14           | ? ⥋ ? | ? ⥋ ?                                                            | ? ⥋ ?                                                            | ? ⥋ ?                                                            | ? ⥋ ?                                                            | ? ⥋ ?                                                            | ? ⥋ ?                                                            | ? ⥋ ?                                                            | ? ⥋ ?                                                            |
| 14           | Ouverture / Fermeture — / — | Longueur —                                                       | Durée —                                                          | Nb. d’arrêts —                                                   | Matériel —                                                       | Jours de fonctionnement —                                        | Jour / Soir / Nuit / Fêtes — / — / — / —                         | Voy. / an —                                                      | Dépôt —                                                          |
| 14           | Desserte : - Villes et lieux desservies : Vendôme ↔ La Ville-aux-Clercs ↔ Droué - Gares desservies : |                                                                  |                                                                  |                                                                  |                                                                  |                                                                  |                                                                  |                                                                  |                                                                  |
| 14           | Autre : - Amplitudes horaires : - Date de dernière mise à jour : ??? |                                                                  |                                                                  |                                                                  |                                                                  |                                                                  |                                                                  |                                                                  |                                                                  |
| 14           | Dernière actualisation : — |                                                                  |                                                                  |                                                                  |                                                                  |                                                                  |                                                                  |                                                                  |                                                                  |
| 16           | ? ⥋ ? | ? ⥋ ?                                                            | ? ⥋ ?                                                            | ? ⥋ ?                                                            | ? ⥋ ?                                                            | ? ⥋ ?                                                            | ? ⥋ ?                                                            | ? ⥋ ?                                                            | ? ⥋ ?                                                            |
| 16           | Ouverture / Fermeture — / — | Longueur —                                                       | Durée —                                                          | Nb. d’arrêts —                                                   | Matériel —                                                       | Jours de fonctionnement —                                        | Jour / Soir / Nuit / Fêtes — / — / — / —                         | Voy. / an —                                                      | Dépôt —                                                          |
| 16           | Desserte : - Villes et lieux desservies : Beaugency ↔ Lestiou ↔ Mer ↔ Blois - Gares desservies : |                                                                  |                                                                  |                                                                  |                                                                  |                                                                  |                                                                  |                                                                  |                                                                  |
| 16           | Autre : - Amplitudes horaires : - Date de dernière mise à jour : ??? |                                                                  |                                                                  |                                                                  |                                                                  |                                                                  |                                                                  |                                                                  |                                                                  |
| 16           | Dernière actualisation : — |                                                                  |                                                                  |                                                                  |                                                                  |                                                                  |                                                                  |                                                                  |                                                                  |
| 18 (Navette) | Navette CFA | Navette CFA                                                      | Navette CFA                                                      | Navette CFA                                                      | Navette CFA                                                      | Navette CFA                                                      | Navette CFA                                                      | Navette CFA                                                      | Navette CFA                                                      |
| 18 (Navette) | ? ⥋ ? |                                                                  |                                                                  |                                                                  |                                                                  |                                                                  |                                                                  |                                                                  |                                                                  |
| 18 (Navette) | Ouverture / Fermeture — / — | Longueur —                                                       | Durée —                                                          | Nb. d’arrêts —                                                   | Matériel —                                                       | Jours de fonctionnement —                                        | Jour / Soir / Nuit / Fêtes — / — / — / —                         | Voy. / an —                                                      | Dépôt —                                                          |
| 18 (Navette) | Desserte : - Villes et lieux desservies : Blois ↔ Château de Chambord ↔ Château de Cheverny ↔ Blois - Gares desservies : |                                                                  |                                                                  |                                                                  |                                                                  |                                                                  |                                                                  |                                                                  |                                                                  |
| 18 (Navette) | Autre : - Amplitudes horaires : - Date de dernière mise à jour : ??? |                                                                  |                                                                  |                                                                  |                                                                  |                                                                  |                                                                  |                                                                  |                                                                  |
| 18 (Navette) | Dernière actualisation : — |                                                                  |                                                                  |                                                                  |                                                                  |                                                                  |                                                                  |                                                                  |                                                                  |
| 20           | ? ⥋ ? | ? ⥋ ?                                                            | ? ⥋ ?                                                            | ? ⥋ ?                                                            | ? ⥋ ?                                                            | ? ⥋ ?                                                            | ? ⥋ ?                                                            | ? ⥋ ?                                                            | ? ⥋ ?                                                            |
| 20           | Ouverture / Fermeture — / — | Longueur —                                                       | Durée —                                                          | Nb. d’arrêts —                                                   | Matériel —                                                       | Jours de fonctionnement —                                        | Jour / Soir / Nuit / Fêtes — / — / — / —                         | Voy. / an —                                                      | Dépôt —                                                          |
| 20           | Desserte : - Villes et lieux desservies : Saint-Hilaire-la-Gravelle ↔ Vendôme - Gares desservies : |                                                                  |                                                                  |                                                                  |                                                                  |                                                                  |                                                                  |                                                                  |                                                                  |
| 20           | Autre : - Amplitudes horaires : - Date de dernière mise à jour : ??? |                                                                  |                                                                  |                                                                  |                                                                  |                                                                  |                                                                  |                                                                  |                                                                  |
| 20           | Dernière actualisation : — |                                                                  |                                                                  |                                                                  |                                                                  |                                                                  |                                                                  |                                                                  |                                                                  |
| 54           | Le Controis-en-Sologne ⥋ Romorantin - Gare | Le Controis-en-Sologne ⥋ Romorantin - Gare                       | Le Controis-en-Sologne ⥋ Romorantin - Gare                       | Le Controis-en-Sologne ⥋ Romorantin - Gare                       | Le Controis-en-Sologne ⥋ Romorantin - Gare                       | Le Controis-en-Sologne ⥋ Romorantin - Gare                       | Le Controis-en-Sologne ⥋ Romorantin - Gare                       | Le Controis-en-Sologne ⥋ Romorantin - Gare                       | Le Controis-en-Sologne ⥋ Romorantin - Gare                       |
| 54           | Ouverture / Fermeture — / — | Longueur —                                                       | Durée —                                                          | Nb. d’arrêts —                                                   | Matériel —                                                       | Jours de fonctionnement —                                        | Jour / Soir / Nuit / Fêtes — / — / — / —                         | Voy. / an —                                                      | Dépôt —                                                          |
| 54           | Desserte : - Villes et lieux desservies : - Gares desservies : |                                                                  |                                                                  |                                                                  |                                                                  |                                                                  |                                                                  |                                                                  |                                                                  |
| 54           | Autre : - Amplitudes horaires : - Date de dernière mise à jour : ??? |                                                                  |                                                                  |                                                                  |                                                                  |                                                                  |                                                                  |                                                                  |                                                                  |
| 54           | Dernière actualisation : — |                                                                  |                                                                  |                                                                  |                                                                  |                                                                  |                                                                  |                                                                  |                                                                  |
| 55           | Fresne ⥋ Blois | Fresne ⥋ Blois                                                   | Fresne ⥋ Blois                                                   | Fresne ⥋ Blois                                                   | Fresne ⥋ Blois                                                   | Fresne ⥋ Blois                                                   | Fresne ⥋ Blois                                                   | Fresne ⥋ Blois                                                   | Fresne ⥋ Blois                                                   |
| 55           | Ouverture / Fermeture — / — | Longueur —                                                       | Durée —                                                          | Nb. d’arrêts —                                                   | Matériel —                                                       | Jours de fonctionnement —                                        | Jour / Soir / Nuit / Fêtes — / — / — / —                         | Voy. / an —                                                      | Dépôt —                                                          |
| 55           | Desserte : - Villes et lieux desservies : - Gares desservies : |                                                                  |                                                                  |                                                                  |                                                                  |                                                                  |                                                                  |                                                                  |                                                                  |
| 55           | Autre : - Amplitudes horaires : - Date de dernière mise à jour : ??? |                                                                  |                                                                  |                                                                  |                                                                  |                                                                  |                                                                  |                                                                  |                                                                  |
| 55           | Dernière actualisation : — |                                                                  |                                                                  |                                                                  |                                                                  |                                                                  |                                                                  |                                                                  |                                                                  |
| 429          | Nouan-le-Fuzelier ⥋ Romorantin | Nouan-le-Fuzelier ⥋ Romorantin                                   | Nouan-le-Fuzelier ⥋ Romorantin                                   | Nouan-le-Fuzelier ⥋ Romorantin                                   | Nouan-le-Fuzelier ⥋ Romorantin                                   | Nouan-le-Fuzelier ⥋ Romorantin                                   | Nouan-le-Fuzelier ⥋ Romorantin                                   | Nouan-le-Fuzelier ⥋ Romorantin                                   | Nouan-le-Fuzelier ⥋ Romorantin                                   |
| 429          | Ouverture / Fermeture — / — | Longueur —                                                       | Durée —                                                          | Nb. d’arrêts —                                                   | Matériel —                                                       | Jours de fonctionnement —                                        | Jour / Soir / Nuit / Fêtes — / — / — / —                         | Voy. / an —                                                      | Dépôt —                                                          |
| 429          | Desserte : - Villes et lieux desservies : - Gares desservies : |                                                                  |                                                                  |                                                                  |                                                                  |                                                                  |                                                                  |                                                                  |                                                                  |
| 429          | Autre : - Amplitudes horaires : - Date de dernière mise à jour : ??? |                                                                  |                                                                  |                                                                  |                                                                  |                                                                  |                                                                  |                                                                  |                                                                  |
| 429          | Dernière actualisation : — |                                                                  |                                                                  |                                                                  |                                                                  |                                                                  |                                                                  |                                                                  |                                                                  |
| 430          | Thésée ⥋ Romorantin | Thésée ⥋ Romorantin                                              | Thésée ⥋ Romorantin                                              | Thésée ⥋ Romorantin                                              | Thésée ⥋ Romorantin                                              | Thésée ⥋ Romorantin                                              | Thésée ⥋ Romorantin                                              | Thésée ⥋ Romorantin                                              | Thésée ⥋ Romorantin                                              |
| 430          | Ouverture / Fermeture — / — | Longueur —                                                       | Durée —                                                          | Nb. d’arrêts —                                                   | Matériel —                                                       | Jours de fonctionnement —                                        | Jour / Soir / Nuit / Fêtes — / — / — / —                         | Voy. / an —                                                      | Dépôt —                                                          |
| 430          | Desserte : - Villes et lieux desservies : - Gares desservies : |                                                                  |                                                                  |                                                                  |                                                                  |                                                                  |                                                                  |                                                                  |                                                                  |
| 430          | Autre : - Amplitudes horaires : - Date de dernière mise à jour : ??? |                                                                  |                                                                  |                                                                  |                                                                  |                                                                  |                                                                  |                                                                  |                                                                  |
| 430          | Dernière actualisation : — |                                                                  |                                                                  |                                                                  |                                                                  |                                                                  |                                                                  |                                                                  |                                                                  |
| 431          | Romorantin ⥋ Vierzon | Romorantin ⥋ Vierzon                                             | Romorantin ⥋ Vierzon                                             | Romorantin ⥋ Vierzon                                             | Romorantin ⥋ Vierzon                                             | Romorantin ⥋ Vierzon                                             | Romorantin ⥋ Vierzon                                             | Romorantin ⥋ Vierzon                                             | Romorantin ⥋ Vierzon                                             |
| 431          | Ouverture / Fermeture — / — | Longueur —                                                       | Durée —                                                          | Nb. d’arrêts —                                                   | Matériel —                                                       | Jours de fonctionnement —                                        | Jour / Soir / Nuit / Fêtes — / — / — / —                         | Voy. / an —                                                      | Dépôt —                                                          |
| 431          | Desserte : - Villes et lieux desservies : - Gares desservies : |                                                                  |                                                                  |                                                                  |                                                                  |                                                                  |                                                                  |                                                                  |                                                                  |
| 431          | Autre : - Amplitudes horaires : - Date de dernière mise à jour : ??? |                                                                  |                                                                  |                                                                  |                                                                  |                                                                  |                                                                  |                                                                  |                                                                  |
| 431          | Dernière actualisation : — |                                                                  |                                                                  |                                                                  |                                                                  |                                                                  |                                                                  |                                                                  |                                                                  |
| 440          | Mondoubleau ⥋ Vendôme - Gare SNCF | Mondoubleau ⥋ Vendôme - Gare SNCF                                | Mondoubleau ⥋ Vendôme - Gare SNCF                                | Mondoubleau ⥋ Vendôme - Gare SNCF                                | Mondoubleau ⥋ Vendôme - Gare SNCF                                | Mondoubleau ⥋ Vendôme - Gare SNCF                                | Mondoubleau ⥋ Vendôme - Gare SNCF                                | Mondoubleau ⥋ Vendôme - Gare SNCF                                | Mondoubleau ⥋ Vendôme - Gare SNCF                                |
| 440          | Ouverture / Fermeture — / — | Longueur —                                                       | Durée —                                                          | Nb. d’arrêts —                                                   | Matériel —                                                       | Jours de fonctionnement —                                        | Jour / Soir / Nuit / Fêtes — / — / — / —                         | Voy. / an —                                                      | Dépôt —                                                          |
| 440          | Desserte : - Villes et lieux desservies : - Gares desservies : |                                                                  |                                                                  |                                                                  |                                                                  |                                                                  |                                                                  |                                                                  |                                                                  |
| 440          | Autre : - Amplitudes horaires : - Date de dernière mise à jour : ??? |                                                                  |                                                                  |                                                                  |                                                                  |                                                                  |                                                                  |                                                                  |                                                                  |
| 440          | Dernière actualisation : — |                                                                  |                                                                  |                                                                  |                                                                  |                                                                  |                                                                  |                                                                  |                                                                  |
| 492          | Château-Renault ⥋ Vendôme | Château-Renault ⥋ Vendôme                                        | Château-Renault ⥋ Vendôme                                        | Château-Renault ⥋ Vendôme                                        | Château-Renault ⥋ Vendôme                                        | Château-Renault ⥋ Vendôme                                        | Château-Renault ⥋ Vendôme                                        | Château-Renault ⥋ Vendôme                                        | Château-Renault ⥋ Vendôme                                        |
| 492          | Ouverture / Fermeture — / — | Longueur —                                                       | Durée —                                                          | Nb. d’arrêts —                                                   | Matériel —                                                       | Jours de fonctionnement —                                        | Jour / Soir / Nuit / Fêtes — / — / — / —                         | Voy. / an —                                                      | Dépôt —                                                          |
| 492          | Desserte : - Villes et lieux desservies : - Gares desservies : |                                                                  |                                                                  |                                                                  |                                                                  |                                                                  |                                                                  |                                                                  |                                                                  |
| 492          | Autre : - Amplitudes horaires : - Date de dernière mise à jour : ??? |                                                                  |                                                                  |                                                                  |                                                                  |                                                                  |                                                                  |                                                                  |                                                                  |
| 492          | Dernière actualisation : — |                                                                  |                                                                  |                                                                  |                                                                  |                                                                  |                                                                  |                                                                  |                                                                  |
| 931          | Thésée ⥋ Saint-Aignan | Thésée ⥋ Saint-Aignan                                            | Thésée ⥋ Saint-Aignan                                            | Thésée ⥋ Saint-Aignan                                            | Thésée ⥋ Saint-Aignan                                            | Thésée ⥋ Saint-Aignan                                            | Thésée ⥋ Saint-Aignan                                            | Thésée ⥋ Saint-Aignan                                            | Thésée ⥋ Saint-Aignan                                            |
| 931          | Ouverture / Fermeture — / — | Longueur —                                                       | Durée —                                                          | Nb. d’arrêts —                                                   | Matériel —                                                       | Jours de fonctionnement —                                        | Jour / Soir / Nuit / Fêtes — / — / — / —                         | Voy. / an —                                                      | Dépôt —                                                          |
| 931          | Desserte : - Villes et lieux desservies : - Gares desservies : |                                                                  |                                                                  |                                                                  |                                                                  |                                                                  |                                                                  |                                                                  |                                                                  |
| 931          | Autre : - Amplitudes horaires : - Date de dernière mise à jour : ??? |                                                                  |                                                                  |                                                                  |                                                                  |                                                                  |                                                                  |                                                                  |                                                                  |
| 931          | Dernière actualisation : — |                                                                  |                                                                  |                                                                  |                                                                  |                                                                  |                                                                  |                                                                  |                                                                  |
| 941          | Thésée ⥋ Montrichard | Thésée ⥋ Montrichard                                             | Thésée ⥋ Montrichard                                             | Thésée ⥋ Montrichard                                             | Thésée ⥋ Montrichard                                             | Thésée ⥋ Montrichard                                             | Thésée ⥋ Montrichard                                             | Thésée ⥋ Montrichard                                             | Thésée ⥋ Montrichard                                             |
| 941          | Ouverture / Fermeture — / — | Longueur —                                                       | Durée —                                                          | Nb. d’arrêts —                                                   | Matériel —                                                       | Jours de fonctionnement —                                        | Jour / Soir / Nuit / Fêtes — / — / — / —                         | Voy. / an —                                                      | Dépôt —                                                          |
| 941          | Desserte : - Villes et lieux desservies : - Gares desservies : |                                                                  |                                                                  |                                                                  |                                                                  |                                                                  |                                                                  |                                                                  |                                                                  |
| 941          | Autre : - Amplitudes horaires : - Date de dernière mise à jour : ??? |                                                                  |                                                                  |                                                                  |                                                                  |                                                                  |                                                                  |                                                                  |                                                                  |
| 941          | Dernière actualisation : — |                                                                  |                                                                  |                                                                  |                                                                  |                                                                  |                                                                  |                                                                  |                                                                  |
| Navette      | Navette Zoo de Beauval | Navette Zoo de Beauval                                           | Navette Zoo de Beauval                                           | Navette Zoo de Beauval                                           | Navette Zoo de Beauval                                           | Navette Zoo de Beauval                                           | Navette Zoo de Beauval                                           | Navette Zoo de Beauval                                           | Navette Zoo de Beauval                                           |
| Navette      | ? ⥋ ? |                                                                  |                                                                  |                                                                  |                                                                  |                                                                  |                                                                  |                                                                  |                                                                  |
| Navette      | Ouverture / Fermeture — / — | Longueur —                                                       | Durée —                                                          | Nb. d’arrêts —                                                   | Matériel —                                                       | Jours de fonctionnement —                                        | Jour / Soir / Nuit / Fêtes — / — / — / —                         | Voy. / an —                                                      | Dépôt —                                                          |
| Navette      | Desserte : - Villes et lieux desservies : Blois ↔ Contres ↔ Saint-Aignan-sur-Cher (ZooParc de Beauval) - Gares desservies : |                                                                  |                                                                  |                                                                  |                                                                  |                                                                  |                                                                  |                                                                  |                                                                  |
| Navette      | Autre : - Amplitudes horaires : - Date de dernière mise à jour : ??? |                                                                  |                                                                  |                                                                  |                                                                  |                                                                  |                                                                  |                                                                  |                                                                  |
| Navette      | Dernière actualisation : — |                                                                  |                                                                  |                                                                  |                                                                  |                                                                  |                                                                  |                                                                  |                                                                  |

##### Rémi 45
| Ligne | Caractéristiques | Caractéristiques                                    | Caractéristiques                                    | Caractéristiques                                    | Caractéristiques                                    | Caractéristiques                                    | Caractéristiques                                    | Caractéristiques                                    | Caractéristiques                                    |
| 1A    | ? ⥋ ? | ? ⥋ ?                                               | ? ⥋ ?                                               | ? ⥋ ?                                               | ? ⥋ ?                                               | ? ⥋ ?                                               | ? ⥋ ?                                               | ? ⥋ ?                                               | ? ⥋ ?                                               |
| ----- | --- | --------------------------------------------------- | --------------------------------------------------- | --------------------------------------------------- | --------------------------------------------------- | --------------------------------------------------- | --------------------------------------------------- | --------------------------------------------------- | --------------------------------------------------- |
| 1A    | Ouverture / Fermeture — / — | Longueur —                                          | Durée —                                             | Nb. d’arrêts —                                      | Matériel —                                          | Jours de fonctionnement —                           | Jour / Soir / Nuit / Fêtes — / — / — / —            | Voy. / an —                                         | Dépôt —                                             |
| 1A    | Desserte : - Villes et lieux desservies : Orgères en Beauce - Loigny la Bataille - Terminiers - Rouvray Saint Croix - Sougy - Huêtre - Gidy - Boulay les barres - Saran - Ormes - Ingré - Orléans - Gares desservies : |                                                     |                                                     |                                                     |                                                     |                                                     |                                                     |                                                     |                                                     |
| 1A    | Autre : - Amplitudes horaires : - Date de dernière mise à jour : ??? |                                                     |                                                     |                                                     |                                                     |                                                     |                                                     |                                                     |                                                     |
| 1A    | Dernière actualisation : — |                                                     |                                                     |                                                     |                                                     |                                                     |                                                     |                                                     |                                                     |
| 1B    | ? ⥋ ? | ? ⥋ ?                                               | ? ⥋ ?                                               | ? ⥋ ?                                               | ? ⥋ ?                                               | ? ⥋ ?                                               | ? ⥋ ?                                               | ? ⥋ ?                                               | ? ⥋ ?                                               |
| 1B    | Ouverture / Fermeture — / — | Longueur —                                          | Durée —                                             | Nb. d’arrêts —                                      | Matériel —                                          | Jours de fonctionnement —                           | Jour / Soir / Nuit / Fêtes — / — / — / —            | Voy. / an —                                         | Dépôt —                                             |
| 1B    | Desserte : - Villes et lieux desservies : Guillonville - Villamblain - La Chapelle Onzerain - Villeneuve sur Conie - Patay - Coinces - Bricy - Boulay les Barres - Ormes - Ingré - St Jean de la Ruelle - Orléans - Gares desservies : |                                                     |                                                     |                                                     |                                                     |                                                     |                                                     |                                                     |                                                     |
| 1B    | Autre : - Amplitudes horaires : - Date de dernière mise à jour : ??? |                                                     |                                                     |                                                     |                                                     |                                                     |                                                     |                                                     |                                                     |
| 1B    | Dernière actualisation : — |                                                     |                                                     |                                                     |                                                     |                                                     |                                                     |                                                     |                                                     |
| 1C    | ? ⥋ ? | ? ⥋ ?                                               | ? ⥋ ?                                               | ? ⥋ ?                                               | ? ⥋ ?                                               | ? ⥋ ?                                               | ? ⥋ ?                                               | ? ⥋ ?                                               | ? ⥋ ?                                               |
| 1C    | Ouverture / Fermeture — / — | Longueur —                                          | Durée —                                             | Nb. d’arrêts —                                      | Matériel —                                          | Jours de fonctionnement —                           | Jour / Soir / Nuit / Fêtes — / — / — / —            | Voy. / an —                                         | Dépôt —                                             |
| 1C    | Desserte : - Villes et lieux desservies : Tournoisis - St Péravy la Colombe - St Sigismond - Gémigny - Rozières en Beauce - Gares desservies : |                                                     |                                                     |                                                     |                                                     |                                                     |                                                     |                                                     |                                                     |
| 1C    | Autre : - Amplitudes horaires : - Date de dernière mise à jour : ??? |                                                     |                                                     |                                                     |                                                     |                                                     |                                                     |                                                     |                                                     |
| 1C    | Dernière actualisation : — |                                                     |                                                     |                                                     |                                                     |                                                     |                                                     |                                                     |                                                     |
| 1D    | ? ⥋ ? | ? ⥋ ?                                               | ? ⥋ ?                                               | ? ⥋ ?                                               | ? ⥋ ?                                               | ? ⥋ ?                                               | ? ⥋ ?                                               | ? ⥋ ?                                               | ? ⥋ ?                                               |
| 1D    | Ouverture / Fermeture — / — | Longueur —                                          | Durée —                                             | Nb. d’arrêts —                                      | Matériel —                                          | Jours de fonctionnement —                           | Jour / Soir / Nuit / Fêtes — / — / — / —            | Voy. / an —                                         | Dépôt —                                             |
| 1D    | Desserte : - Villes et lieux desservies : Ouzouer le Marché - Charsonville - Épieds en Beauce - Coulmiers - Rozières en Beauce - Bucy Saint Liphard - Ormes - Ingré - St Jean de la Ruelle - Orléans - Gares desservies : |                                                     |                                                     |                                                     |                                                     |                                                     |                                                     |                                                     |                                                     |
| 1D    | Autre : - Amplitudes horaires : - Date de dernière mise à jour : ??? |                                                     |                                                     |                                                     |                                                     |                                                     |                                                     |                                                     |                                                     |
| 1D    | Dernière actualisation : — |                                                     |                                                     |                                                     |                                                     |                                                     |                                                     |                                                     |                                                     |
| 2     | ? ⥋ ? | ? ⥋ ?                                               | ? ⥋ ?                                               | ? ⥋ ?                                               | ? ⥋ ?                                               | ? ⥋ ?                                               | ? ⥋ ?                                               | ? ⥋ ?                                               | ? ⥋ ?                                               |
| 2     | Ouverture / Fermeture — / — | Longueur —                                          | Durée —                                             | Nb. d’arrêts —                                      | Matériel —                                          | Jours de fonctionnement —                           | Jour / Soir / Nuit / Fêtes — / — / — / —            | Voy. / an —                                         | Dépôt —                                             |
| 2     | Desserte : - Villes et lieux desservies : Viglain - Isdes - Villemurlin - Cerdon - St Florent - St Gondon - Gien - Gares desservies : |                                                     |                                                     |                                                     |                                                     |                                                     |                                                     |                                                     |                                                     |
| 2     | Autre : - Amplitudes horaires : - Date de dernière mise à jour : ??? |                                                     |                                                     |                                                     |                                                     |                                                     |                                                     |                                                     |                                                     |
| 2     | Dernière actualisation : — |                                                     |                                                     |                                                     |                                                     |                                                     |                                                     |                                                     |                                                     |
| 3A    | ? ⥋ ? | ? ⥋ ?                                               | ? ⥋ ?                                               | ? ⥋ ?                                               | ? ⥋ ?                                               | ? ⥋ ?                                               | ? ⥋ ?                                               | ? ⥋ ?                                               | ? ⥋ ?                                               |
| 3A    | Ouverture / Fermeture — / — | Longueur —                                          | Durée —                                             | Nb. d’arrêts —                                      | Matériel —                                          | Jours de fonctionnement —                           | Jour / Soir / Nuit / Fêtes — / — / — / —            | Voy. / an —                                         | Dépôt —                                             |
| 3A    | Desserte : - Villes et lieux desservies : Les Bordes - Bonnée - St Père sur Loire - Sully sur Loire - Bray en Val - St Benoit sur Loire - Germigny des Pres - St Martin d'Abbat - Chateauneuf sur Loire - St Denis de l'Hotel - St Jean de Braye - Orléans - Gares desservies : |                                                     |                                                     |                                                     |                                                     |                                                     |                                                     |                                                     |                                                     |
| 3A    | Autre : - Amplitudes horaires : - Date de dernière mise à jour : ??? |                                                     |                                                     |                                                     |                                                     |                                                     |                                                     |                                                     |                                                     |
| 3A    | Dernière actualisation : — |                                                     |                                                     |                                                     |                                                     |                                                     |                                                     |                                                     |                                                     |
| 3B    | ? ⥋ ? | ? ⥋ ?                                               | ? ⥋ ?                                               | ? ⥋ ?                                               | ? ⥋ ?                                               | ? ⥋ ?                                               | ? ⥋ ?                                               | ? ⥋ ?                                               | ? ⥋ ?                                               |
| 3B    | Ouverture / Fermeture — / — | Longueur —                                          | Durée —                                             | Nb. d’arrêts —                                      | Matériel —                                          | Jours de fonctionnement —                           | Jour / Soir / Nuit / Fêtes — / — / — / —            | Voy. / an —                                         | Dépôt —                                             |
| 3B    | Desserte : - Villes et lieux desservies : Briare - Gien - Nevoy - Dampierre en Burly - Ouzouer sur Loire - Les Bordes - Bray en Val - St Martin d'Abbat - OrléansBriare - Gien - Nevoy - Dampierre en Burly - Ouzouer sur Loire - Les Bordes - Bray en Val - St Martin d'Abbat - Orléans - Gares desservies : |                                                     |                                                     |                                                     |                                                     |                                                     |                                                     |                                                     |                                                     |
| 3B    | Autre : - Amplitudes horaires : - Date de dernière mise à jour : ??? |                                                     |                                                     |                                                     |                                                     |                                                     |                                                     |                                                     |                                                     |
| 3B    | Dernière actualisation : — |                                                     |                                                     |                                                     |                                                     |                                                     |                                                     |                                                     |                                                     |
| 3C    | ? ⥋ ? | ? ⥋ ?                                               | ? ⥋ ?                                               | ? ⥋ ?                                               | ? ⥋ ?                                               | ? ⥋ ?                                               | ? ⥋ ?                                               | ? ⥋ ?                                               | ? ⥋ ?                                               |
| 3C    | Ouverture / Fermeture — / — | Longueur —                                          | Durée —                                             | Nb. d’arrêts —                                      | Matériel —                                          | Jours de fonctionnement —                           | Jour / Soir / Nuit / Fêtes — / — / — / —            | Voy. / an —                                         | Dépôt —                                             |
| 3C    | Desserte : - Villes et lieux desservies : Chatillon sur Loire - Beaulieu sur Loire - Bonny sur Loire - Ousson sur Loire - Briare - GienChatillon sur Loire - Beaulieu sur Loire - Bonny sur Loire - Ousson sur Loire - Briare - Gien - Gares desservies : |                                                     |                                                     |                                                     |                                                     |                                                     |                                                     |                                                     |                                                     |
| 3C    | Autre : - Amplitudes horaires : - Date de dernière mise à jour : ??? |                                                     |                                                     |                                                     |                                                     |                                                     |                                                     |                                                     |                                                     |
| 3C    | Dernière actualisation : — |                                                     |                                                     |                                                     |                                                     |                                                     |                                                     |                                                     |                                                     |
| 4     | ? ⥋ ? | ? ⥋ ?                                               | ? ⥋ ?                                               | ? ⥋ ?                                               | ? ⥋ ?                                               | ? ⥋ ?                                               | ? ⥋ ?                                               | ? ⥋ ?                                               | ? ⥋ ?                                               |
| 4     | Ouverture / Fermeture — / — | Longueur —                                          | Durée —                                             | Nb. d’arrêts —                                      | Matériel —                                          | Jours de fonctionnement —                           | Jour / Soir / Nuit / Fêtes — / — / — / —            | Voy. / an —                                         | Dépôt —                                             |
| 4     | Desserte : - Villes et lieux desservies : Courtenay - St Hilaire les Andrésis - Chuelles - La Selle en Hermoy - Thorailles - La Chapelle St Sépulcre - Amilly - Montargis - Villemandeur - Gares desservies : |                                                     |                                                     |                                                     |                                                     |                                                     |                                                     |                                                     |                                                     |
| 4     | Autre : - Amplitudes horaires : - Date de dernière mise à jour : ??? |                                                     |                                                     |                                                     |                                                     |                                                     |                                                     |                                                     |                                                     |
| 4     | Dernière actualisation : — |                                                     |                                                     |                                                     |                                                     |                                                     |                                                     |                                                     |                                                     |
| 5     | ? ⥋ ? | ? ⥋ ?                                               | ? ⥋ ?                                               | ? ⥋ ?                                               | ? ⥋ ?                                               | ? ⥋ ?                                               | ? ⥋ ?                                               | ? ⥋ ?                                               | ? ⥋ ?                                               |
| 5     | Ouverture / Fermeture — / — | Longueur —                                          | Durée —                                             | Nb. d’arrêts —                                      | Matériel —                                          | Jours de fonctionnement —                           | Jour / Soir / Nuit / Fêtes — / — / — / —            | Voy. / an —                                         | Dépôt —                                             |
| 5     | Desserte : - Villes et lieux desservies : Sennely - Ménestreau en Villette - La Ferté St Aubin - Marcilly en Villette - St Cyr en Val - Orléans la Source - St Jean le Blanc - Orléans - Gares desservies : |                                                     |                                                     |                                                     |                                                     |                                                     |                                                     |                                                     |                                                     |
| 5     | Autre : - Amplitudes horaires : - Date de dernière mise à jour : ??? |                                                     |                                                     |                                                     |                                                     |                                                     |                                                     |                                                     |                                                     |
| 5     | Dernière actualisation : — |                                                     |                                                     |                                                     |                                                     |                                                     |                                                     |                                                     |                                                     |
| 6     | ? ⥋ ? | ? ⥋ ?                                               | ? ⥋ ?                                               | ? ⥋ ?                                               | ? ⥋ ?                                               | ? ⥋ ?                                               | ? ⥋ ?                                               | ? ⥋ ?                                               | ? ⥋ ?                                               |
| 6     | Ouverture / Fermeture — / — | Longueur —                                          | Durée —                                             | Nb. d’arrêts —                                      | Matériel —                                          | Jours de fonctionnement —                           | Jour / Soir / Nuit / Fêtes — / — / — / —            | Voy. / an —                                         | Dépôt —                                             |
| 6     | Desserte : - Villes et lieux desservies : Amilly - Montargis - Villemandeur - St Maurice sur Fessard - Villemoutiers - Ladon - Bellegarde - Châteauneuf sur Loire - St Denis de l'Hôtel - Mardié - Chécy - St Jean de braye - Orléans - Fleury les Aubrais - Gares desservies : |                                                     |                                                     |                                                     |                                                     |                                                     |                                                     |                                                     |                                                     |
| 6     | Autre : - Amplitudes horaires : - Date de dernière mise à jour : ??? |                                                     |                                                     |                                                     |                                                     |                                                     |                                                     |                                                     |                                                     |
| 6     | Dernière actualisation : — |                                                     |                                                     |                                                     |                                                     |                                                     |                                                     |                                                     |                                                     |
| 7A    | ? ⥋ ? | ? ⥋ ?                                               | ? ⥋ ?                                               | ? ⥋ ?                                               | ? ⥋ ?                                               | ? ⥋ ?                                               | ? ⥋ ?                                               | ? ⥋ ?                                               | ? ⥋ ?                                               |
| 7A    | Ouverture / Fermeture — / — | Longueur —                                          | Durée —                                             | Nb. d’arrêts —                                      | Matériel —                                          | Jours de fonctionnement —                           | Jour / Soir / Nuit / Fêtes — / — / — / —            | Voy. / an —                                         | Dépôt —                                             |
| 7A    | Desserte : - Villes et lieux desservies : Sully sur Loire - Guilly - Neuvy en Sullias - Tigy - Vienne en Val - Férolles - Jargeau - Darvoy - Sandillon - Orléans la Source - St Jean le Blanc - Orléans - Gares desservies : |                                                     |                                                     |                                                     |                                                     |                                                     |                                                     |                                                     |                                                     |
| 7A    | Autre : - Amplitudes horaires : - Date de dernière mise à jour : ??? |                                                     |                                                     |                                                     |                                                     |                                                     |                                                     |                                                     |                                                     |
| 7A    | Dernière actualisation : — |                                                     |                                                     |                                                     |                                                     |                                                     |                                                     |                                                     |                                                     |
| 7B    | ? ⥋ ? | ? ⥋ ?                                               | ? ⥋ ?                                               | ? ⥋ ?                                               | ? ⥋ ?                                               | ? ⥋ ?                                               | ? ⥋ ?                                               | ? ⥋ ?                                               | ? ⥋ ?                                               |
| 7B    | Ouverture / Fermeture — / — | Longueur —                                          | Durée —                                             | Nb. d’arrêts —                                      | Matériel —                                          | Jours de fonctionnement —                           | Jour / Soir / Nuit / Fêtes — / — / — / —            | Voy. / an —                                         | Dépôt —                                             |
| 7B    | Desserte : - Villes et lieux desservies : Pierrefitte ès Bois - Cernoy en Berry - St Firmin sur Loire - St Brisson sur Loire - St Martin sur Ocre - Poilly lez Gien - Gien - Poilly lez Gien - St Gondon - Lion en Sullias - St Aignan le Jaillard - Sully sur Loire - Neuvy en Sullias - Gares desservies : |                                                     |                                                     |                                                     |                                                     |                                                     |                                                     |                                                     |                                                     |
| 7B    | Autre : - Amplitudes horaires : - Date de dernière mise à jour : ??? |                                                     |                                                     |                                                     |                                                     |                                                     |                                                     |                                                     |                                                     |
| 7B    | Dernière actualisation : — |                                                     |                                                     |                                                     |                                                     |                                                     |                                                     |                                                     |                                                     |
| 8     | ? ⥋ ? | ? ⥋ ?                                               | ? ⥋ ?                                               | ? ⥋ ?                                               | ? ⥋ ?                                               | ? ⥋ ?                                               | ? ⥋ ?                                               | ? ⥋ ?                                               | ? ⥋ ?                                               |
| 8     | Ouverture / Fermeture — / — | Longueur —                                          | Durée —                                             | Nb. d’arrêts —                                      | Matériel —                                          | Jours de fonctionnement —                           | Jour / Soir / Nuit / Fêtes — / — / — / —            | Voy. / an —                                         | Dépôt —                                             |
| 8     | Desserte : - Villes et lieux desservies : St Laurent Nouan - Lailly en Val - Dry - Cléry St André - Mézières lez Cléry - St Hilaire St Mesmin - Mareau aux Près - St Hilaire St Mesmin - St Pryvé St Mesmin - Orléans - Gares desservies : |                                                     |                                                     |                                                     |                                                     |                                                     |                                                     |                                                     |                                                     |
| 8     | Autre : - Amplitudes horaires : - Date de dernière mise à jour : ??? |                                                     |                                                     |                                                     |                                                     |                                                     |                                                     |                                                     |                                                     |
| 8     | Dernière actualisation : — |                                                     |                                                     |                                                     |                                                     |                                                     |                                                     |                                                     |                                                     |
| 9A    | ? ⥋ ? | ? ⥋ ?                                               | ? ⥋ ?                                               | ? ⥋ ?                                               | ? ⥋ ?                                               | ? ⥋ ?                                               | ? ⥋ ?                                               | ? ⥋ ?                                               | ? ⥋ ?                                               |
| 9A    | Ouverture / Fermeture — / — | Longueur —                                          | Durée —                                             | Nb. d’arrêts —                                      | Matériel —                                          | Jours de fonctionnement —                           | Jour / Soir / Nuit / Fêtes — / — / — / —            | Voy. / an —                                         | Dépôt —                                             |
| 9A    | Desserte : - Villes et lieux desservies : Cravant - Villorceau - Messas - Tavers - Beaugency - Baule - Meung sur Loire - St -Ay - Chaingy - La Chapelle St Mesmin - St Jean de la Ruelle - Orléans - Gares desservies : |                                                     |                                                     |                                                     |                                                     |                                                     |                                                     |                                                     |                                                     |
| 9A    | Autre : - Amplitudes horaires : - Date de dernière mise à jour : ??? |                                                     |                                                     |                                                     |                                                     |                                                     |                                                     |                                                     |                                                     |
| 9A    | Dernière actualisation : — |                                                     |                                                     |                                                     |                                                     |                                                     |                                                     |                                                     |                                                     |
| 9B    | ? ⥋ ? | ? ⥋ ?                                               | ? ⥋ ?                                               | ? ⥋ ?                                               | ? ⥋ ?                                               | ? ⥋ ?                                               | ? ⥋ ?                                               | ? ⥋ ?                                               | ? ⥋ ?                                               |
| 9B    | Ouverture / Fermeture — / — | Longueur —                                          | Durée —                                             | Nb. d’arrêts —                                      | Matériel —                                          | Jours de fonctionnement —                           | Jour / Soir / Nuit / Fêtes — / — / — / —            | Voy. / an —                                         | Dépôt —                                             |
| 9B    | Desserte : - Villes et lieux desservies : Baule - Le Bardon - Baccon - Huisseau-sur-Mauves - Chaingy - La Chapelle St Mesmin - St Jean de la Ruelle - Orléans - Gares desservies : |                                                     |                                                     |                                                     |                                                     |                                                     |                                                     |                                                     |                                                     |
| 9B    | Autre : - Amplitudes horaires : - Date de dernière mise à jour : ??? |                                                     |                                                     |                                                     |                                                     |                                                     |                                                     |                                                     |                                                     |
| 9B    | Dernière actualisation : — |                                                     |                                                     |                                                     |                                                     |                                                     |                                                     |                                                     |                                                     |
| 10    | ? ⥋ ? | ? ⥋ ?                                               | ? ⥋ ?                                               | ? ⥋ ?                                               | ? ⥋ ?                                               | ? ⥋ ?                                               | ? ⥋ ?                                               | ? ⥋ ?                                               | ? ⥋ ?                                               |
| 10    | Ouverture / Fermeture — / — | Longueur —                                          | Durée —                                             | Nb. d’arrêts —                                      | Matériel —                                          | Jours de fonctionnement —                           | Jour / Soir / Nuit / Fêtes — / — / — / —            | Voy. / an —                                         | Dépôt —                                             |
| 10    | Desserte : - Villes et lieux desservies : Dordives - Fontenay sur Loing - Ferrières en Gâtinais - Fontenay sur Loing - Montargis - Villemandeur - Gares desservies : |                                                     |                                                     |                                                     |                                                     |                                                     |                                                     |                                                     |                                                     |
| 10    | Autre : - Amplitudes horaires : - Date de dernière mise à jour : ??? |                                                     |                                                     |                                                     |                                                     |                                                     |                                                     |                                                     |                                                     |
| 10    | Dernière actualisation : — |                                                     |                                                     |                                                     |                                                     |                                                     |                                                     |                                                     |                                                     |
| 11    | ? ⥋ ? | ? ⥋ ?                                               | ? ⥋ ?                                               | ? ⥋ ?                                               | ? ⥋ ?                                               | ? ⥋ ?                                               | ? ⥋ ?                                               | ? ⥋ ?                                               | ? ⥋ ?                                               |
| 11    | Ouverture / Fermeture — / — | Longueur —                                          | Durée —                                             | Nb. d’arrêts —                                      | Matériel —                                          | Jours de fonctionnement —                           | Jour / Soir / Nuit / Fêtes — / — / — / —            | Voy. / an —                                         | Dépôt —                                             |
| 11    | Desserte : - Villes et lieux desservies : Amilly - Montargis - Villemandeur - St Maurice sur Fessard - Villemoutiers - Ladon - Ouzouer sous Bellegarde - Bellegarde - Beaune la Rolande - Barville en Gâtinais - Boynes - Dadonville - Pithiviers - Gares desservies : |                                                     |                                                     |                                                     |                                                     |                                                     |                                                     |                                                     |                                                     |
| 11    | Autre : - Amplitudes horaires : - Date de dernière mise à jour : ??? |                                                     |                                                     |                                                     |                                                     |                                                     |                                                     |                                                     |                                                     |
| 11    | Dernière actualisation : — |                                                     |                                                     |                                                     |                                                     |                                                     |                                                     |                                                     |                                                     |
| 12    | ? ⥋ ? | ? ⥋ ?                                               | ? ⥋ ?                                               | ? ⥋ ?                                               | ? ⥋ ?                                               | ? ⥋ ?                                               | ? ⥋ ?                                               | ? ⥋ ?                                               | ? ⥋ ?                                               |
| 12    | Ouverture / Fermeture — / — | Longueur —                                          | Durée —                                             | Nb. d’arrêts —                                      | Matériel —                                          | Jours de fonctionnement —                           | Jour / Soir / Nuit / Fêtes — / — / — / —            | Voy. / an —                                         | Dépôt —                                             |
| 12    | Desserte : - Villes et lieux desservies : Dampierre en Burly - Ouzouer sur Loire - Sully sur Loire - St Père sur Loire - Bonnée - Les Bordes - Lorris - Noyers - Chailly en Gâtinais - Thimory - Villemandeur - Châlette sur Loing - Montargis - Gares desservies : |                                                     |                                                     |                                                     |                                                     |                                                     |                                                     |                                                     |                                                     |
| 12    | Autre : - Amplitudes horaires : - Date de dernière mise à jour : ??? |                                                     |                                                     |                                                     |                                                     |                                                     |                                                     |                                                     |                                                     |
| 12    | Dernière actualisation : — |                                                     |                                                     |                                                     |                                                     |                                                     |                                                     |                                                     |                                                     |
| 13    | ? ⥋ ? | ? ⥋ ?                                               | ? ⥋ ?                                               | ? ⥋ ?                                               | ? ⥋ ?                                               | ? ⥋ ?                                               | ? ⥋ ?                                               | ? ⥋ ?                                               | ? ⥋ ?                                               |
| 13    | Ouverture / Fermeture — / — | Longueur —                                          | Durée —                                             | Nb. d’arrêts —                                      | Matériel —                                          | Jours de fonctionnement —                           | Jour / Soir / Nuit / Fêtes — / — / — / —            | Voy. / an —                                         | Dépôt —                                             |
| 13    | Desserte : - Villes et lieux desservies : Montcorbon - Douchy - Triguères - Château Renard - St Germain des Prés - Amilly - Montargis - Châlette sur Loing - Villemandeur - Montargis - Gares desservies : |                                                     |                                                     |                                                     |                                                     |                                                     |                                                     |                                                     |                                                     |
| 13    | Autre : - Amplitudes horaires : - Date de dernière mise à jour : ??? |                                                     |                                                     |                                                     |                                                     |                                                     |                                                     |                                                     |                                                     |
| 13    | Dernière actualisation : — |                                                     |                                                     |                                                     |                                                     |                                                     |                                                     |                                                     |                                                     |
| 14    | ? ⥋ ? | ? ⥋ ?                                               | ? ⥋ ?                                               | ? ⥋ ?                                               | ? ⥋ ?                                               | ? ⥋ ?                                               | ? ⥋ ?                                               | ? ⥋ ?                                               | ? ⥋ ?                                               |
| 14    | Ouverture / Fermeture — / — | Longueur —                                          | Durée —                                             | Nb. d’arrêts —                                      | Matériel —                                          | Jours de fonctionnement —                           | Jour / Soir / Nuit / Fêtes — / — / — / —            | Voy. / an —                                         | Dépôt —                                             |
| 14    | Desserte : - Villes et lieux desservies : Le Malesherbois - Augerville la Rivière - Dimancheville - Briarres sur Essonne - Puiseaux - Beaumont du Gâtinais - Auxy - Beaune la Rolande - Juranville - Lorcy - Corbeilles - Mignerette - Mignères - Villevoques - Pannes - Villemandeur - Montargis - Gares desservies : |                                                     |                                                     |                                                     |                                                     |                                                     |                                                     |                                                     |                                                     |
| 14    | Autre : - Amplitudes horaires : - Date de dernière mise à jour : ??? |                                                     |                                                     |                                                     |                                                     |                                                     |                                                     |                                                     |                                                     |
| 14    | Dernière actualisation : — |                                                     |                                                     |                                                     |                                                     |                                                     |                                                     |                                                     |                                                     |
| 15    | ? ⥋ ? | ? ⥋ ?                                               | ? ⥋ ?                                               | ? ⥋ ?                                               | ? ⥋ ?                                               | ? ⥋ ?                                               | ? ⥋ ?                                               | ? ⥋ ?                                               | ? ⥋ ?                                               |
| 15    | Ouverture / Fermeture — / — | Longueur —                                          | Durée —                                             | Nb. d’arrêts —                                      | Matériel —                                          | Jours de fonctionnement —                           | Jour / Soir / Nuit / Fêtes — / — / — / —            | Voy. / an —                                         | Dépôt —                                             |
| 15    | Desserte : - Villes et lieux desservies : St Maurice sur Aveyron - La Chapelle sur Aveyron - Ste Geneviève des Bois - Châtillon Coligny - Montbouy - Montcresson - Montargis - Villemandeur - Montargis - Gares desservies : |                                                     |                                                     |                                                     |                                                     |                                                     |                                                     |                                                     |                                                     |
| 15    | Autre : - Amplitudes horaires : - Date de dernière mise à jour : ??? |                                                     |                                                     |                                                     |                                                     |                                                     |                                                     |                                                     |                                                     |
| 15    | Dernière actualisation : — |                                                     |                                                     |                                                     |                                                     |                                                     |                                                     |                                                     |                                                     |
| 16    | ? ⥋ ? | ? ⥋ ?                                               | ? ⥋ ?                                               | ? ⥋ ?                                               | ? ⥋ ?                                               | ? ⥋ ?                                               | ? ⥋ ?                                               | ? ⥋ ?                                               | ? ⥋ ?                                               |
| 16    | Ouverture / Fermeture — / — | Longueur —                                          | Durée —                                             | Nb. d’arrêts —                                      | Matériel —                                          | Jours de fonctionnement —                           | Jour / Soir / Nuit / Fêtes — / — / — / —            | Voy. / an —                                         | Dépôt —                                             |
| 16    | Desserte : - Villes et lieux desservies : Ingrannes - Sully la Chapelle - Traînou - Vennecy - Marigny les Usages - St Jean de Braye - Chanteau - Semoy - Fleury les Aubrais - Orléans - Gares desservies : |                                                     |                                                     |                                                     |                                                     |                                                     |                                                     |                                                     |                                                     |
| 16    | Autre : - Amplitudes horaires : - Date de dernière mise à jour : ??? |                                                     |                                                     |                                                     |                                                     |                                                     |                                                     |                                                     |                                                     |
| 16    | Dernière actualisation : — |                                                     |                                                     |                                                     |                                                     |                                                     |                                                     |                                                     |                                                     |
| 17    | ? ⥋ ? | ? ⥋ ?                                               | ? ⥋ ?                                               | ? ⥋ ?                                               | ? ⥋ ?                                               | ? ⥋ ?                                               | ? ⥋ ?                                               | ? ⥋ ?                                               | ? ⥋ ?                                               |
| 17    | Ouverture / Fermeture — / — | Longueur —                                          | Durée —                                             | Nb. d’arrêts —                                      | Matériel —                                          | Jours de fonctionnement —                           | Jour / Soir / Nuit / Fêtes — / — / — / —            | Voy. / an —                                         | Dépôt —                                             |
| 17    | Desserte : - Villes et lieux desservies : Beaune la Rolande - Montbarrois - Boiscommun - Nibelle - Nesploy - Sury aux Bois - Combreux - Vitry aux Loges - Fay aux Loges - Donnery - Mardié - Chécy - St Jean de Braye - Orléans - Gares desservies : |                                                     |                                                     |                                                     |                                                     |                                                     |                                                     |                                                     |                                                     |
| 17    | Autre : - Amplitudes horaires : - Date de dernière mise à jour : ??? |                                                     |                                                     |                                                     |                                                     |                                                     |                                                     |                                                     |                                                     |
| 17    | Dernière actualisation : — |                                                     |                                                     |                                                     |                                                     |                                                     |                                                     |                                                     |                                                     |
| 18    | ? ⥋ ? | ? ⥋ ?                                               | ? ⥋ ?                                               | ? ⥋ ?                                               | ? ⥋ ?                                               | ? ⥋ ?                                               | ? ⥋ ?                                               | ? ⥋ ?                                               | ? ⥋ ?                                               |
| 18    | Ouverture / Fermeture — / — | Longueur —                                          | Durée —                                             | Nb. d’arrêts —                                      | Matériel —                                          | Jours de fonctionnement —                           | Jour / Soir / Nuit / Fêtes — / — / — / —            | Voy. / an —                                         | Dépôt —                                             |
| 18    | Desserte : - Villes et lieux desservies : Bellegarde - Beauchamps sur Huillard - Coudroy - Lorris - Montereau - Varennes Changy - Langesse - Les Choux - Boismorand - Gien - Gares desservies : |                                                     |                                                     |                                                     |                                                     |                                                     |                                                     |                                                     |                                                     |
| 18    | Autre : - Amplitudes horaires : - Date de dernière mise à jour : ??? |                                                     |                                                     |                                                     |                                                     |                                                     |                                                     |                                                     |                                                     |
| 18    | Dernière actualisation : — |                                                     |                                                     |                                                     |                                                     |                                                     |                                                     |                                                     |                                                     |
| 19    | ? ⥋ ? | ? ⥋ ?                                               | ? ⥋ ?                                               | ? ⥋ ?                                               | ? ⥋ ?                                               | ? ⥋ ?                                               | ? ⥋ ?                                               | ? ⥋ ?                                               | ? ⥋ ?                                               |
| 19    | Ouverture / Fermeture — / — | Longueur —                                          | Durée —                                             | Nb. d’arrêts —                                      | Matériel —                                          | Jours de fonctionnement —                           | Jour / Soir / Nuit / Fêtes — / — / — / —            | Voy. / an —                                         | Dépôt —                                             |
| 19    | Desserte : - Villes et lieux desservies : Cravant - Villorceau - Beaugency - Lailly en Val - Ligny le Ribault - Jouy le Potier - Ardon - Olivet - Orléans la Source - Orléans - Gares desservies : |                                                     |                                                     |                                                     |                                                     |                                                     |                                                     |                                                     |                                                     |
| 19    | Autre : - Amplitudes horaires : - Date de dernière mise à jour : ??? |                                                     |                                                     |                                                     |                                                     |                                                     |                                                     |                                                     |                                                     |
| 19    | Dernière actualisation : — |                                                     |                                                     |                                                     |                                                     |                                                     |                                                     |                                                     |                                                     |
| 20A   | ? ⥋ ? | ? ⥋ ?                                               | ? ⥋ ?                                               | ? ⥋ ?                                               | ? ⥋ ?                                               | ? ⥋ ?                                               | ? ⥋ ?                                               | ? ⥋ ?                                               | ? ⥋ ?                                               |
| 20A   | Ouverture / Fermeture — / — | Longueur —                                          | Durée —                                             | Nb. d’arrêts —                                      | Matériel —                                          | Jours de fonctionnement —                           | Jour / Soir / Nuit / Fêtes — / — / — / —            | Voy. / an —                                         | Dépôt —                                             |
| 20A   | Desserte : - Villes et lieux desservies : Pithiviers - Escrennes - Mareau aux Bois - Santeau - Chilleurs aux Bois - Neuville aux Bois - Villereau - St Lyé la Foret - Fleury les Aubrais - Orléans - Gares desservies : |                                                     |                                                     |                                                     |                                                     |                                                     |                                                     |                                                     |                                                     |
| 20A   | Autre : - Amplitudes horaires : - Date de dernière mise à jour : ??? |                                                     |                                                     |                                                     |                                                     |                                                     |                                                     |                                                     |                                                     |
| 20A   | Dernière actualisation : — |                                                     |                                                     |                                                     |                                                     |                                                     |                                                     |                                                     |                                                     |
| 20B   | ? ⥋ ? | ? ⥋ ?                                               | ? ⥋ ?                                               | ? ⥋ ?                                               | ? ⥋ ?                                               | ? ⥋ ?                                               | ? ⥋ ?                                               | ? ⥋ ?                                               | ? ⥋ ?                                               |
| 20B   | Ouverture / Fermeture — / — | Longueur —                                          | Durée —                                             | Nb. d’arrêts —                                      | Matériel —                                          | Jours de fonctionnement —                           | Jour / Soir / Nuit / Fêtes — / — / — / —            | Voy. / an —                                         | Dépôt —                                             |
| 20B   | Desserte : - Villes et lieux desservies : Pithiviers - Escrennes - Santeau - Chilleurs aux Bois - Neuville aux Bois - Loury - Rebréchien - Marigny les Usages - St Jean de Braye - Fleury les Aubrais - Orléans - Gares desservies : |                                                     |                                                     |                                                     |                                                     |                                                     |                                                     |                                                     |                                                     |
| 20B   | Autre : - Amplitudes horaires : - Date de dernière mise à jour : ??? |                                                     |                                                     |                                                     |                                                     |                                                     |                                                     |                                                     |                                                     |
| 20B   | Dernière actualisation : — |                                                     |                                                     |                                                     |                                                     |                                                     |                                                     |                                                     |                                                     |
| 21    | ? ⥋ ? | ? ⥋ ?                                               | ? ⥋ ?                                               | ? ⥋ ?                                               | ? ⥋ ?                                               | ? ⥋ ?                                               | ? ⥋ ?                                               | ? ⥋ ?                                               | ? ⥋ ?                                               |
| 21    | Ouverture / Fermeture — / — | Longueur —                                          | Durée —                                             | Nb. d’arrêts —                                      | Matériel —                                          | Jours de fonctionnement —                           | Jour / Soir / Nuit / Fêtes — / — / — / —            | Voy. / an —                                         | Dépôt —                                             |
| 21    | Desserte : - Villes et lieux desservies : Bazoches les Gallerandes - Aschères le Marché - Villereau - Trinay - Artenay - Chevilly - Cercottes - Saran - Orléans - Gares desservies : |                                                     |                                                     |                                                     |                                                     |                                                     |                                                     |                                                     |                                                     |
| 21    | Autre : - Amplitudes horaires : - Date de dernière mise à jour : ??? |                                                     |                                                     |                                                     |                                                     |                                                     |                                                     |                                                     |                                                     |
| 21    | Dernière actualisation : — |                                                     |                                                     |                                                     |                                                     |                                                     |                                                     |                                                     |                                                     |
| 22    | Pithiviers — Mail Sud ⥋ Le Malesherbois — Gare SNCF | Pithiviers — Mail Sud ⥋ Le Malesherbois — Gare SNCF | Pithiviers — Mail Sud ⥋ Le Malesherbois — Gare SNCF | Pithiviers — Mail Sud ⥋ Le Malesherbois — Gare SNCF | Pithiviers — Mail Sud ⥋ Le Malesherbois — Gare SNCF | Pithiviers — Mail Sud ⥋ Le Malesherbois — Gare SNCF | Pithiviers — Mail Sud ⥋ Le Malesherbois — Gare SNCF | Pithiviers — Mail Sud ⥋ Le Malesherbois — Gare SNCF | Pithiviers — Mail Sud ⥋ Le Malesherbois — Gare SNCF |
| 22    | Ouverture / Fermeture — / — | Longueur —                                          | Durée 25-60 min                                     | Nb. d’arrêts 20                                     | Matériel —                                          | Jours de fonctionnement L, Ma, Me, J, V, S, D       | Jour / Soir / Nuit / Fêtes O / N / N / O            | Voy. / an —                                         | Dépôt —                                             |
| 22    | Desserte : - Villes et lieux desservies : Le Malesherbois, Coudray, Manchecourt, Ramoulu, Marsainvilliers et Pithiviers - Gares desservies : Malesherbes (RER D) |                                                     |                                                     |                                                     |                                                     |                                                     |                                                     |                                                     |                                                     |
| 22    | Autre : - Amplitudes horaires : La ligne fonctionne : - du Lundi au Vendredi à raison de deux aller-retour entre 6 h 30 à 8 h 45 puis d'un aller en de direction Malesherbes à 12 h 15 et un retour direction Pithiviers à 13 h 5 et finalement de trois aller retour entre 17 h 20 et 19 h 35 - En période scolaire, des départs supplémentaires sont effectués aux heures d'entrées et de sorties du Lycée Duhamel Du Monceau et du Collège Simone Veil à Pithiviers. - Le Samedi à raison de quatre aller-retours. - Le Dimanche et jour férié à raison d'un seul aller-retour entre 17 h 50 et 18 h 15 - Date de dernière mise à jour : 28 septembre 2024 |                                                     |                                                     |                                                     |                                                     |                                                     |                                                     |                                                     |                                                     |
| 22    | Dernière actualisation : — |                                                     |                                                     |                                                     |                                                     |                                                     |                                                     |                                                     |                                                     |
| 23    | ? ⥋ ? | ? ⥋ ?                                               | ? ⥋ ?                                               | ? ⥋ ?                                               | ? ⥋ ?                                               | ? ⥋ ?                                               | ? ⥋ ?                                               | ? ⥋ ?                                               | ? ⥋ ?                                               |
| 23    | Ouverture / Fermeture — / — | Longueur —                                          | Durée —                                             | Nb. d’arrêts —                                      | Matériel —                                          | Jours de fonctionnement —                           | Jour / Soir / Nuit / Fêtes — / — / — / —            | Voy. / an —                                         | Dépôt —                                             |
| 23    | Desserte : - Villes et lieux desservies : Bromeilles - Gironville - Desmonts - Puiseaux - Briarres sur Essonne - Dimancheville - Briarres sur Essonne - Ondreville sur Essonne - Aulnay la Rivière - La Neuville sur Essonne - Aulnay la Rivière - Estouy - Bondaroy - Pithiviers - Gares desservies : |                                                     |                                                     |                                                     |                                                     |                                                     |                                                     |                                                     |                                                     |
| 23    | Autre : - Amplitudes horaires : - Date de dernière mise à jour : ??? |                                                     |                                                     |                                                     |                                                     |                                                     |                                                     |                                                     |                                                     |
| 23    | Dernière actualisation : — |                                                     |                                                     |                                                     |                                                     |                                                     |                                                     |                                                     |                                                     |
| 24    | ? ⥋ ? | ? ⥋ ?                                               | ? ⥋ ?                                               | ? ⥋ ?                                               | ? ⥋ ?                                               | ? ⥋ ?                                               | ? ⥋ ?                                               | ? ⥋ ?                                               | ? ⥋ ?                                               |
| 24    | Ouverture / Fermeture — / — | Longueur —                                          | Durée —                                             | Nb. d’arrêts —                                      | Matériel —                                          | Jours de fonctionnement —                           | Jour / Soir / Nuit / Fêtes — / — / — / —            | Voy. / an —                                         | Dépôt —                                             |
| 24    | Desserte : - Villes et lieux desservies : Outarville - Bazoches les Gallerandes - Jouy en Pithiverais - Châtillon le Roi - Pithiviers le Vieil - Pithiviers - Gares desservies : |                                                     |                                                     |                                                     |                                                     |                                                     |                                                     |                                                     |                                                     |
| 24    | Autre : - Amplitudes horaires : - Date de dernière mise à jour : ??? |                                                     |                                                     |                                                     |                                                     |                                                     |                                                     |                                                     |                                                     |
| 24    | Dernière actualisation : — |                                                     |                                                     |                                                     |                                                     |                                                     |                                                     |                                                     |                                                     |
| 25    | ? ⥋ ? | ? ⥋ ?                                               | ? ⥋ ?                                               | ? ⥋ ?                                               | ? ⥋ ?                                               | ? ⥋ ?                                               | ? ⥋ ?                                               | ? ⥋ ?                                               | ? ⥋ ?                                               |
| 25    | Ouverture / Fermeture — / — | Longueur —                                          | Durée —                                             | Nb. d’arrêts —                                      | Matériel —                                          | Jours de fonctionnement —                           | Jour / Soir / Nuit / Fêtes — / — / — / —            | Voy. / an —                                         | Dépôt —                                             |
| 25    | Desserte : - Villes et lieux desservies : Étampes - Sermaises - Intville la Guétard - Engenville - Pithiviers le Vieil - Pithiviers - Gares desservies : |                                                     |                                                     |                                                     |                                                     |                                                     |                                                     |                                                     |                                                     |
| 25    | Autre : - Amplitudes horaires : - Date de dernière mise à jour : ??? |                                                     |                                                     |                                                     |                                                     |                                                     |                                                     |                                                     |                                                     |
| 25    | Dernière actualisation : — |                                                     |                                                     |                                                     |                                                     |                                                     |                                                     |                                                     |                                                     |
| 96    | ? ⥋ ? | ? ⥋ ?                                               | ? ⥋ ?                                               | ? ⥋ ?                                               | ? ⥋ ?                                               | ? ⥋ ?                                               | ? ⥋ ?                                               | ? ⥋ ?                                               | ? ⥋ ?                                               |
| 96    | Ouverture / Fermeture — / — | Longueur —                                          | Durée —                                             | Nb. d’arrêts —                                      | Matériel —                                          | Jours de fonctionnement —                           | Jour / Soir / Nuit / Fêtes — / — / — / —            | Voy. / an —                                         | Dépôt —                                             |
| 96    | Desserte : - Villes et lieux desservies : Desserte des établissements scolaires de Gien - Gares desservies : |                                                     |                                                     |                                                     |                                                     |                                                     |                                                     |                                                     |                                                     |
| 96    | Autre : - Amplitudes horaires : - Date de dernière mise à jour : ??? |                                                     |                                                     |                                                     |                                                     |                                                     |                                                     |                                                     |                                                     |
| 96    | Dernière actualisation : — |                                                     |                                                     |                                                     |                                                     |                                                     |                                                     |                                                     |                                                     |
| 97    | ? ⥋ ? | ? ⥋ ?                                               | ? ⥋ ?                                               | ? ⥋ ?                                               | ? ⥋ ?                                               | ? ⥋ ?                                               | ? ⥋ ?                                               | ? ⥋ ?                                               | ? ⥋ ?                                               |
| 97    | Ouverture / Fermeture — / — | Longueur —                                          | Durée —                                             | Nb. d’arrêts —                                      | Matériel —                                          | Jours de fonctionnement —                           | Jour / Soir / Nuit / Fêtes — / — / — / —            | Voy. / an —                                         | Dépôt —                                             |
| 97    | Desserte : - Villes et lieux desservies : Desserte des établissements scolaires de Pithiviers - Gares desservies : |                                                     |                                                     |                                                     |                                                     |                                                     |                                                     |                                                     |                                                     |
| 97    | Autre : - Amplitudes horaires : - Date de dernière mise à jour : ??? |                                                     |                                                     |                                                     |                                                     |                                                     |                                                     |                                                     |                                                     |
| 97    | Dernière actualisation : — |                                                     |                                                     |                                                     |                                                     |                                                     |                                                     |                                                     |                                                     |
| 98    | ? ⥋ ? | ? ⥋ ?                                               | ? ⥋ ?                                               | ? ⥋ ?                                               | ? ⥋ ?                                               | ? ⥋ ?                                               | ? ⥋ ?                                               | ? ⥋ ?                                               | ? ⥋ ?                                               |
| 98    | Ouverture / Fermeture — / — | Longueur —                                          | Durée —                                             | Nb. d’arrêts —                                      | Matériel —                                          | Jours de fonctionnement —                           | Jour / Soir / Nuit / Fêtes — / — / — / —            | Voy. / an —                                         | Dépôt —                                             |
| 98    | Desserte : - Villes et lieux desservies : Desserte des établissements scolaires de l'agglomération montargoise : Montargis - Villemandeur - Châlette sur Loing - Amilly - Gares desservies : |                                                     |                                                     |                                                     |                                                     |                                                     |                                                     |                                                     |                                                     |
| 98    | Autre : - Amplitudes horaires : - Date de dernière mise à jour : ??? |                                                     |                                                     |                                                     |                                                     |                                                     |                                                     |                                                     |                                                     |
| 98    | Dernière actualisation : — |                                                     |                                                     |                                                     |                                                     |                                                     |                                                     |                                                     |                                                     |
| 99    | ? ⥋ ? | ? ⥋ ?                                               | ? ⥋ ?                                               | ? ⥋ ?                                               | ? ⥋ ?                                               | ? ⥋ ?                                               | ? ⥋ ?                                               | ? ⥋ ?                                               | ? ⥋ ?                                               |
| 99    | Ouverture / Fermeture — / — | Longueur —                                          | Durée —                                             | Nb. d’arrêts —                                      | Matériel —                                          | Jours de fonctionnement —                           | Jour / Soir / Nuit / Fêtes — / — / — / —            | Voy. / an —                                         | Dépôt —                                             |
| 99    | Desserte : - Villes et lieux desservies : Desserte des établissements scolaires de l'agglomération orléanaise : Orléans - St Jean de Braye - Orléans la Source - Fleury les Aubrais - Olivet - Ingré - St Jean de la Ruelle - Gares desservies : |                                                     |                                                     |                                                     |                                                     |                                                     |                                                     |                                                     |                                                     |
| 99    | Autre : - Amplitudes horaires : - Date de dernière mise à jour : ??? |                                                     |                                                     |                                                     |                                                     |                                                     |                                                     |                                                     |                                                     |
| 99    | Dernière actualisation : — |                                                     |                                                     |                                                     |                                                     |                                                     |                                                     |                                                     |                                                     |
| 417   | ? ⥋ ? | ? ⥋ ?                                               | ? ⥋ ?                                               | ? ⥋ ?                                               | ? ⥋ ?                                               | ? ⥋ ?                                               | ? ⥋ ?                                               | ? ⥋ ?                                               | ? ⥋ ?                                               |
| 417   | Ouverture / Fermeture — / — | Longueur —                                          | Durée —                                             | Nb. d’arrêts —                                      | Matériel —                                          | Jours de fonctionnement —                           | Jour / Soir / Nuit / Fêtes — / — / — / —            | Voy. / an —                                         | Dépôt —                                             |
| 417   | Desserte : - Villes et lieux desservies : Montargis > Gien - Gares desservies : |                                                     |                                                     |                                                     |                                                     |                                                     |                                                     |                                                     |                                                     |
| 417   | Autre : - Amplitudes horaires : - Date de dernière mise à jour : ??? |                                                     |                                                     |                                                     |                                                     |                                                     |                                                     |                                                     |                                                     |
| 417   | Dernière actualisation : — |                                                     |                                                     |                                                     |                                                     |                                                     |                                                     |                                                     |                                                     |
| 437   | ? ⥋ ? | ? ⥋ ?                                               | ? ⥋ ?                                               | ? ⥋ ?                                               | ? ⥋ ?                                               | ? ⥋ ?                                               | ? ⥋ ?                                               | ? ⥋ ?                                               | ? ⥋ ?                                               |
| 437   | Ouverture / Fermeture — / — | Longueur —                                          | Durée —                                             | Nb. d’arrêts —                                      | Matériel —                                          | Jours de fonctionnement —                           | Jour / Soir / Nuit / Fêtes — / — / — / —            | Voy. / an —                                         | Dépôt —                                             |
| 437   | Desserte : - Villes et lieux desservies : Aubigny > Gien - Gares desservies : |                                                     |                                                     |                                                     |                                                     |                                                     |                                                     |                                                     |                                                     |
| 437   | Autre : - Amplitudes horaires : - Date de dernière mise à jour : ??? |                                                     |                                                     |                                                     |                                                     |                                                     |                                                     |                                                     |                                                     |
| 437   | Dernière actualisation : — |                                                     |                                                     |                                                     |                                                     |                                                     |                                                     |                                                     |                                                     |
| 911   | ? ⥋ ? | ? ⥋ ?                                               | ? ⥋ ?                                               | ? ⥋ ?                                               | ? ⥋ ?                                               | ? ⥋ ?                                               | ? ⥋ ?                                               | ? ⥋ ?                                               | ? ⥋ ?                                               |
| 911   | Ouverture / Fermeture — / — | Longueur —                                          | Durée —                                             | Nb. d’arrêts —                                      | Matériel —                                          | Jours de fonctionnement —                           | Jour / Soir / Nuit / Fêtes — / — / — / —            | Voy. / an —                                         | Dépôt —                                             |
| 911   | Desserte : - Villes et lieux desservies : Bonny > Briare - Gares desservies : |                                                     |                                                     |                                                     |                                                     |                                                     |                                                     |                                                     |                                                     |
| 911   | Autre : - Amplitudes horaires : - Date de dernière mise à jour : ??? |                                                     |                                                     |                                                     |                                                     |                                                     |                                                     |                                                     |                                                     |
| 911   | Dernière actualisation : — |                                                     |                                                     |                                                     |                                                     |                                                     |                                                     |                                                     |                                                     |

#### Rémi Trains
Le réseau Rémi comprend les liaisons ferroviaires de la région. La marque « Rémi Express » s'applique spécifiquement aux trains ex-Intercités gérés par cette dernière (Paris-Austerlitz – Orléans, Paris-Austerlitz – Les Aubrais – Tours, Paris-Austerlitz – Bourges et Paris-Bercy – Montargis – Nevers),.